# Phytanthoza iconographia

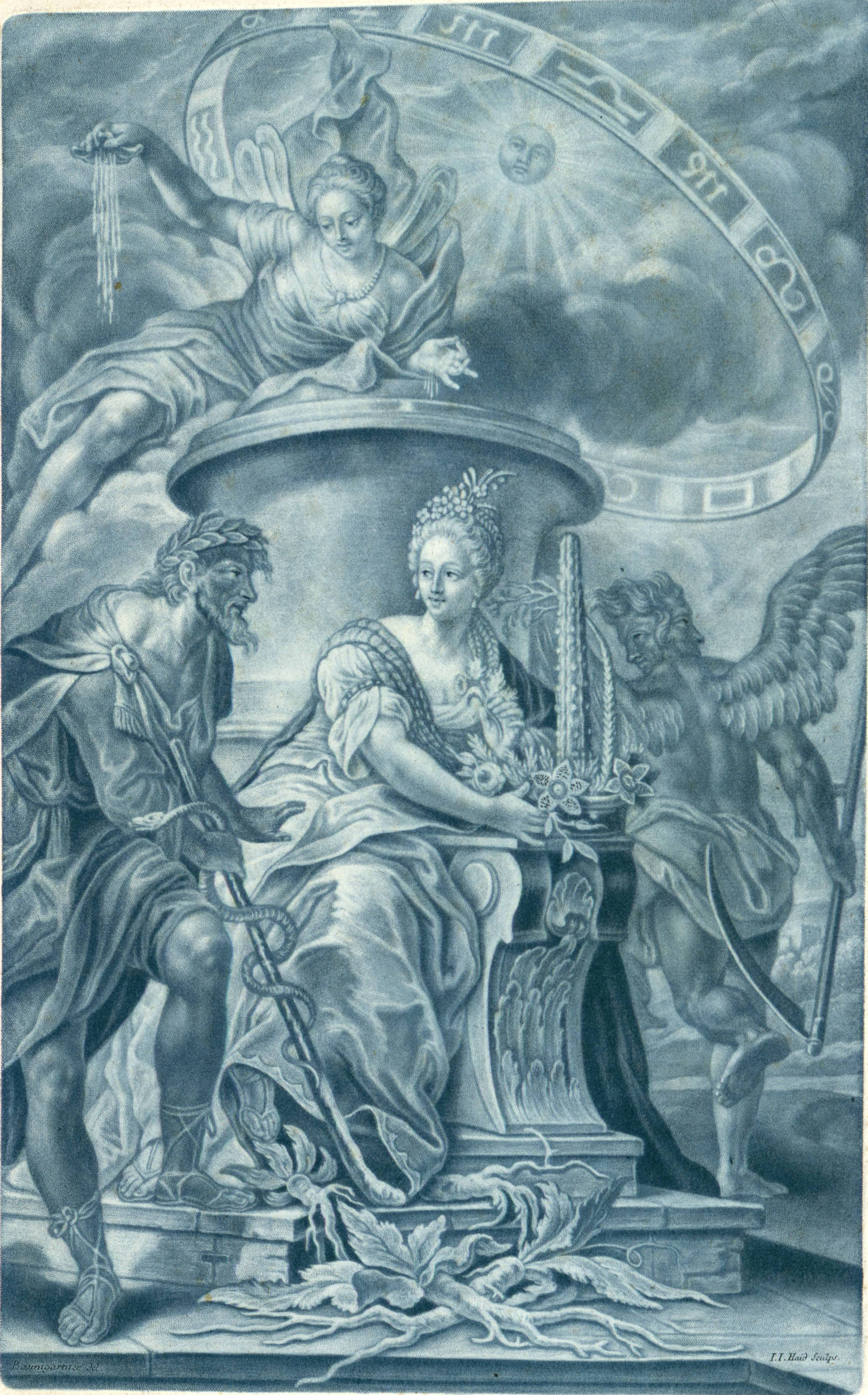
Das allegorische Frontispiz zeigt Flora, Asklepios und Chronos, Johann Jakob Haid nach Johann Wolfgang Baumgartner

Phytanthoza iconographia ist ein von 1734 bis 1745 in Teillieferungen veröffentlichtes Werk von Johann Wilhelm Weinmann. Das in Regensburg veröffentlichte Werk enthält über 1000 Abbildungen von Pflanzen und deren Beschreibung. Es ist das erste botanische Werk, das umfangreich mit aufwändigen, mehrfarbigen Mezzotinto-Abbildungen illustriert ist.

## Werk
Drei der vier Folio-Bände erschienen bei Hieronymus Lentz (1696–1742), der vierte bei Heinrich Georg Neubauer (1712–1778) in Regensburg. Die Bände bestehen jeweils aus einem Text- und einem Bildteil. Es gibt sowohl einen deutschen Titel
Phytanthoza-iconographia, oder eigentliche Vorstellung etlicher Tausend; so wohl Einheimisch-als auslaͤndischer, aus allen vier Welt-Theilen, in Verlauf vieler Jahre, mit unermuͤdetem Fleiß von Johann Wilhelm Weinmann, E. Ehrloͤbl. Statt-Gerichts-Assessore und aͤltesten Apotheckern in Regenspurg gesammleter Pflantzen, Baͤume, Stauden, Kraͤuter, Blumen, Fruͤchten und Schwaͤmme &c. Welche auf das netteste in Kupfer gestochen, und zugleich durch eine laͤngst-verlangte, und neu erfundene Art, nach der Natur mit lebendigen Farben, in anmuthigsten Abbildungen herausgegeben und verlegt von Bartholomaͤ Seuter, Johann Elia Ridinger, und Joh. Jacob Haid, Mahlern und Kupferstechern In Augspurg, Deren Benennung, Arten, Kennzeichen, Beschreibungen und Gebrauch aus dem besten, so alt-als neuen Autoribus, nach Alphabetischer Ordnung, nebst angezeigten bewaͤhrtestem Nutzen in der Artzney-und Apothecker-Kunst, auch in der Chirurgie und Haushaltung, in lateinisch-und deutscher Sprache richtig und deutlich beschrieben worden von D.Johann Georg Nicolao Dieterichs, Der Roͤm. Kayserl. und Koͤningl. Catholischen Majestaͤt Rath, Ihro Hoch-fuͤrstl. Durchleucht von Fuͤrstenberg-Stuͤlingen Medico ordin. und Reipubl. Ratisbon. Physico. Erster Band A. B. Auf obbemeldter Verlegere kosten gedruckt In Regenspurg bey Hieronymo Lentzen 1737,
als auch einen lateinischen Titel
Phytanthoza Iconographia, Sive Conspectus Aliquot millium, tam Indigenarum quam Exoticarum, ex quatuor mundi partibus, longâ annorum serie indefessoque studio, à Joanne Guilielmo Weinmanno, Dicasterii Ratisbonensis Assessore & Pharmacopola Seniore collectarum Plantarum, Arborum, Fruticum, Florum Fructuum, Fungorum. &c. Quæ Nitidissime æri incisæ & simul diu desiderata ac recens inventa arte, vivis coloribus & iconibus, naturæ æmulis, excusæ & repraesentatæ Per Bartholomæum Seuterum, Joannem Eliam Ridingerum et Joannem Jacobum Haidium Pictores & Chalcographos Augustanos. Quorum Denominationes, Characteres, Genera, Species & Descriptiones ex optimis, tarn priscis quam neotericis Auctoribus, ordine ac serie Alphabetica, cum probatissimo usu Medico, Pharmaceutico, Chirurgico ac Oeconomico, latino & Germanico idiomate sincere explicantur à D. Joanne Georgio Nicolao Dieterico, Sacræ Cæsareæ ac Regiæ Catholicæ Majest. Consiliario, Serenissimi Principis de Furstenberg - Stülingen Medico ordinario ac Reipublicæ Ratisbonensis Physico. Vol. 1. A. B. Apud prænominatos Pict. & Chalcogr. Augustæ venum prostat, quorum sumtibus imprimebatur Ratisbonæ per Hieronymum Lenzium, M DCC XXXVII
Die Texte der Titelseiten variieren gegenüber dem ersten Band leicht.

Deutsche Titelseiten als Phytanthoza-iconographia, oder eigentliche Vorstellung
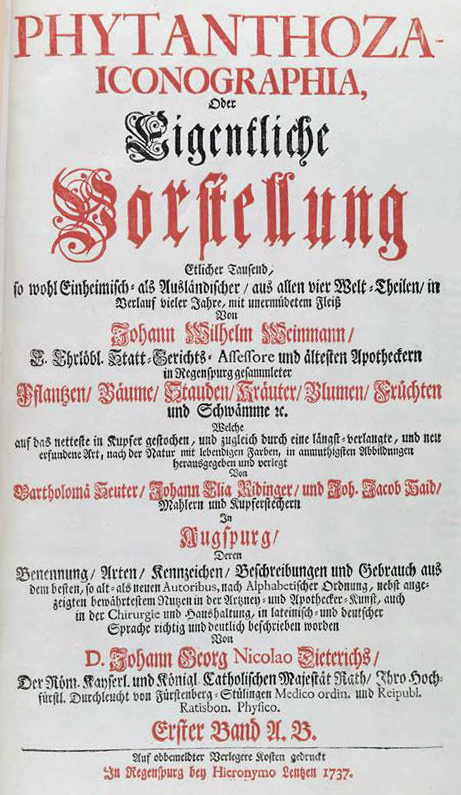
Band 1, 1737
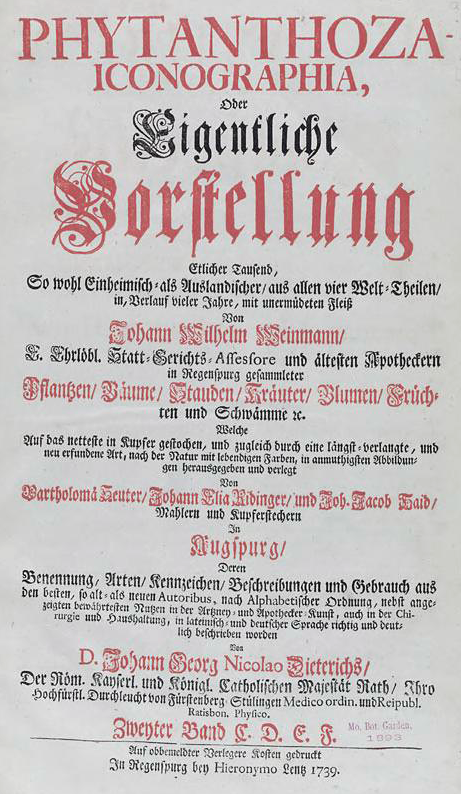
Band 2, 1739
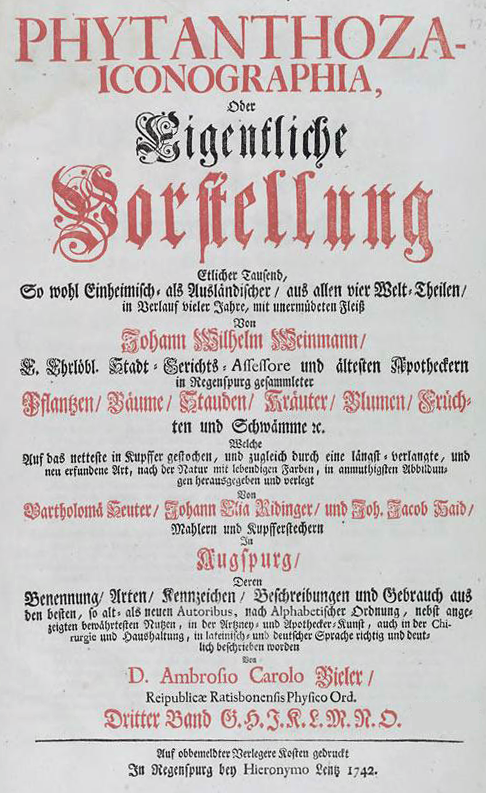
Band 3, 1742
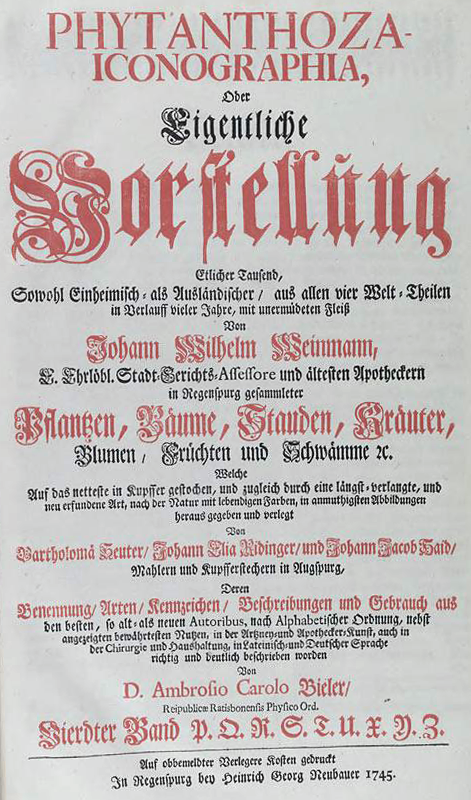
Band 4, 1745

Lateinische Titelseiten als Phytanthoza-Iconographia, Sive Conspectus
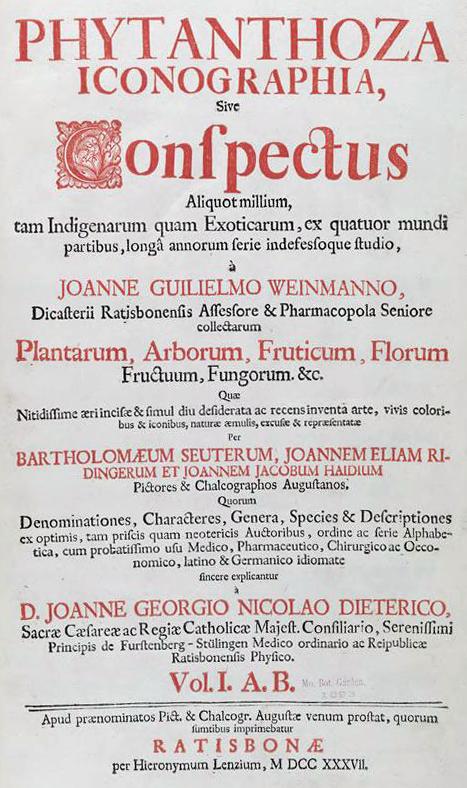
Band 1, 1737
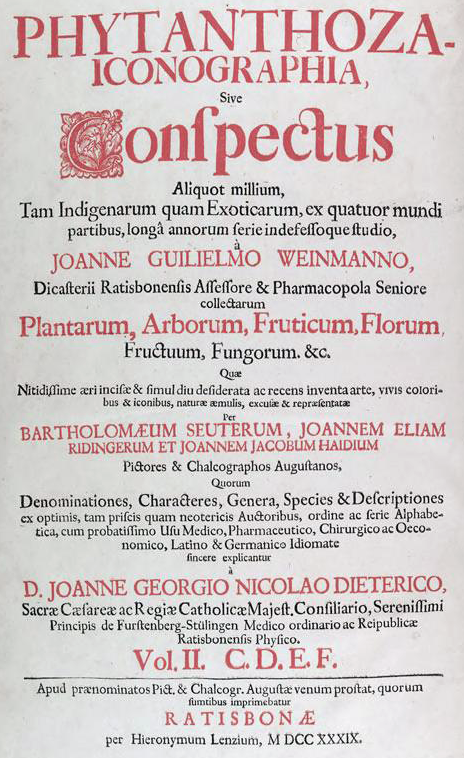
Band 2, 1739
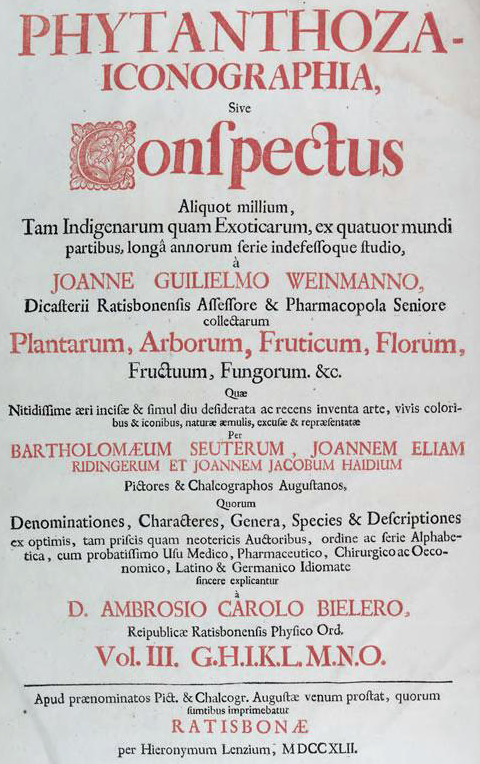
Band 3, 1742
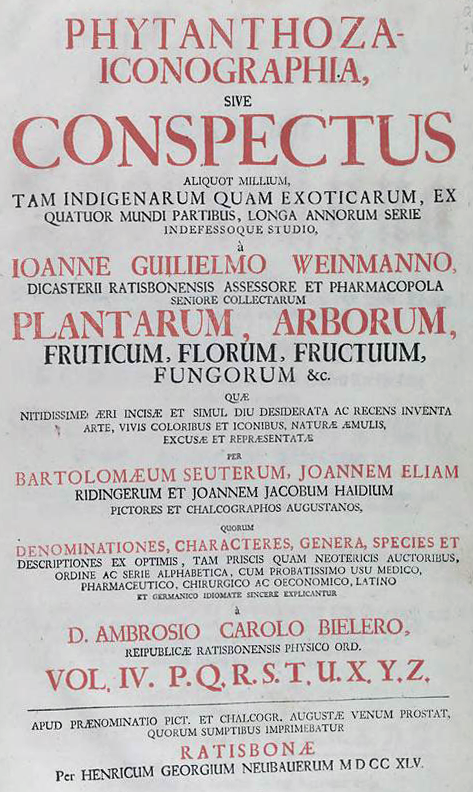
Band 4, 1745

Die ersten 75 botanischen Beschreibungen wurden von Johann Georg Nikolaus Dietrich (1681–1737) verfasst. Nach Dietrichs Tod setzte dessen Sohn Ludwig Michael Dietrich (1716–1769) die Arbeit an den Texten fort. Nach Weinmanns Tod vollendete Carl Ambrosius Bieler (1693–1747) das Werk. Die darin abgebildeten Pflanzen sind alphabetisch geordnet. Phytanthoza iconographia enthält 1025 nummerierte, mittels Gravierung und Schabkunst hergestellte, farbige Tafeln, die nach Vorlagen von Ehret, N. Asamin und anderen entstanden. Die Ausführung besorgten Bartholomäus Seutter, Johann Elias Ridinger und Johann Jakob Haid. 373 Tafeln sind mit „S“, für Seuter, und 273 Tafeln sind mit „H“, für Haid, signiert. Außerdem enthält das Werk blaue Mezzotinto-Portraits von Weinmann und Bieler.
Die vier Bände haben folgenden Umfang:
| Band    | Zeitraum  | Tafeln   | Anz. Tafeln | Textumfang |
| ------- | --------- | -------- | ----------- | ---------- |
| 1 (A–B) | 1734–1737 | 1–275    | 275         | 200        |
| 2 (C–F) | 1737–1739 | 276–525  | 250         | 516        |
| 3 (G–O) | 1738–1742 | 526–775  | 250         | 488        |
| 4 (P–Z) | 1742–1745 | 776–1025 | 250         | 540        |

Für den abschließenden vierten Band verfasste Albrecht Haller eine auf den 15. Januar 1745 in Göttingen datierte Vorrede. Ergänzt wird der Band durch einen Index verbalis latinus plantarum, ein Teutsches Register sowie das Real-Register.

### Vorgeschichte
In einer kurzen Mitteilung für die „Breslauischen Sammlungen“ im Jahr 1724 schrieb Weinmann: „[…] davon ich eine Menge anführen könnte aus meinem Herbario vivo, welches allbereit über 9000 Sorten begreifft, und itzo ad vivum gemahlet wird, durch meinen ehemaligen Gesellen, itzo Apotheker in Creußen Herrn George Ernst Seuffert, daran er schon 2. gantze Jahre zugebracht, deren Synonyma ich in allerley Sprachen beyschreibe; und habe ich bereits 3. Bände in Folio mit Schweins-Leder eingebunden, worzu der 4te und letzte auch bald kommen und fertig seyn wird. Weil das Werck nun Alphabeticè eingerichtet ist, so fasset der erste Band A.B.C.D.E. der andere F.G.H.J.K.L.M.N. der dritte die übrigen Buchstaben biß auffs Z. der vierte ist ein Appendix von denen ausländischen Gewächsen, welche in Europa theils nicht zu finden, theils auch allhier nicht können propagiret werden […]“. Die erwähnten drei Foliebände mit Seuferts Zeichnungen werden in der Universitätsbibliothek Regensburg unter der Signatur 241/W772995-1 aufbewahrt.
1727 traf Georg Dionysius Ehret in Regensburg ein. Nachdem Weinmann Zeichnungen des damals unbekannten Ehret gesehen hatte, stellte er Ehret ein. Innerhalb eines Jahres fertigte Ehret 500 Pflanzenzeichnungen an.
Die ersten 25 Tafeln von Phytanthoza iconographia wurden am Michaelistag des Jahres 1734 veröffentlicht. Die Nova acta eruditorum berichten 1735 von der Veröffentlichung von zehn Bogen und 51 Tafeln. Die erste eigenständige Sammlung von Teillieferungen unter dem Titel Johann Wilhelm Weinmanns, […] Eigentliche Darstellung einiger Tausend in allen vier Welt-Theilen gewachsener Bäume, Stauden, Kräuter, Blumen, Früchte und Schwämme […]. umfasst 52 Textseiten und 175 Tafeln. Die Beschreibungen reichen bis zur Tafel 129 (Anethum).Tafel 175 zeigt die „Calla“ Zantedeschia aethiopica. Zweimal im Jahr sollten aus 50 Tafeln bestehende Teile des Gesamtwerks erscheinen.

### Übersetzung ins Niederländische
Phytanthoza iconographia wurde von Johannes Burman ins Niederländische übersetzt. Die Übersetzung erschien von 1736 bis 1748 in Amsterdam beim Buchhändler Zacharias Romberg. Die Bände bestehen jeweils aus einem Text- (Taalryk register) und einem Bildteil (Duidelyke Vertoning) mit eigenen Titelseiten:

Titelseiten der Textteile Taalryk register
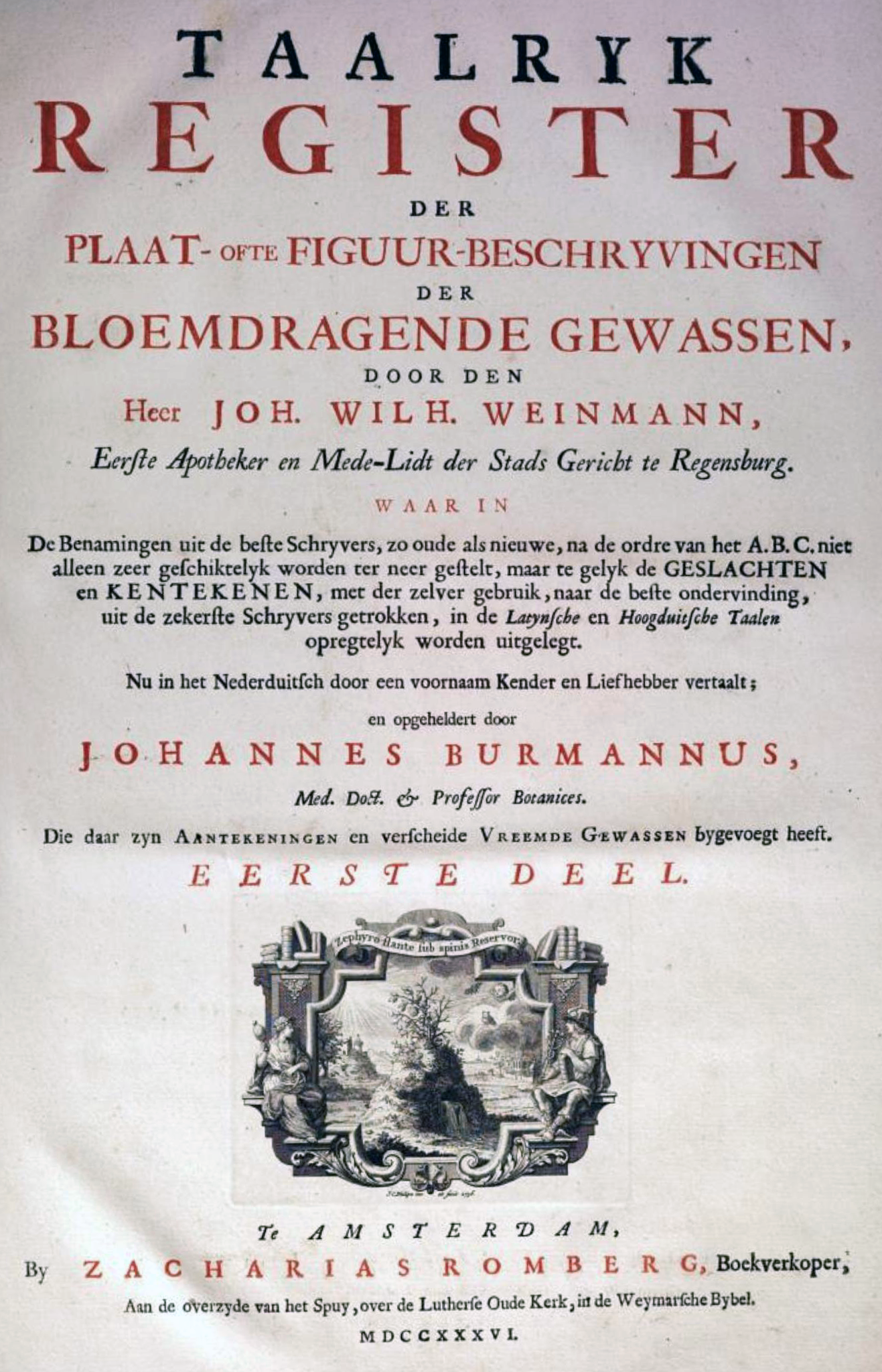
Band 1, 1736
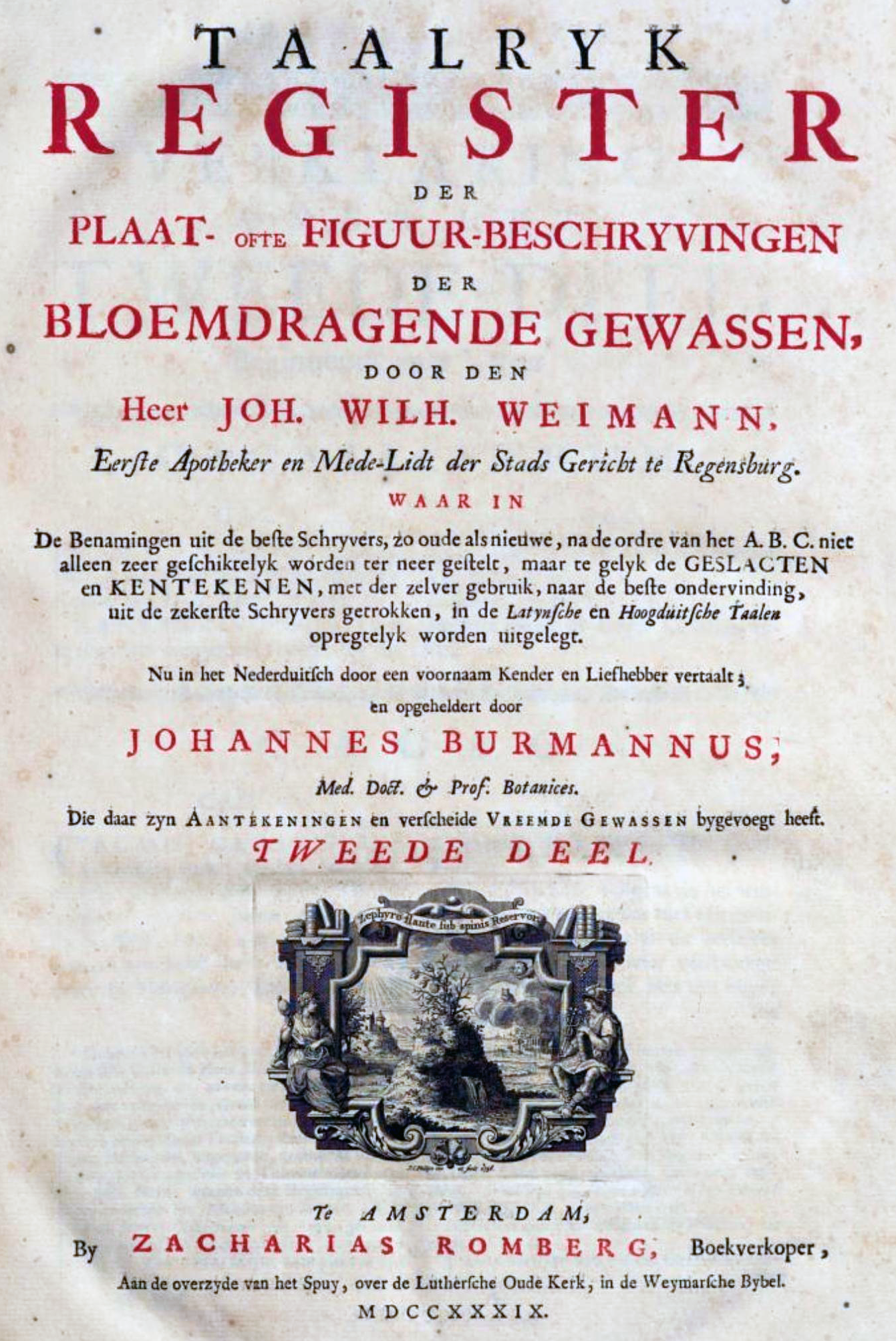
Band 2, 1739
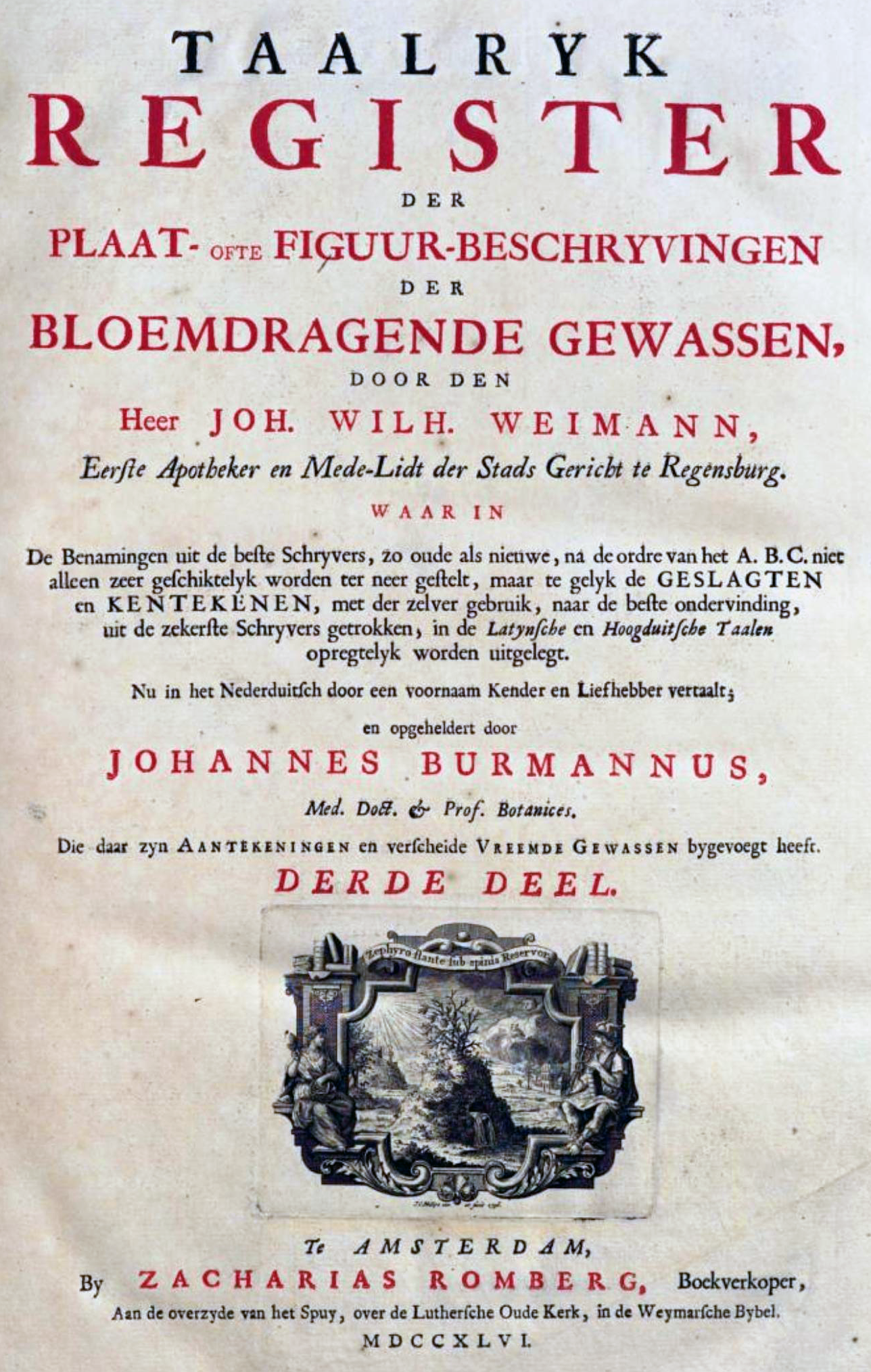
Band 3, 1746
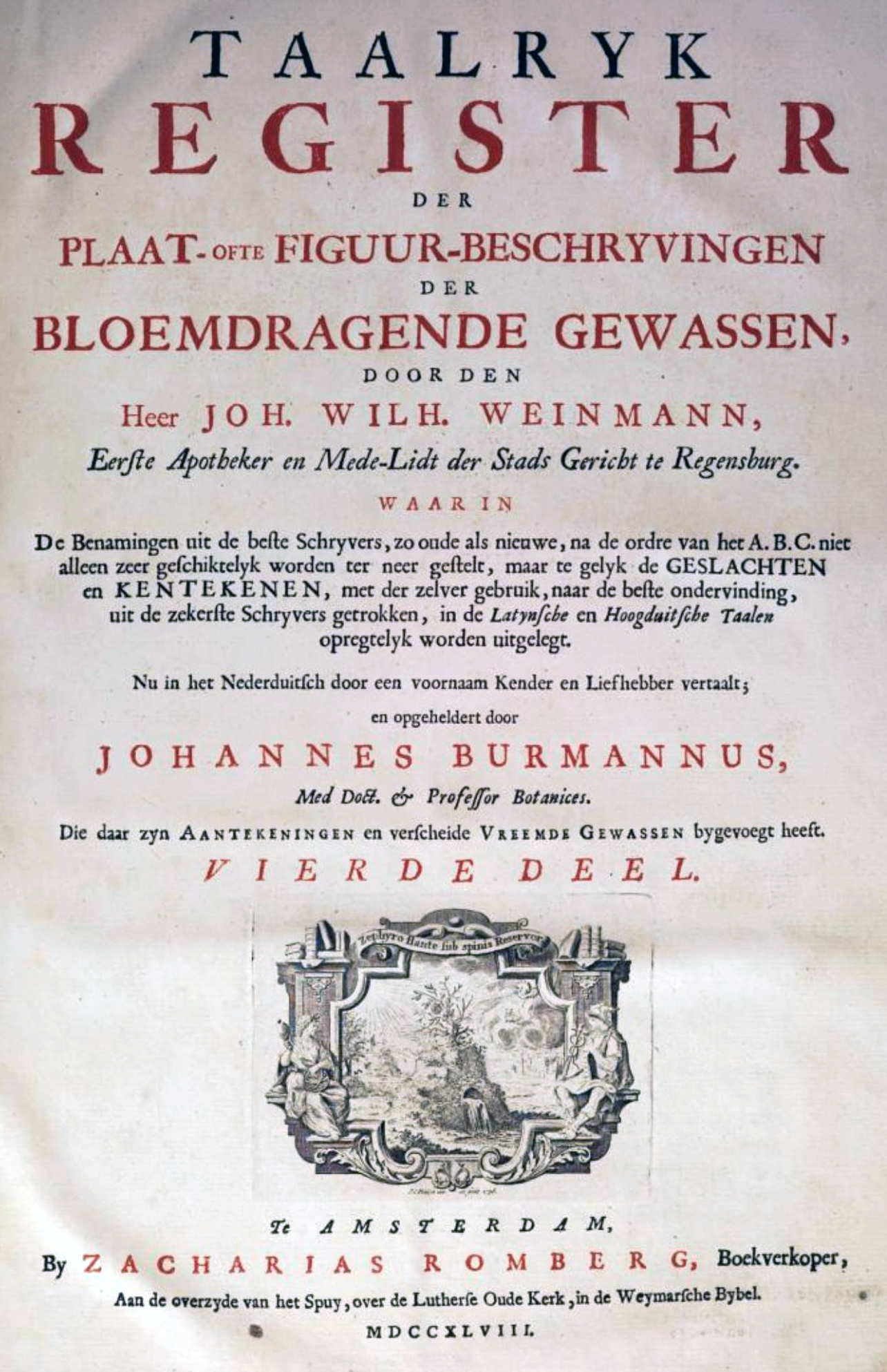
Band 4, 1748

Titelseiten der Bildteile Duidelyke Vertoning
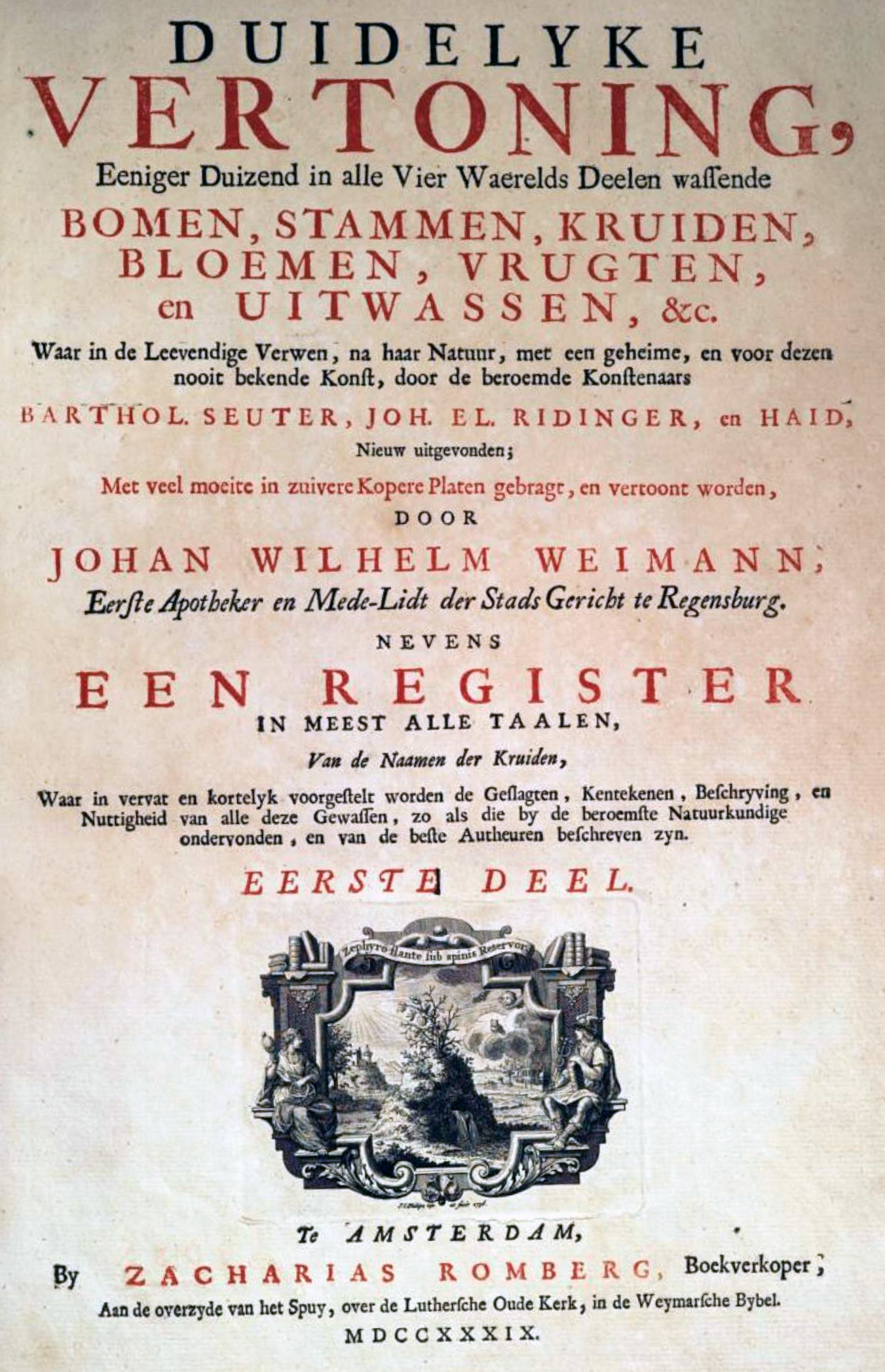
Band 1, 1739
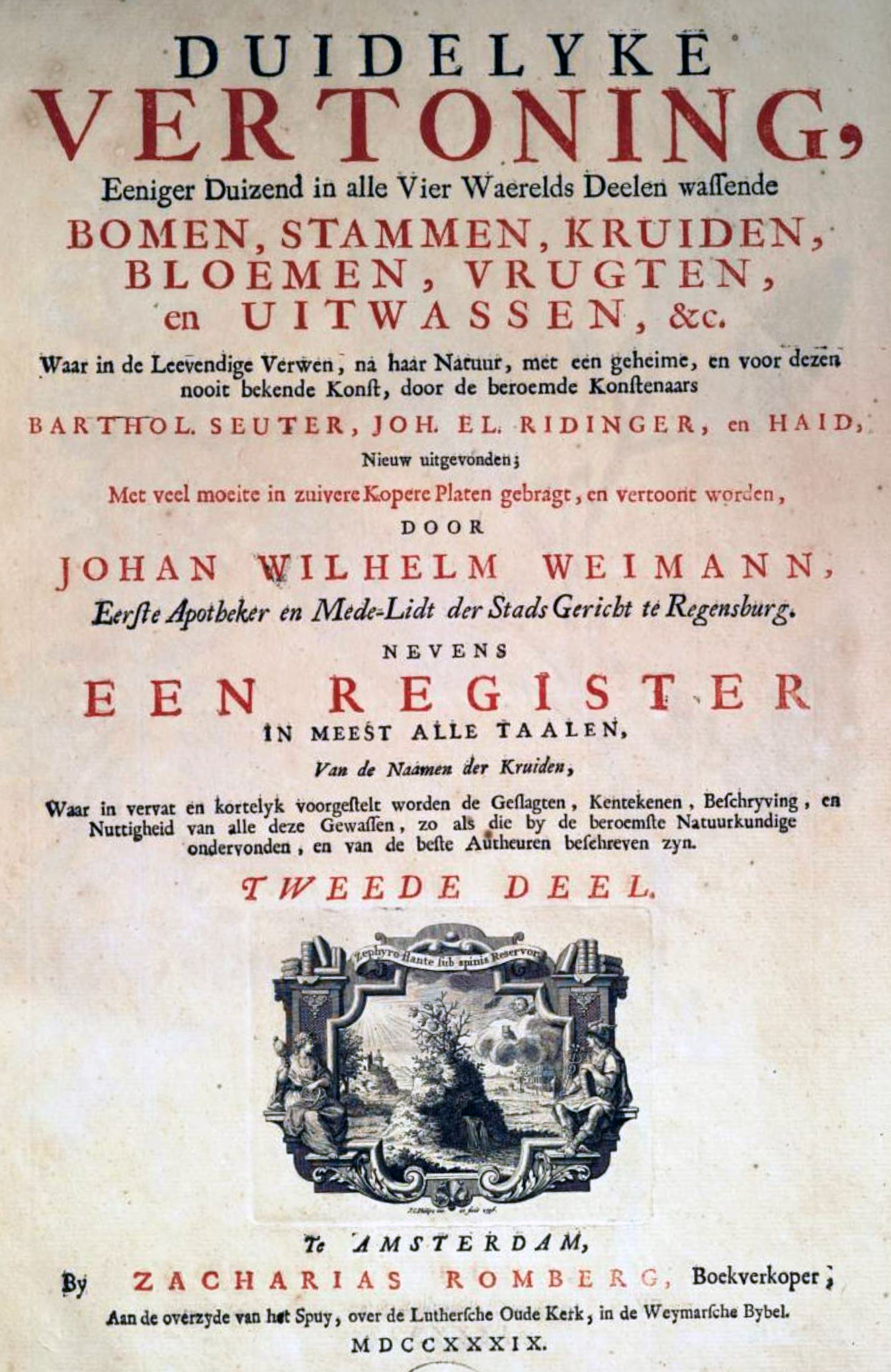
Band 2, 1739
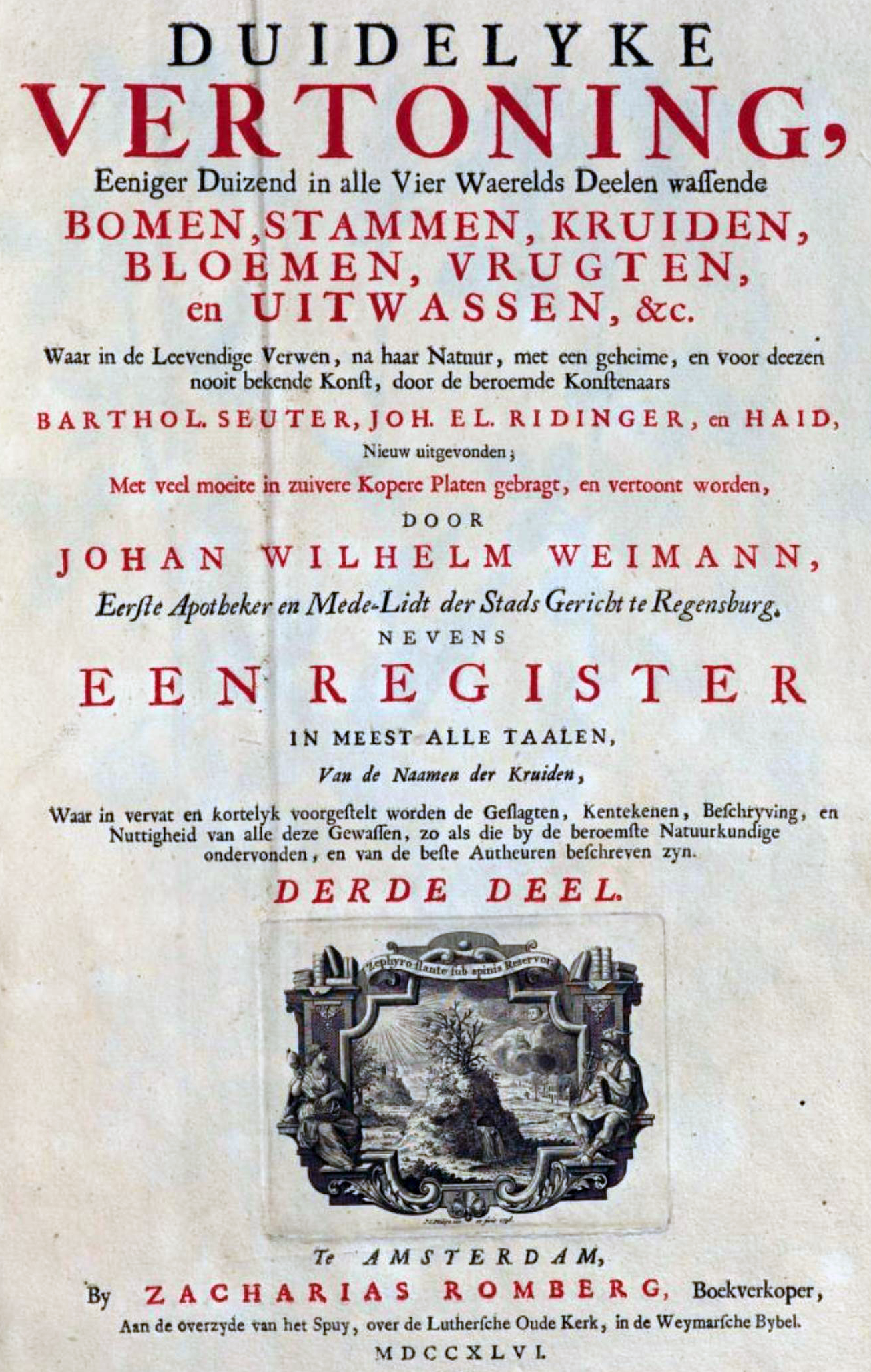
Band 3, 1746
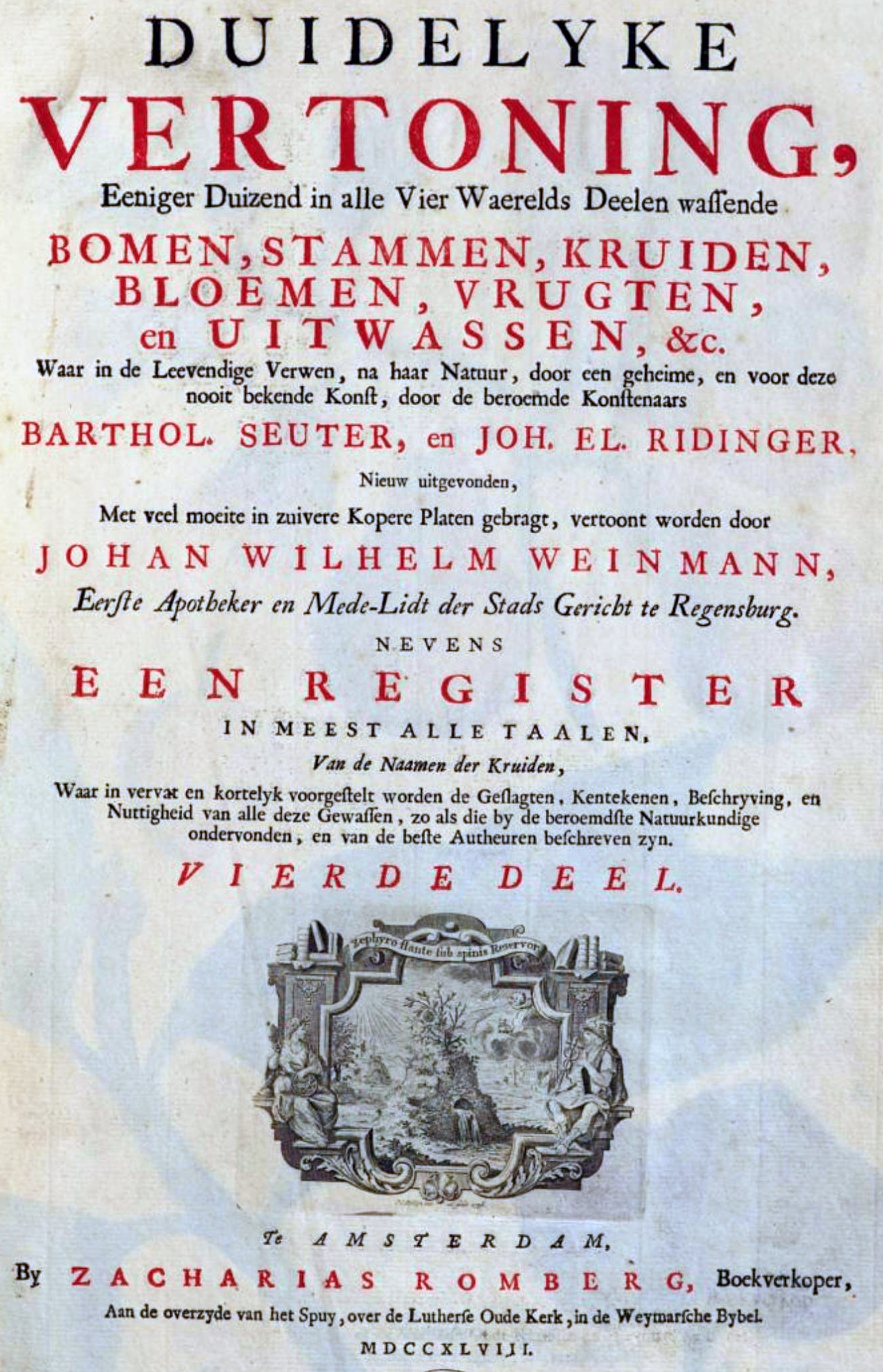
Band 4, 1748

Die Textseiten tragen den Titel Taalryk register der plaat- ofte figuur-beschryvingen der bloemdragende gewassen, door den Heer Joh. Wilh. Weinmann […] waar in de benamingen uit de beste schryvers, zo oude als nieuwe, na de ordre van het A.B.C. niet alleen geschiktelyk worden ter neer gestelt, maar te gelyk de geslachten en kentekenen, met der zelver gebruik, naar de beste ondervinding uit de zekerste schryvers getrokken, in de Latynsche en Hoogduitsche Taalen opregtelyk worden uitgelegt. Nu in het Nederduitsch door een voornaam kender en liefhebber vertaalt; en opgeheldert door Johannes Burmannus, […] die daar zijn aantekeningen en verscheide vreemde gewassen bygevoegt heeft […] und die Bildseiten den Titel Duidelyke Vertoning, eeniger duizend in alle vier waeelds deelen wassende bomen, stammen, kruiden, bloemen, vrugten, en uitwassen, &c. Waar in de leevendige verwen, na haar natuur, door een geheime, en voor deze nooit bekende konst, door de beroemde konstenaars Barthol. Seuter, en Joh. El. Ridinger, en Haid, nieuw uitgevonden, met veel moeite in zuivere kopere platen gebracht, vertoont worden door Johan Wilhelm Wei[n]mann […].
Die Bände haben folgenden Umfang:
| Band    | Jahr                      | Tafeln   | Anz. Tafeln | Textumfang |
| ------- | ------------------------- | -------- | ----------- | ---------- |
| 1 (A–B) | 1736 (Text) 1739 (Tafeln) | 1–254    | 254         | 280        |
| 2 (C–F) | 1739                      | 255–507  | 253         | 538        |
| 3 (G–O) | 1746                      | 508–766  | 259         | 500        |
| 4 (P–Z) | 1748                      | 767–1025 | 259         | 619        |

### Neuausgabe nach dem Linneschen System
1787 erschien in Augsburg bei Johann Elias Haid eine nach dem Linneschen System überarbeitete Ausgabe. Sie besteht aus dem überarbeiteten Abbildungsteil Weinmannus redivivus emendatus et illustratus, sive thesaurus rei herbariae locupletissimus und dem Johannes Gessner zugeschriebenen Register der abgebildeten Pflanzen.
Die vier Bände des Tafelteils tragen den Titel Weinmannus redivivus emendatus et illustratus, sive thesaurus rei herbariae locupletissimus. Recueil de figures enluminées de quelques milliers des plantes les plus utiles dans la medecine, dans l'oeconomie et pour les ornemens des jardins, contenües dans l'herbier de feu Mr Weinmann, eclairci par les denominations systématiques de Mr. le chevalier Linné, accompagné d'un index d'après le système sexual. Das Register hat eine lateinische Titelseite Ioa. Guil. Weinmanni Thesaurus rei herbariae locupletissimus indice systematico illustratus et emendatus. In quo aliquot plantarum millia secundum classes, ordines, genera, species et varietates methodo Linneana recensentur et passim adnotationibus illustrantur sowie eine französische: Thesaurus Universalis Rei Herbariae, ou Recueil de figures enluminées de quelques milliers de plantes les plus utiles dans la medecine dans l'oeconomie et pour l'ornement des jardins contenues dans l'herbier de Monsieur Weinmann, eclairci par les denominations de Linné et accompagné d'un index d'aprés le systeme sexuel.

### Illustrationen (Auswahl)

Abbildungen im Doppelfolio-Format
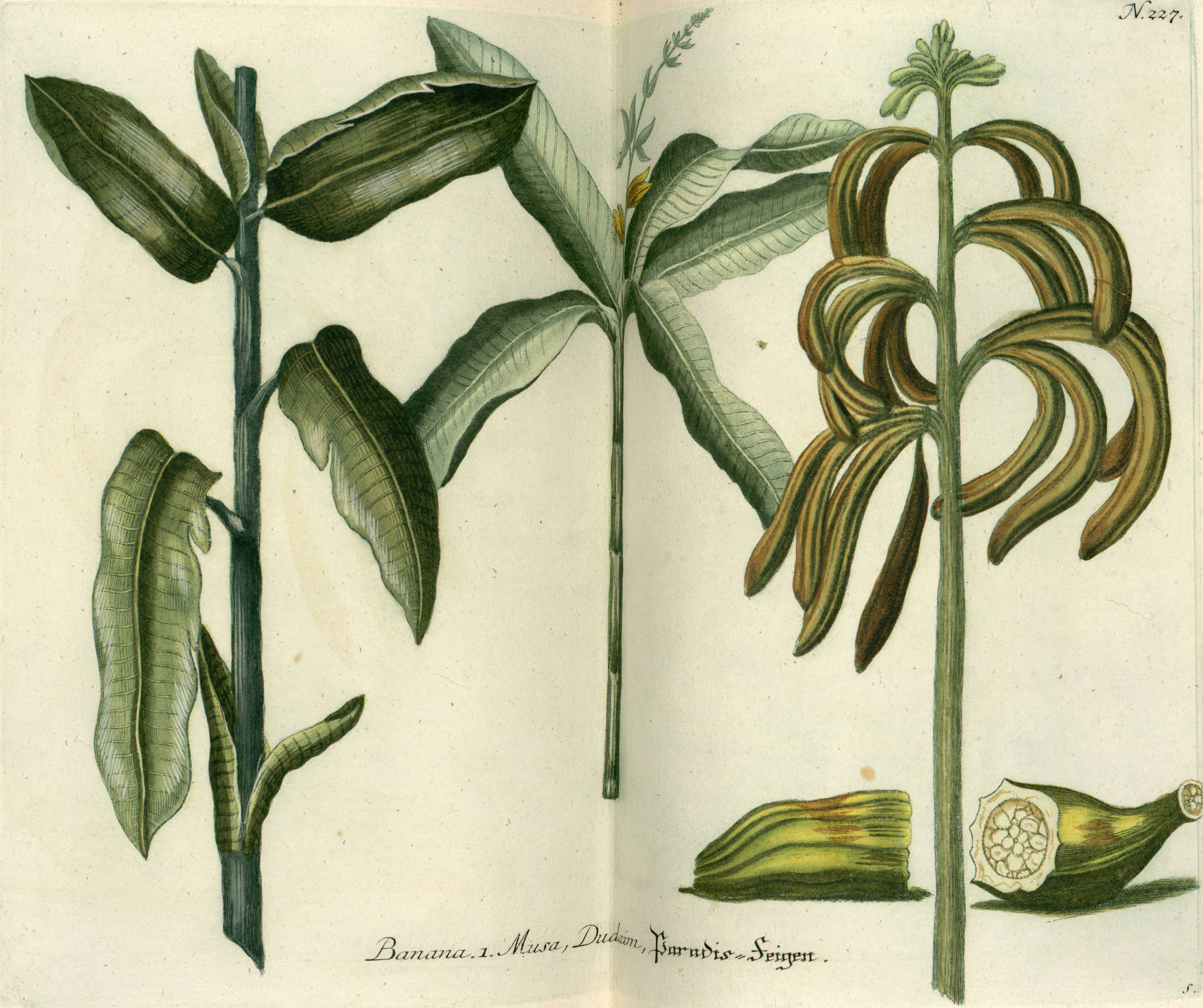
Abb. 227
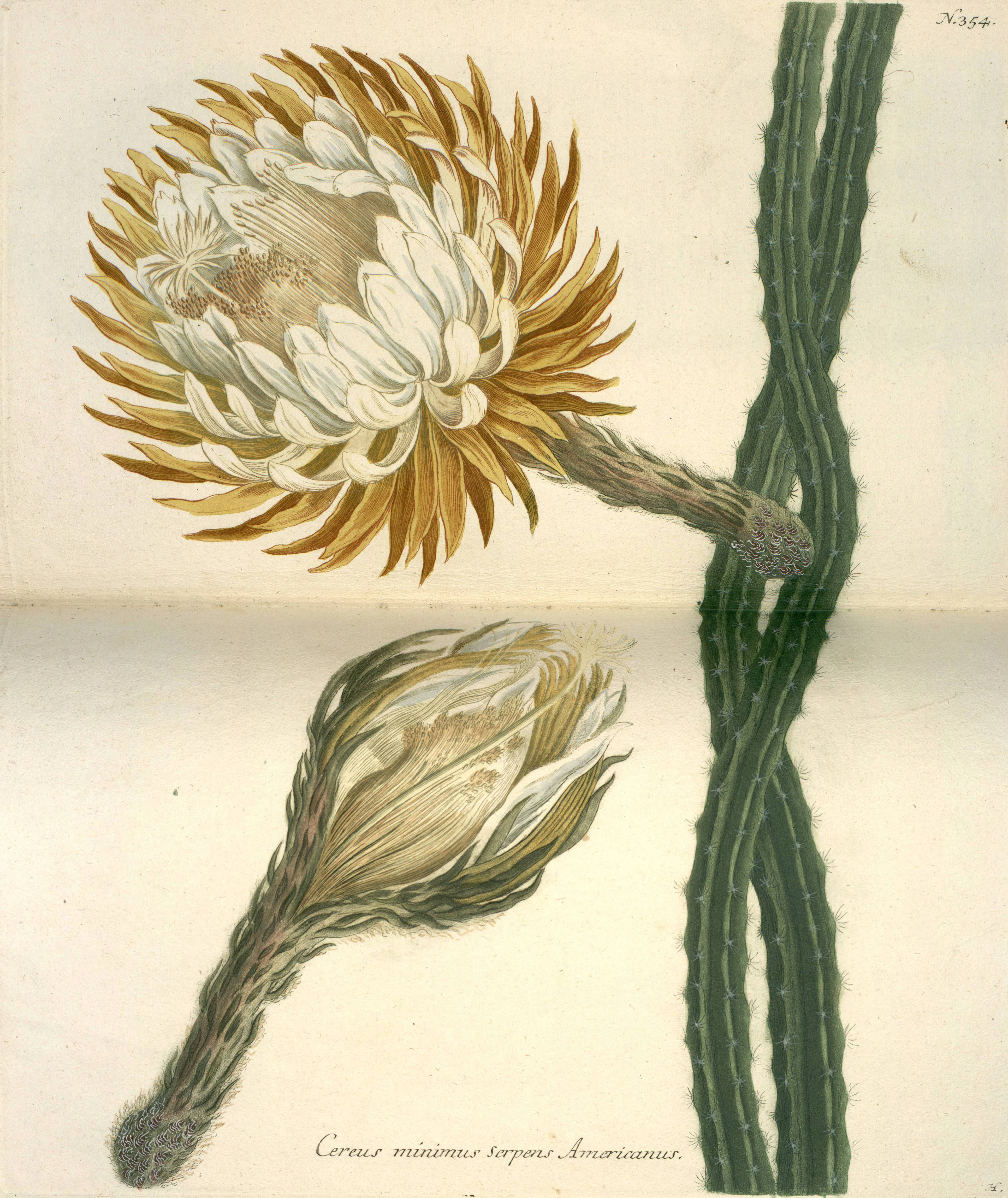
Abb. 354
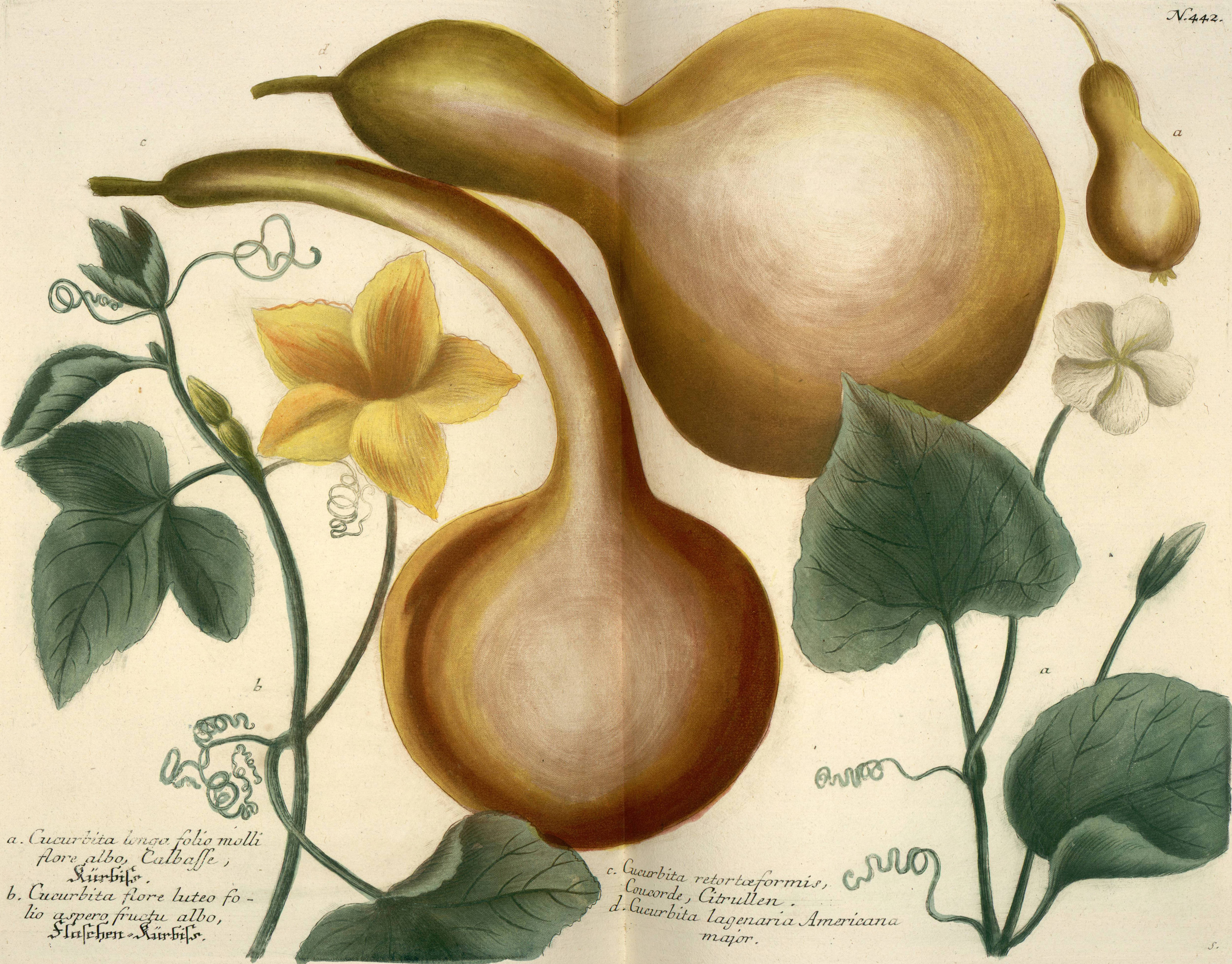
Abb. 442
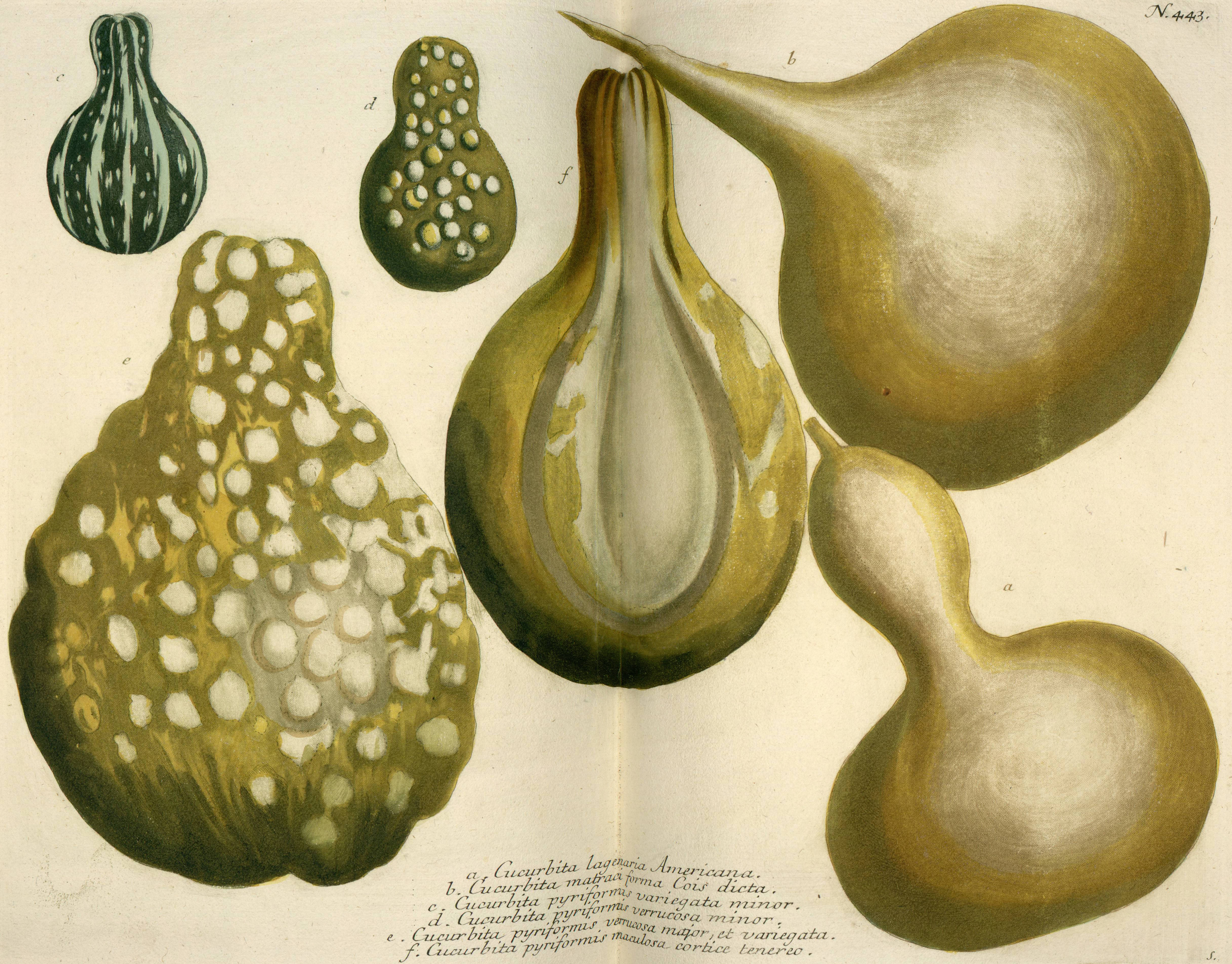
Abb. 443
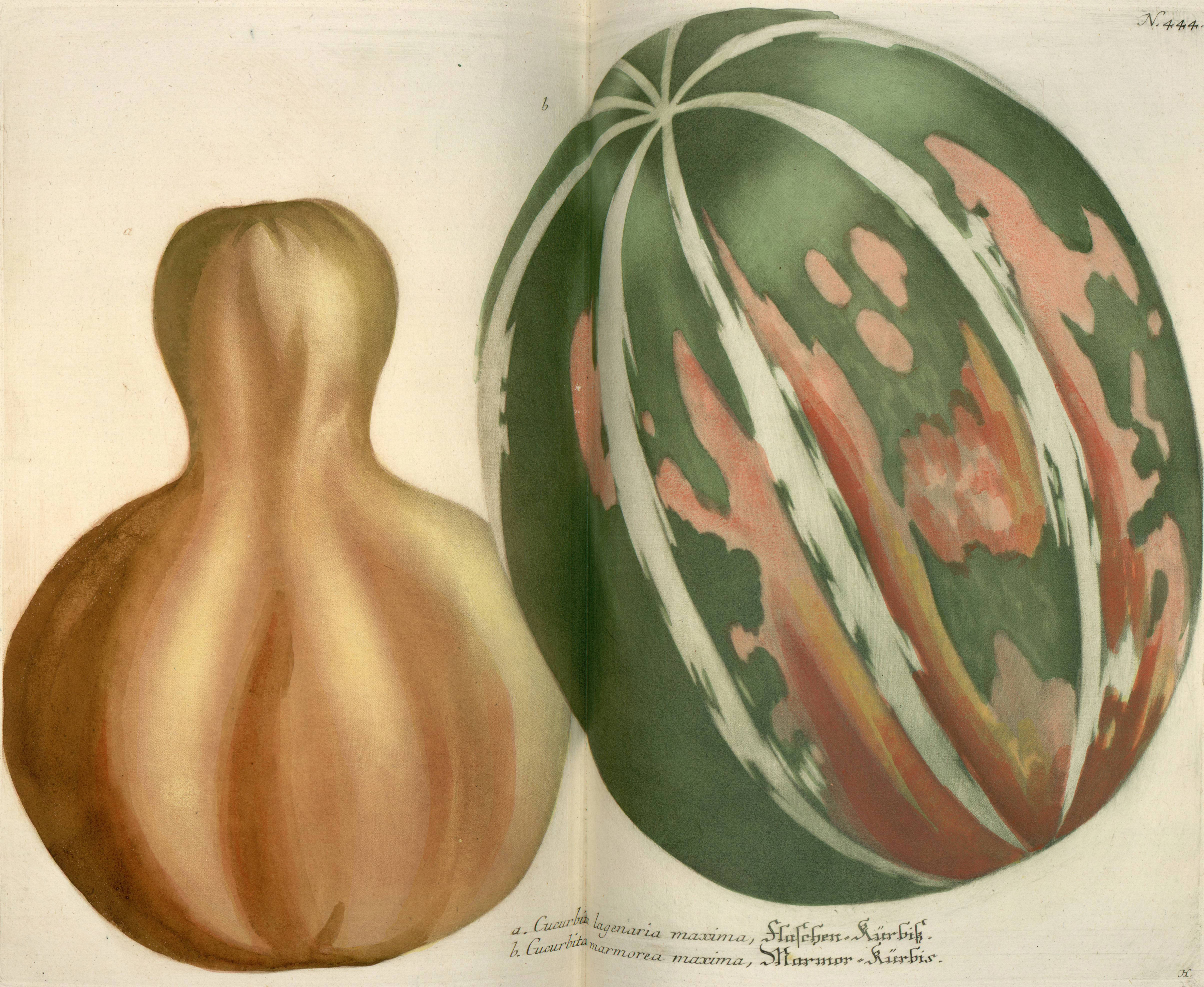
Abb. 444
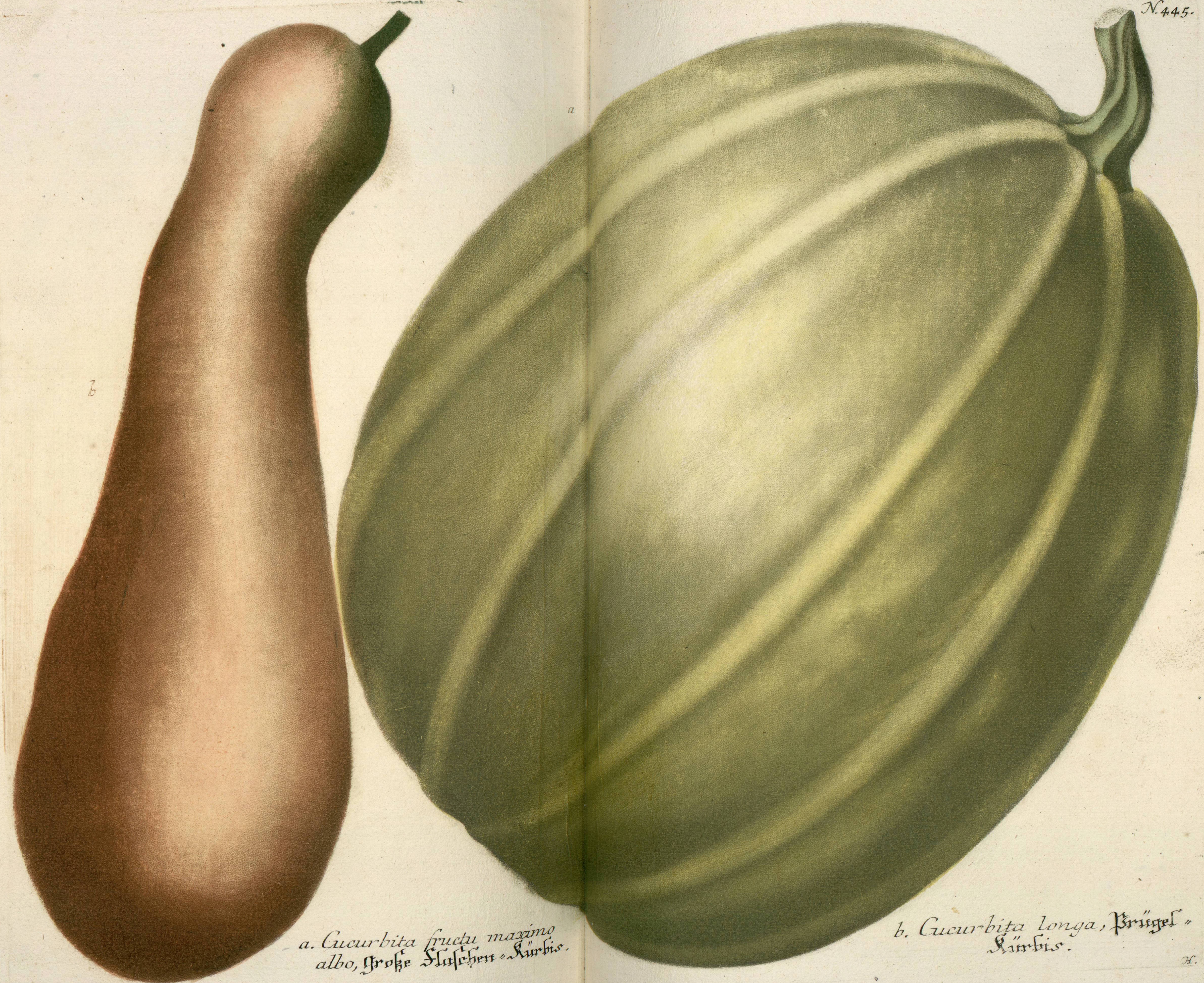
Abb. 445
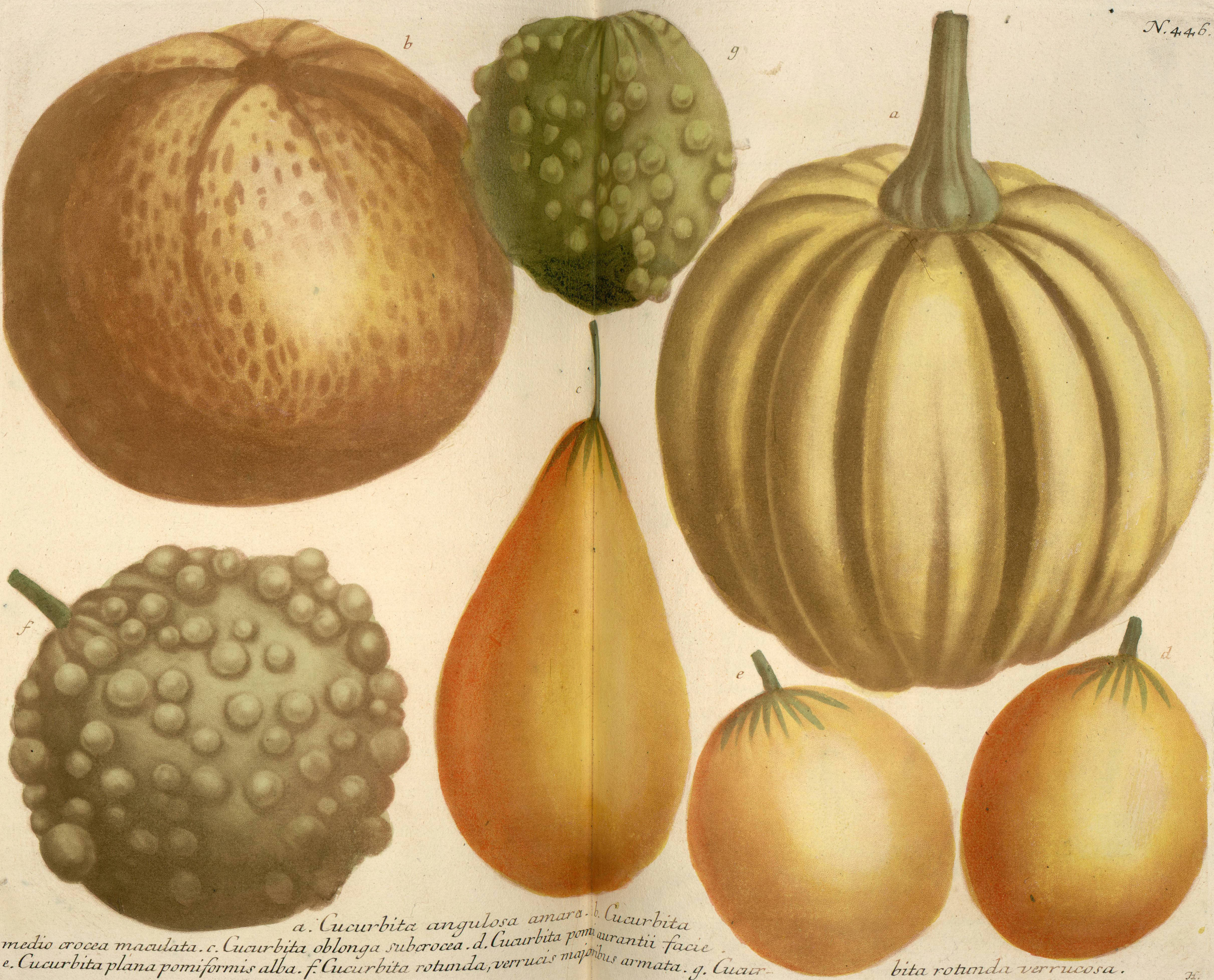
Abb. 446
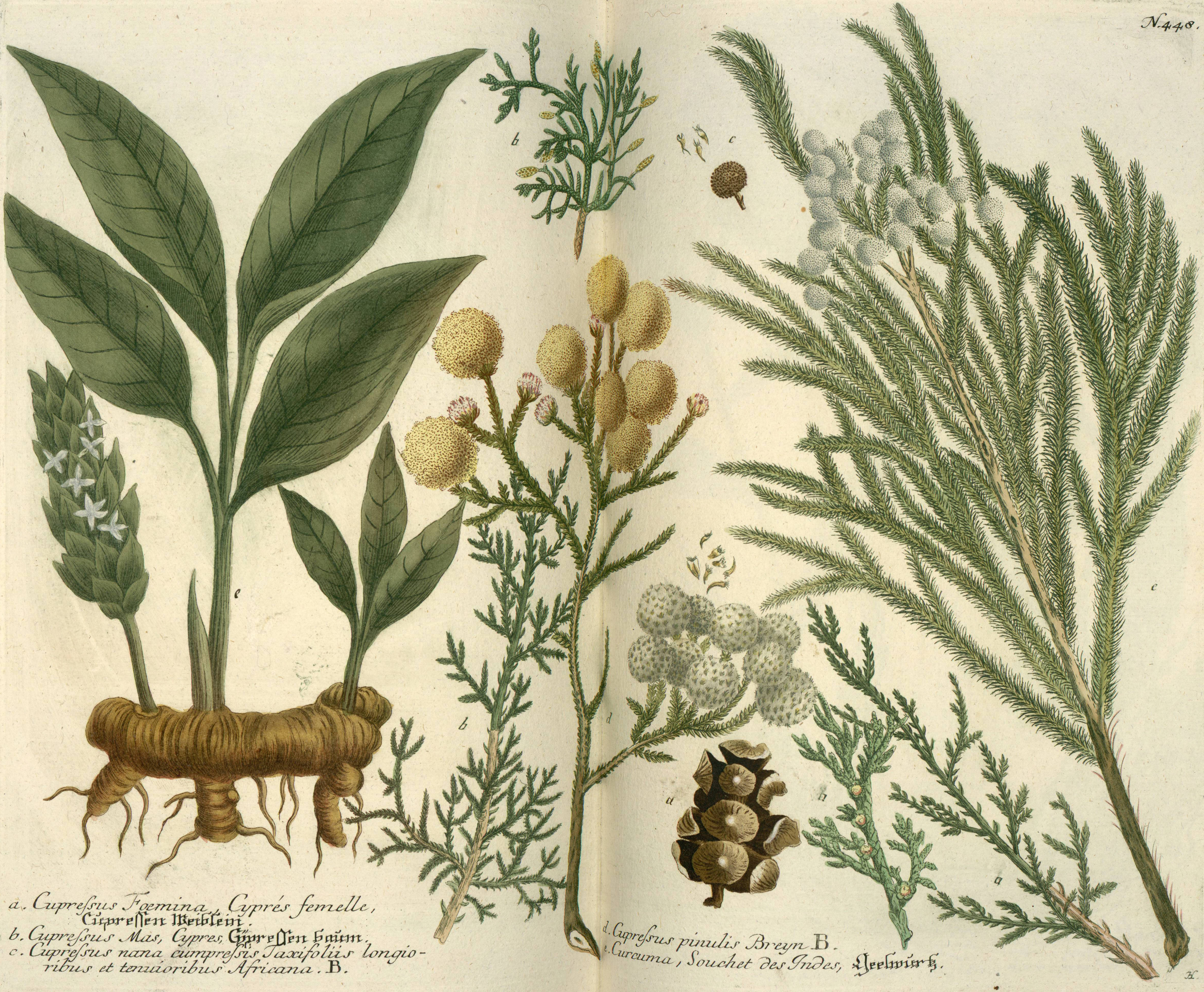
Abb. 448
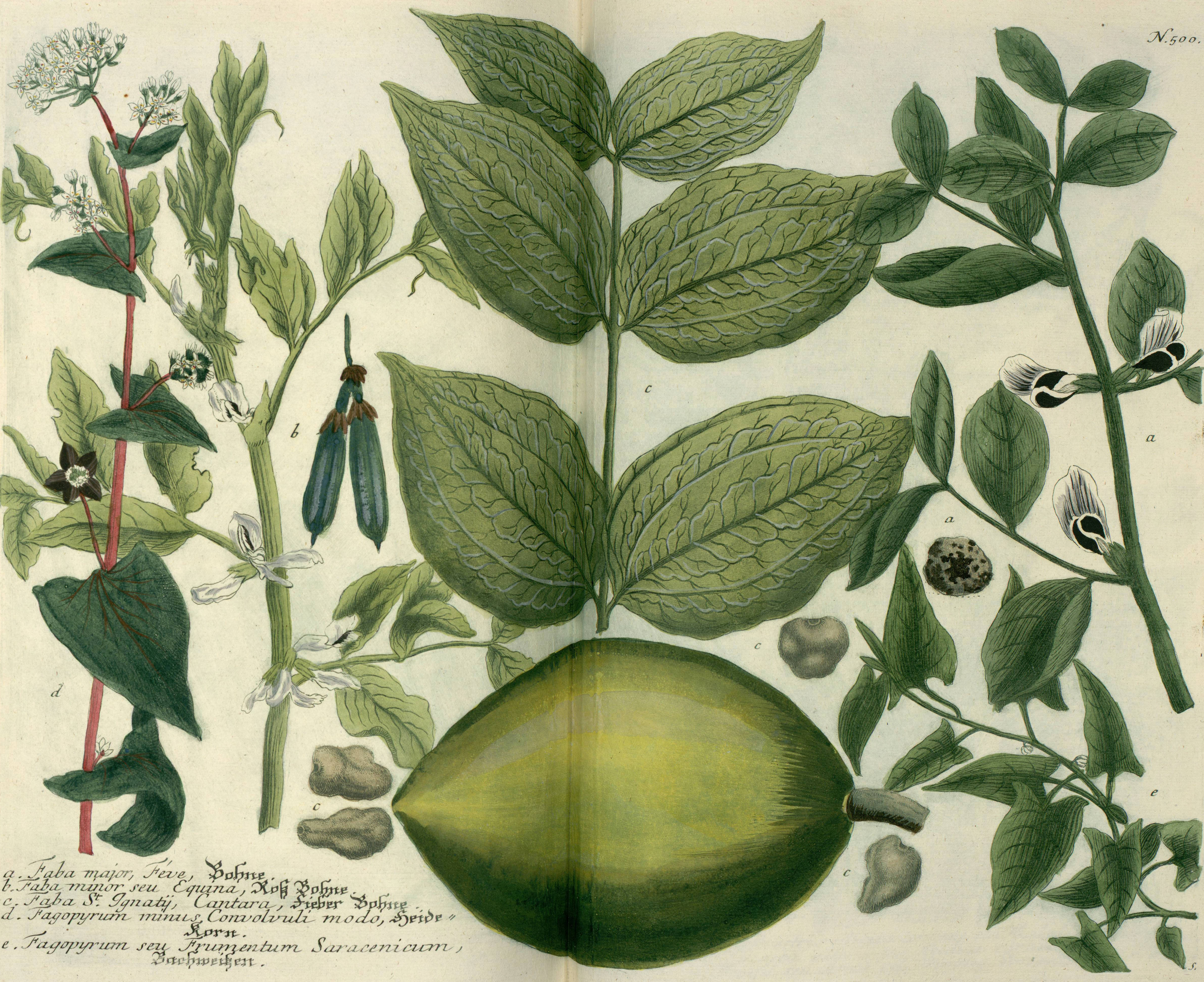
Abb. 500
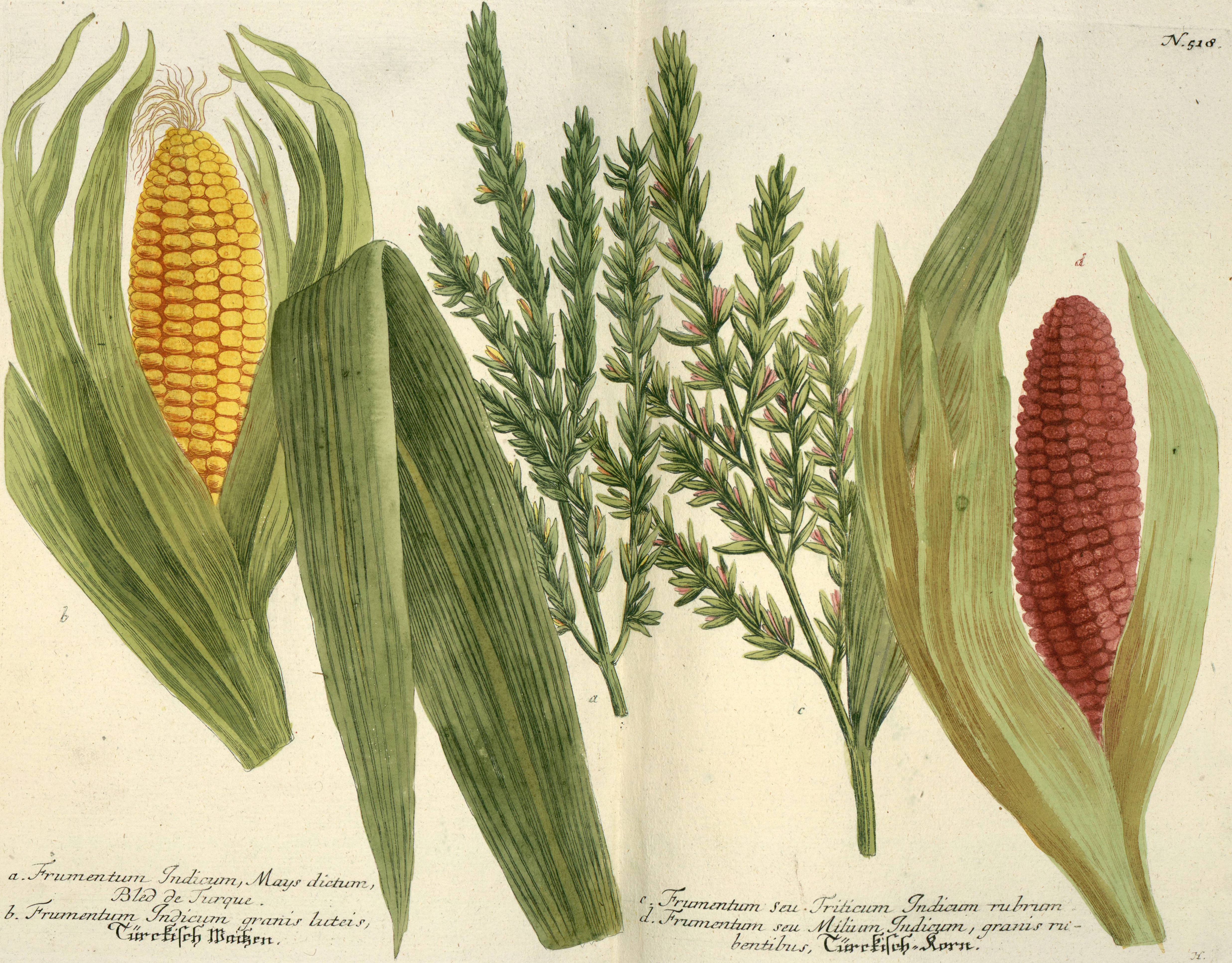
Abb. 518
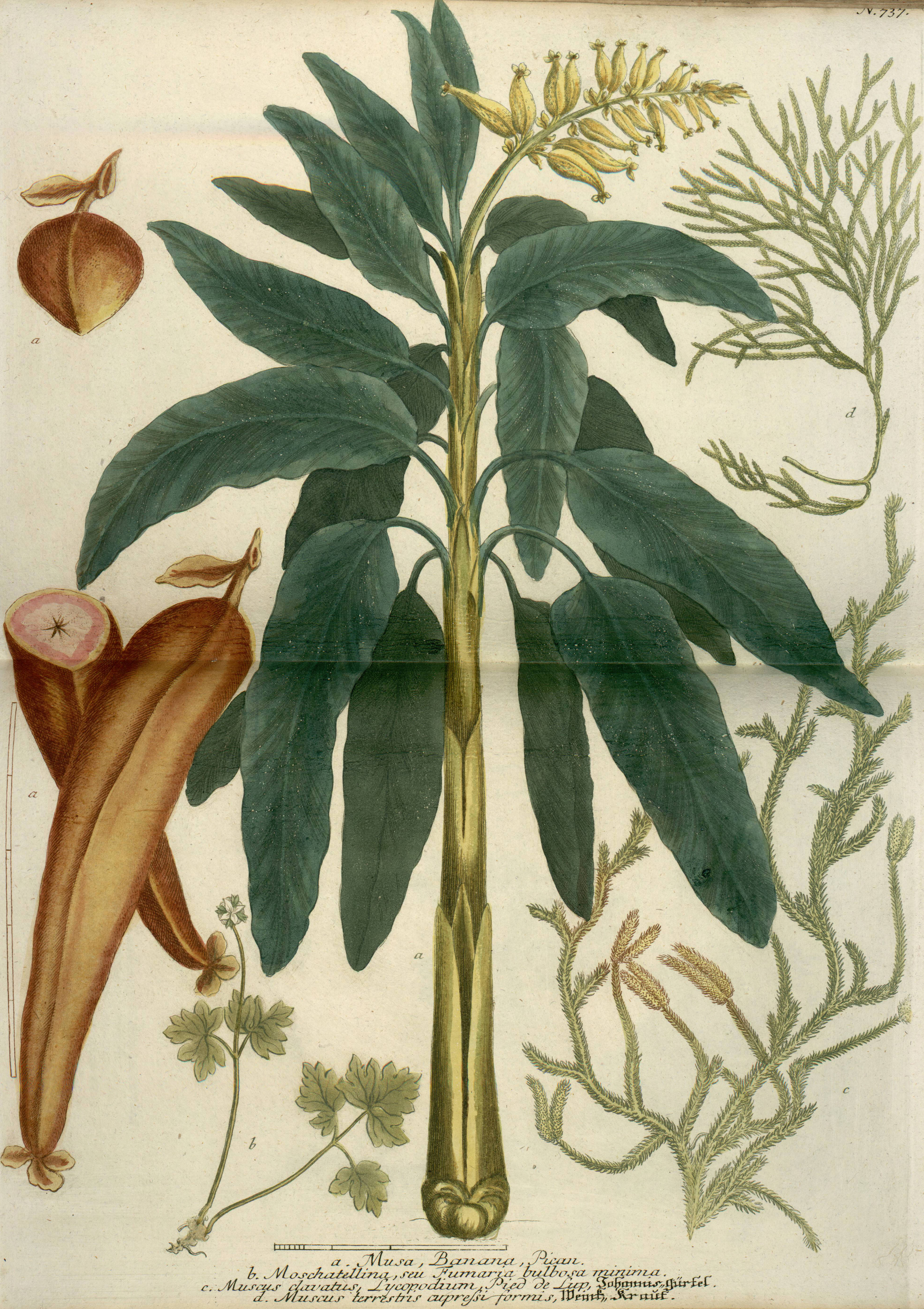
Abb. 737
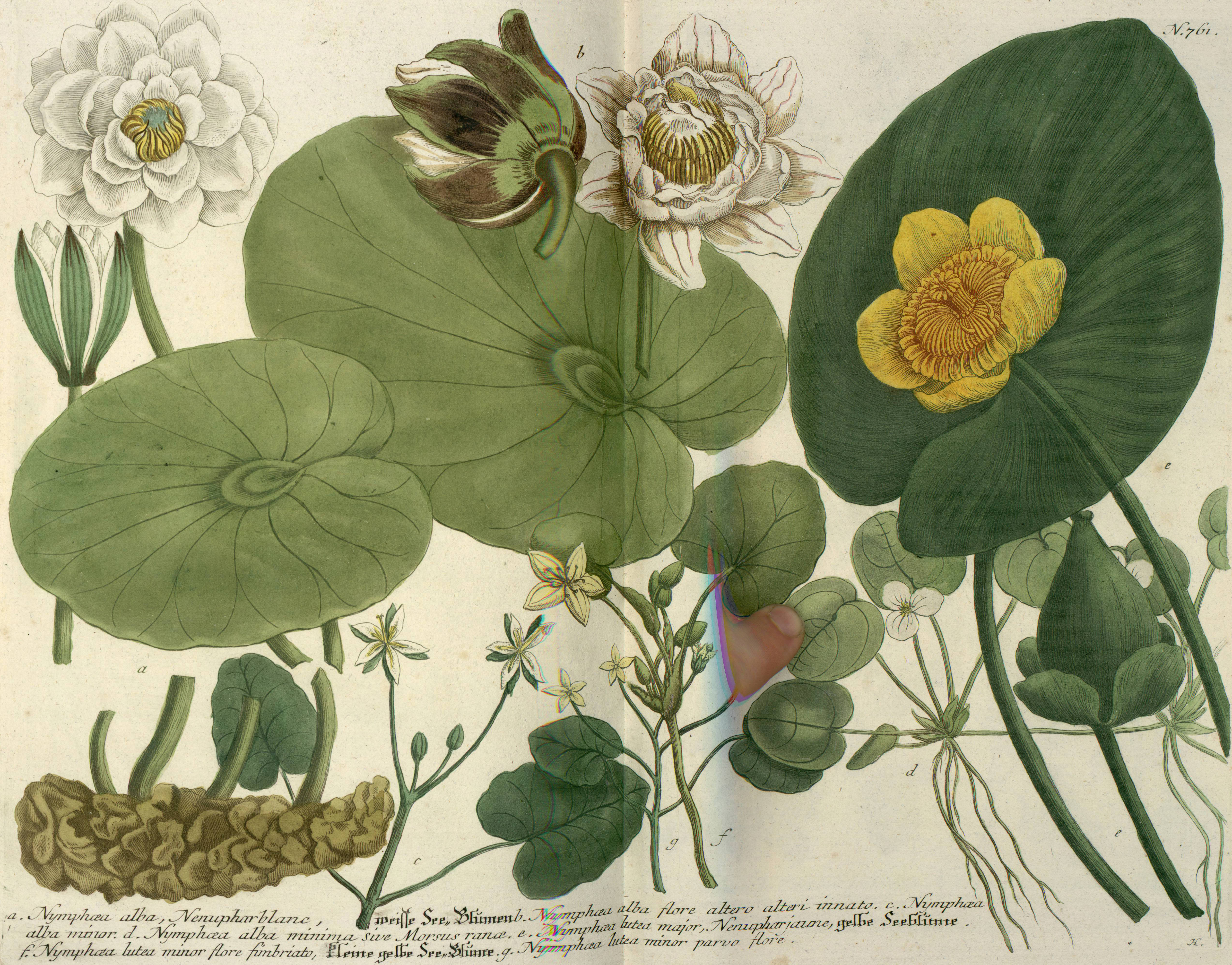
Abb. 761
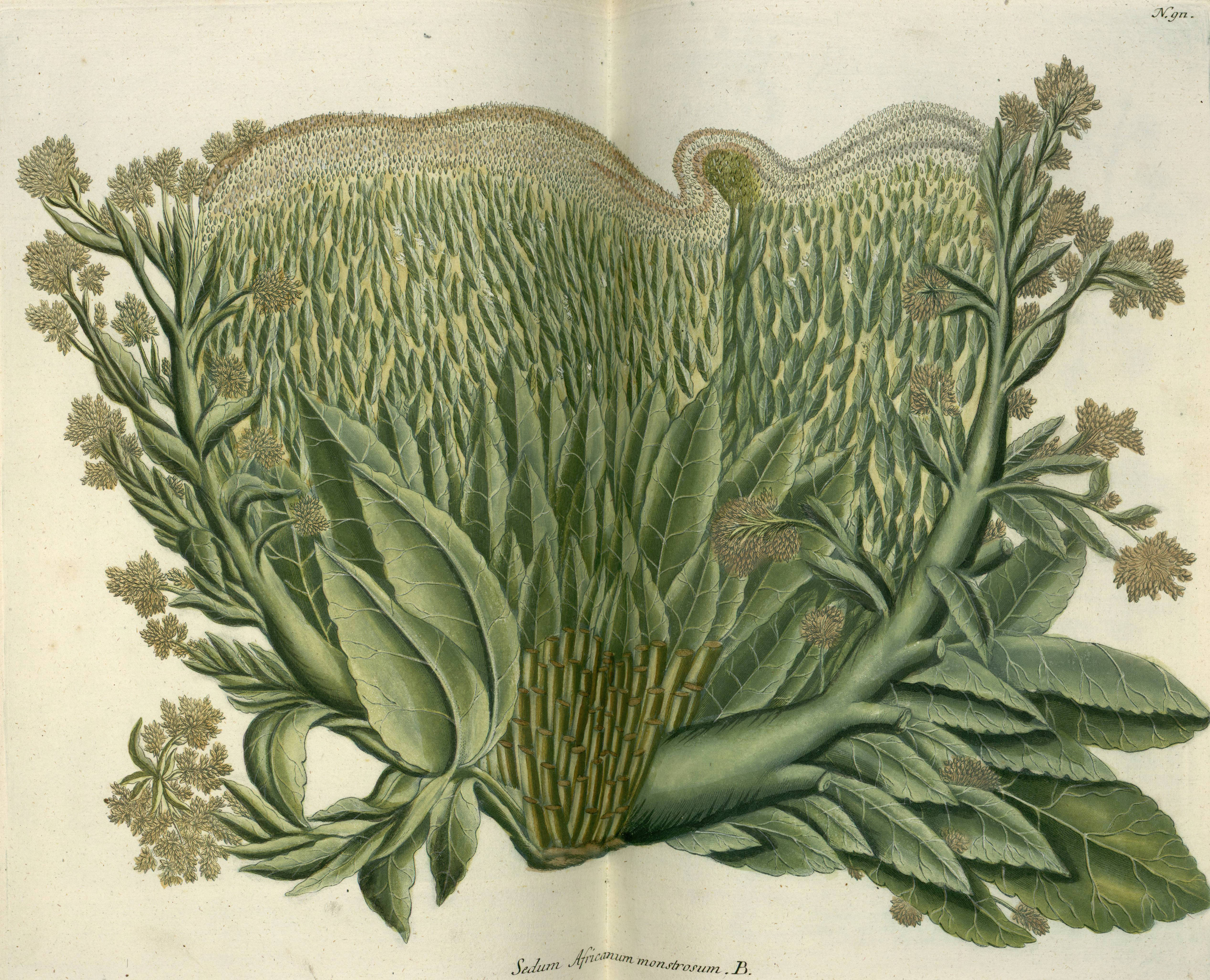
Abb. 911

Sukkulenten in Kübeln, vmtl. von Ehret
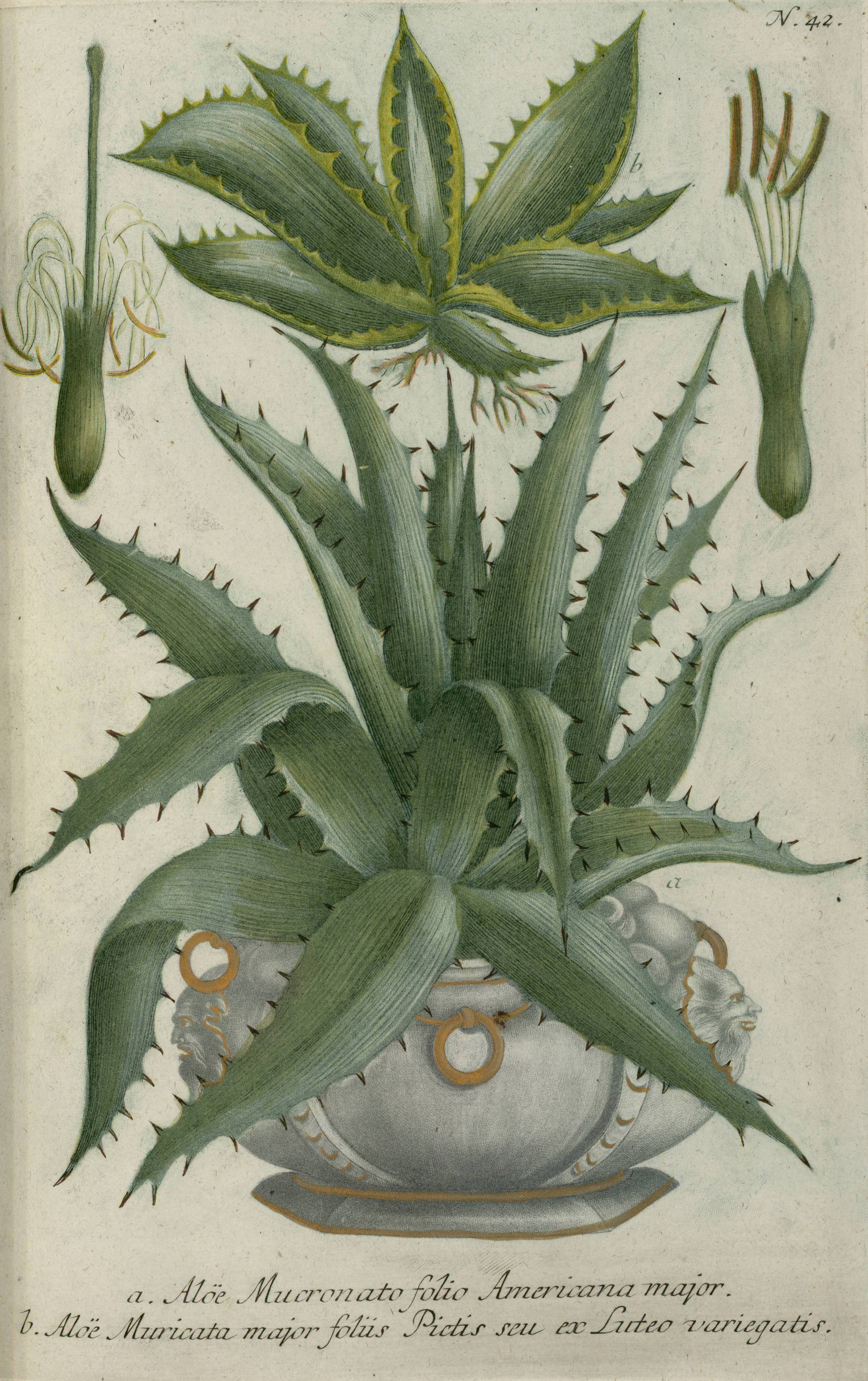
Abb. 42
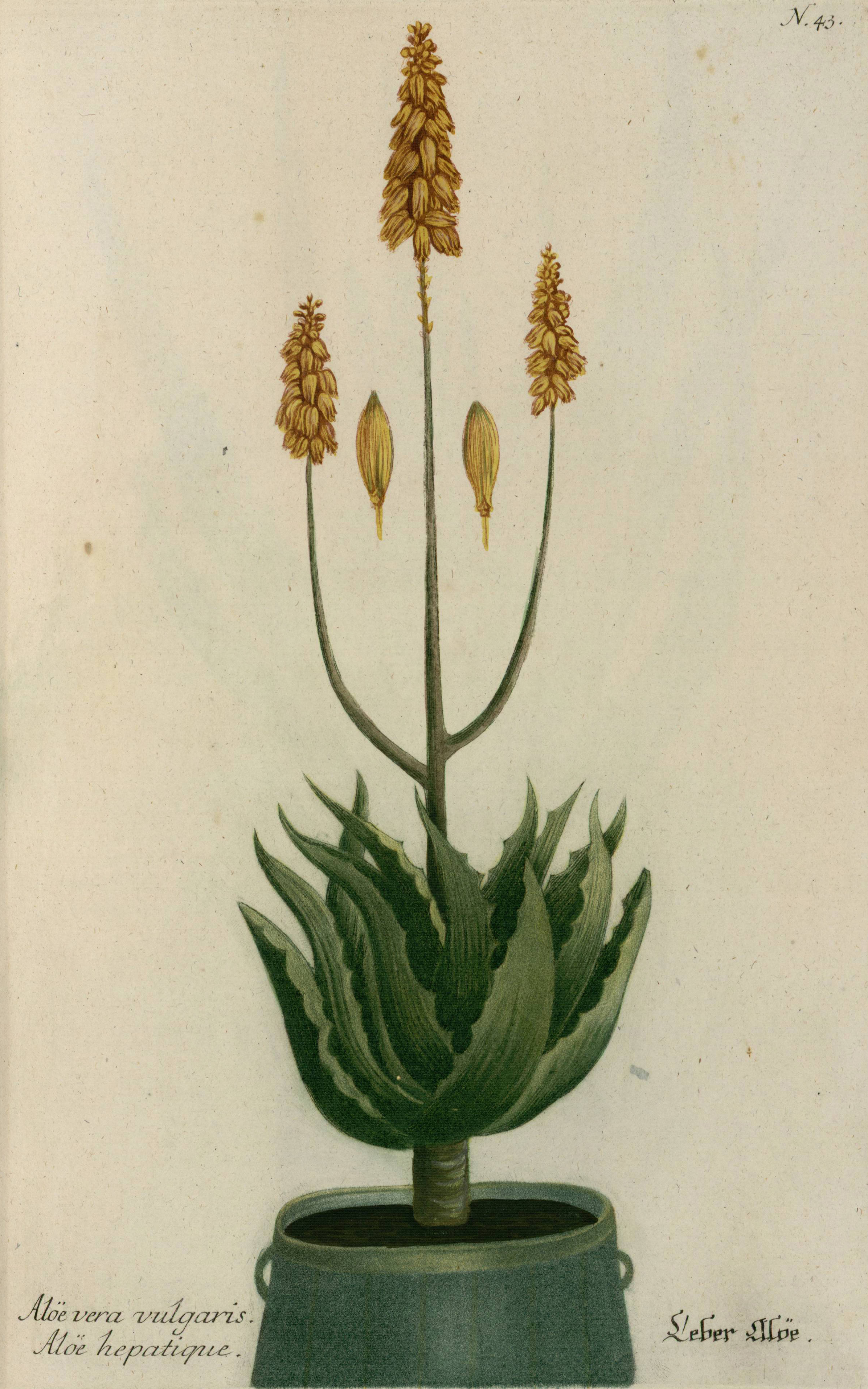
Abb. 43
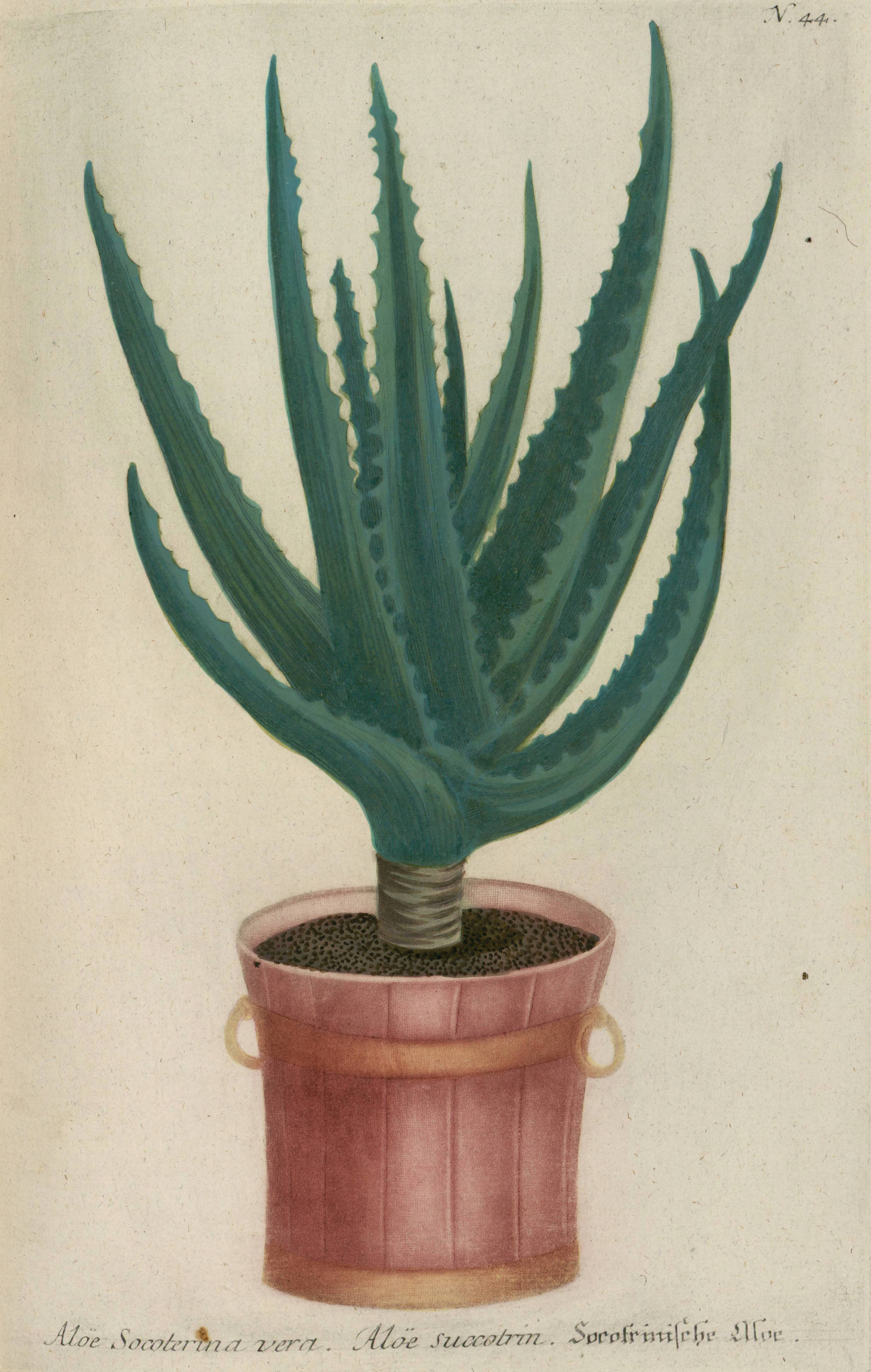
Abb. 44
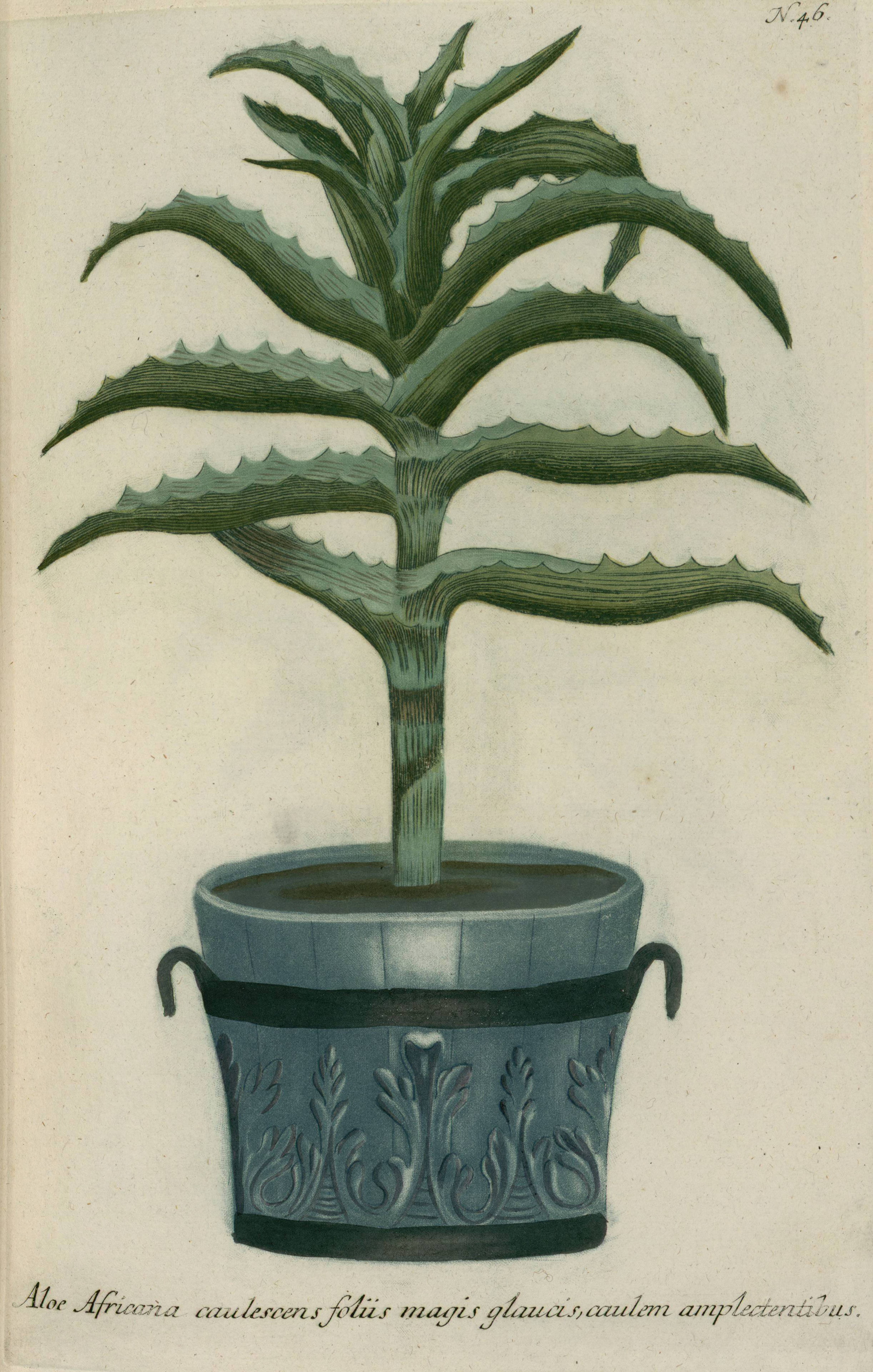
Abb. 46
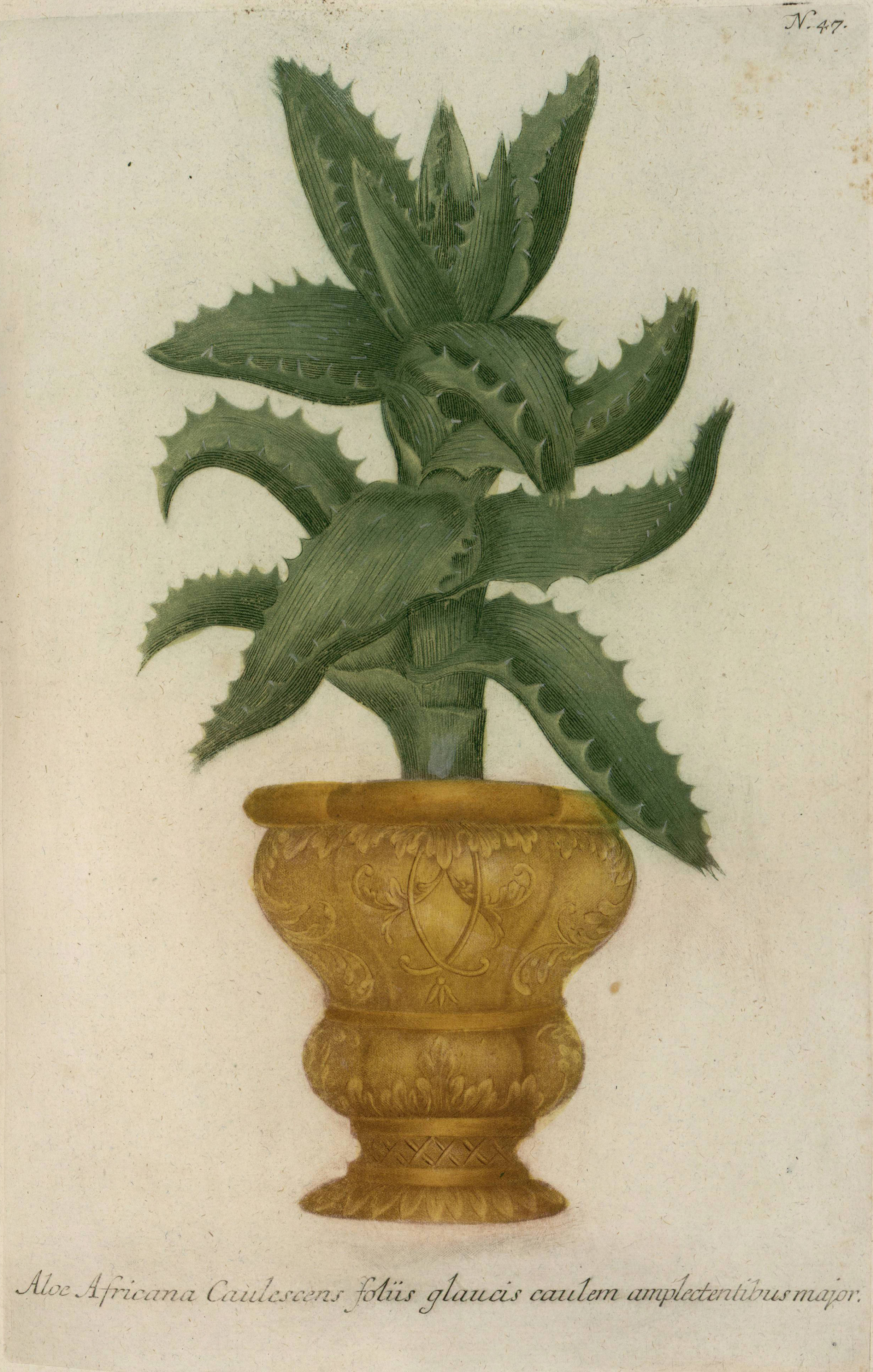
Abb. 47
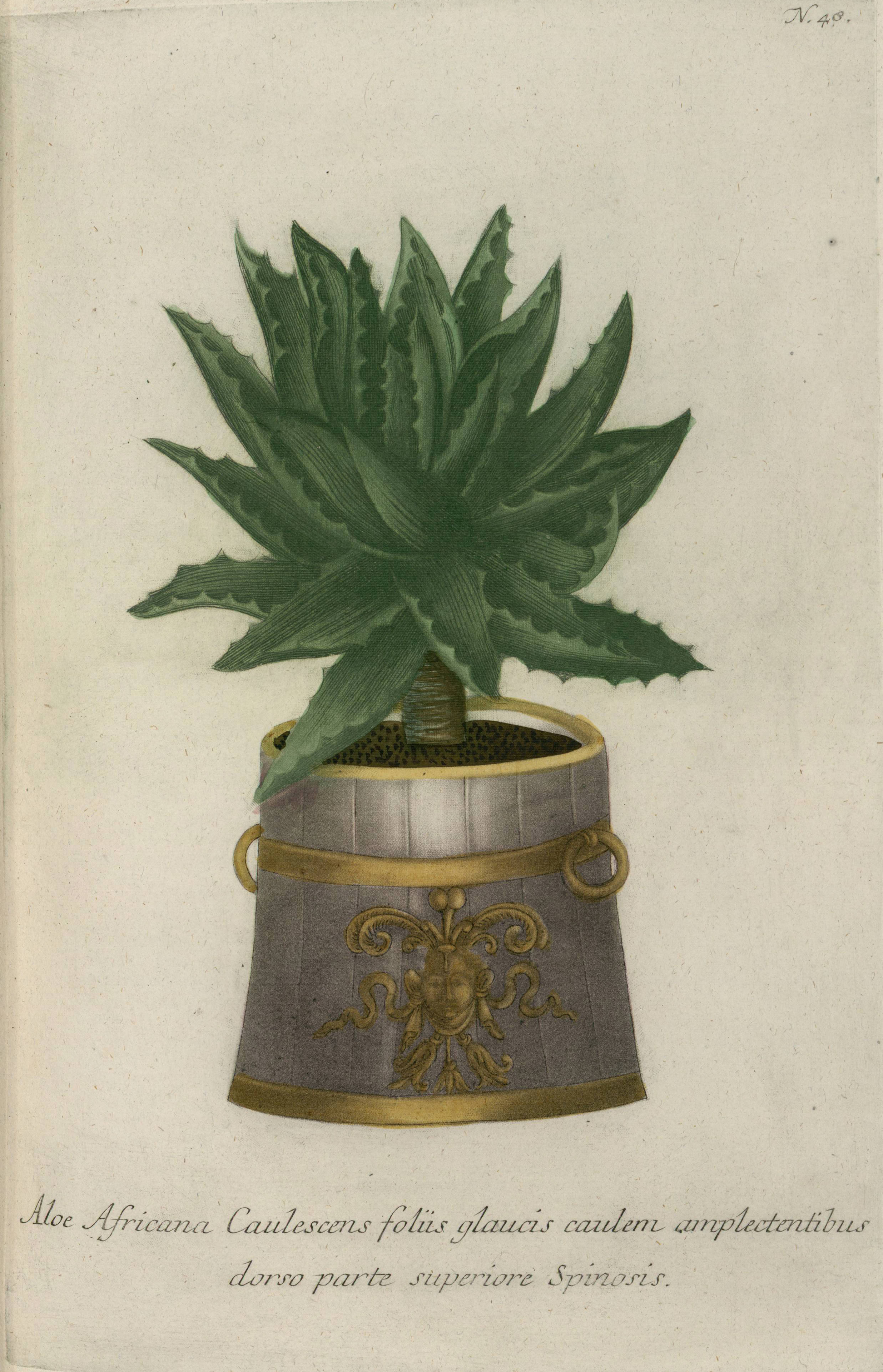
Abb. 48
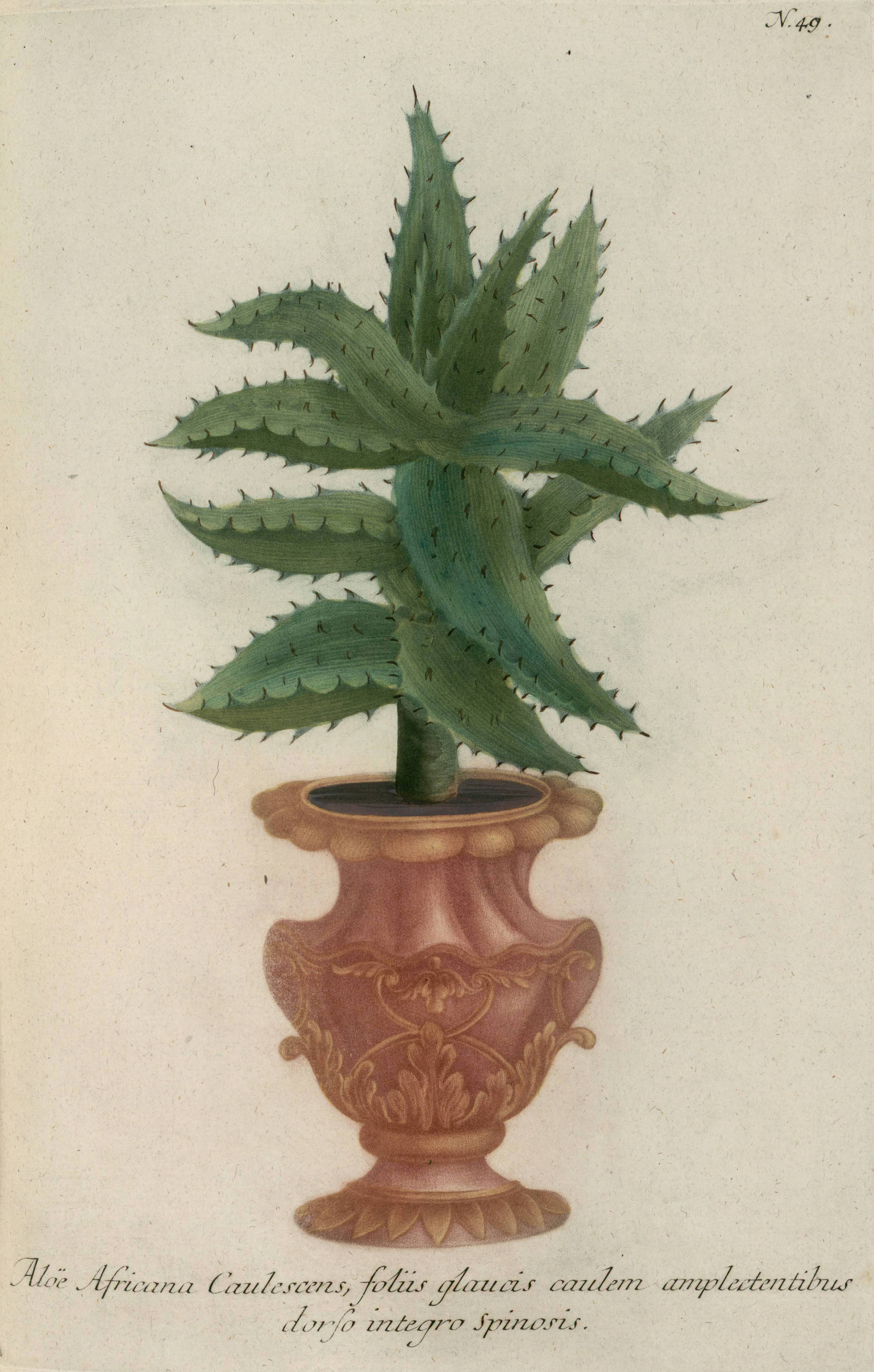
Abb. 49
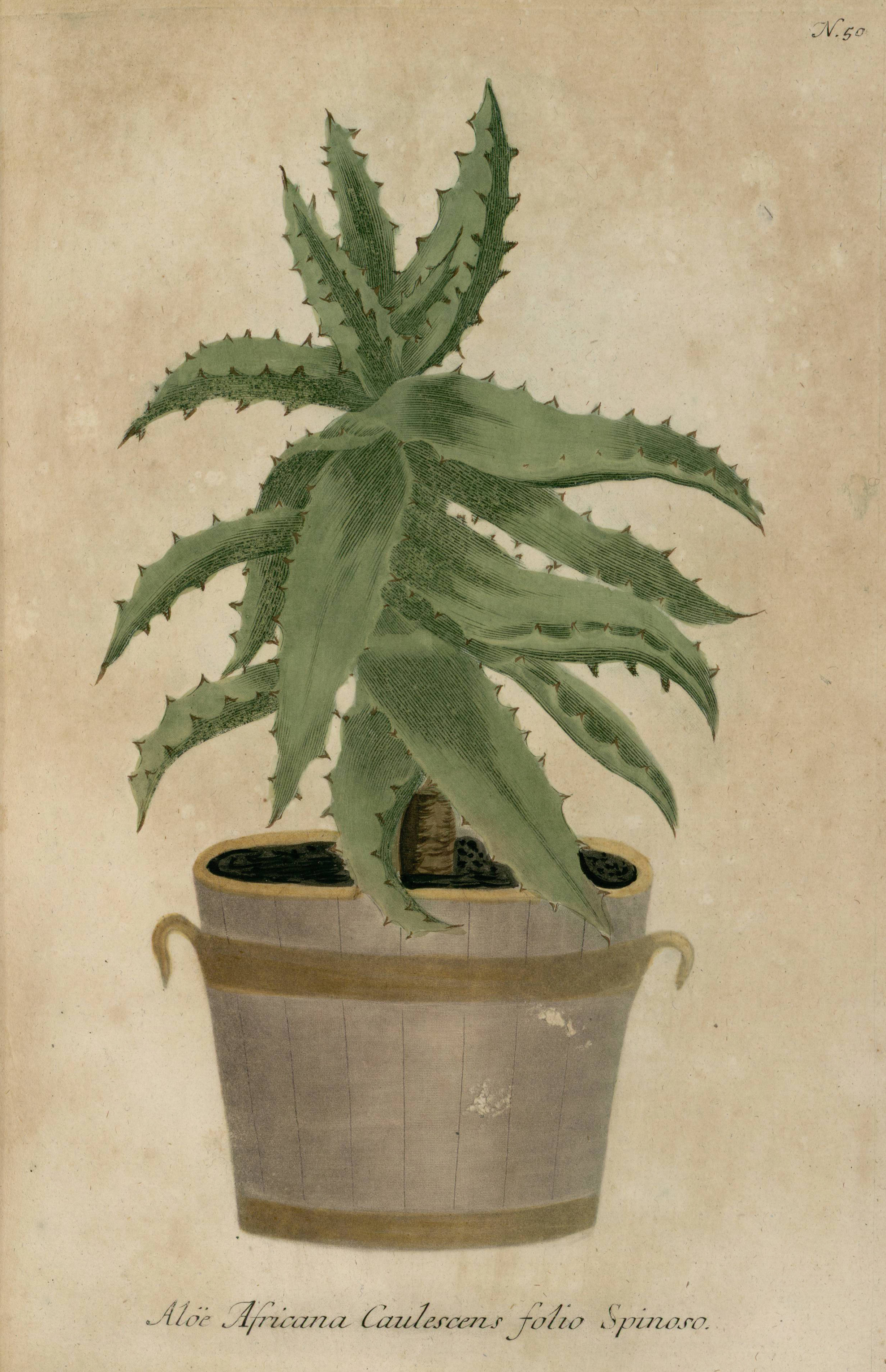
Abb. 50
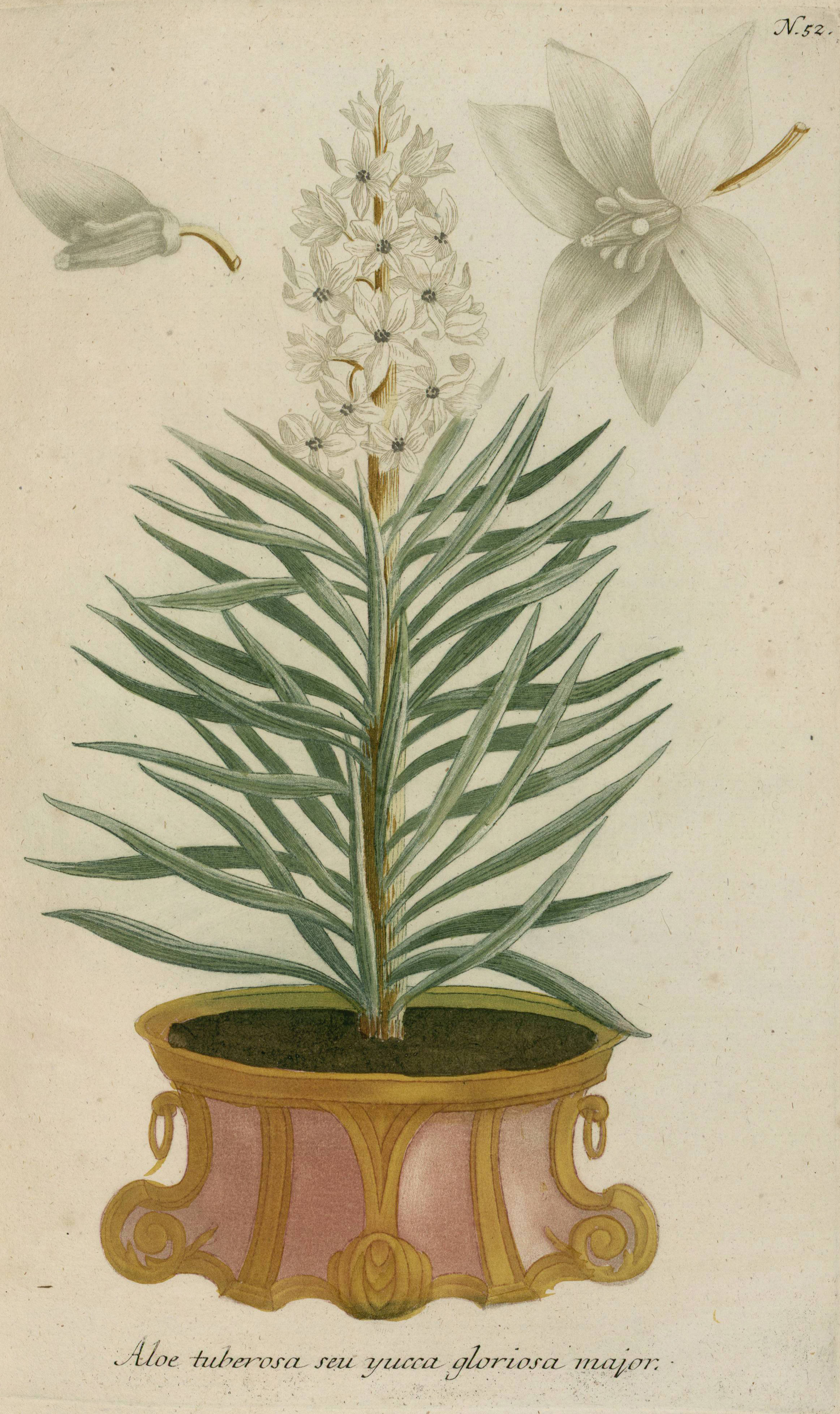
Abb. 52
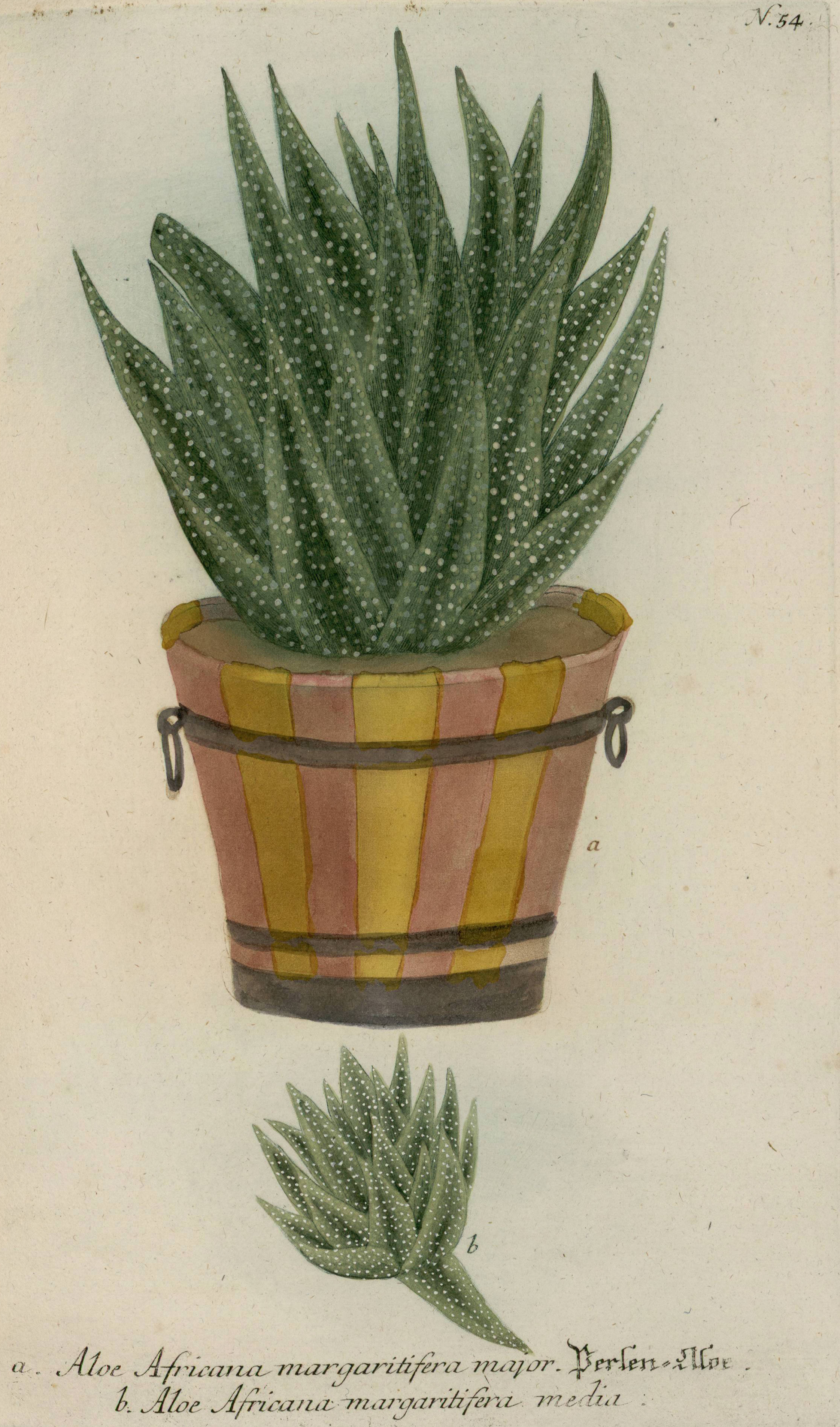
Abb. 54
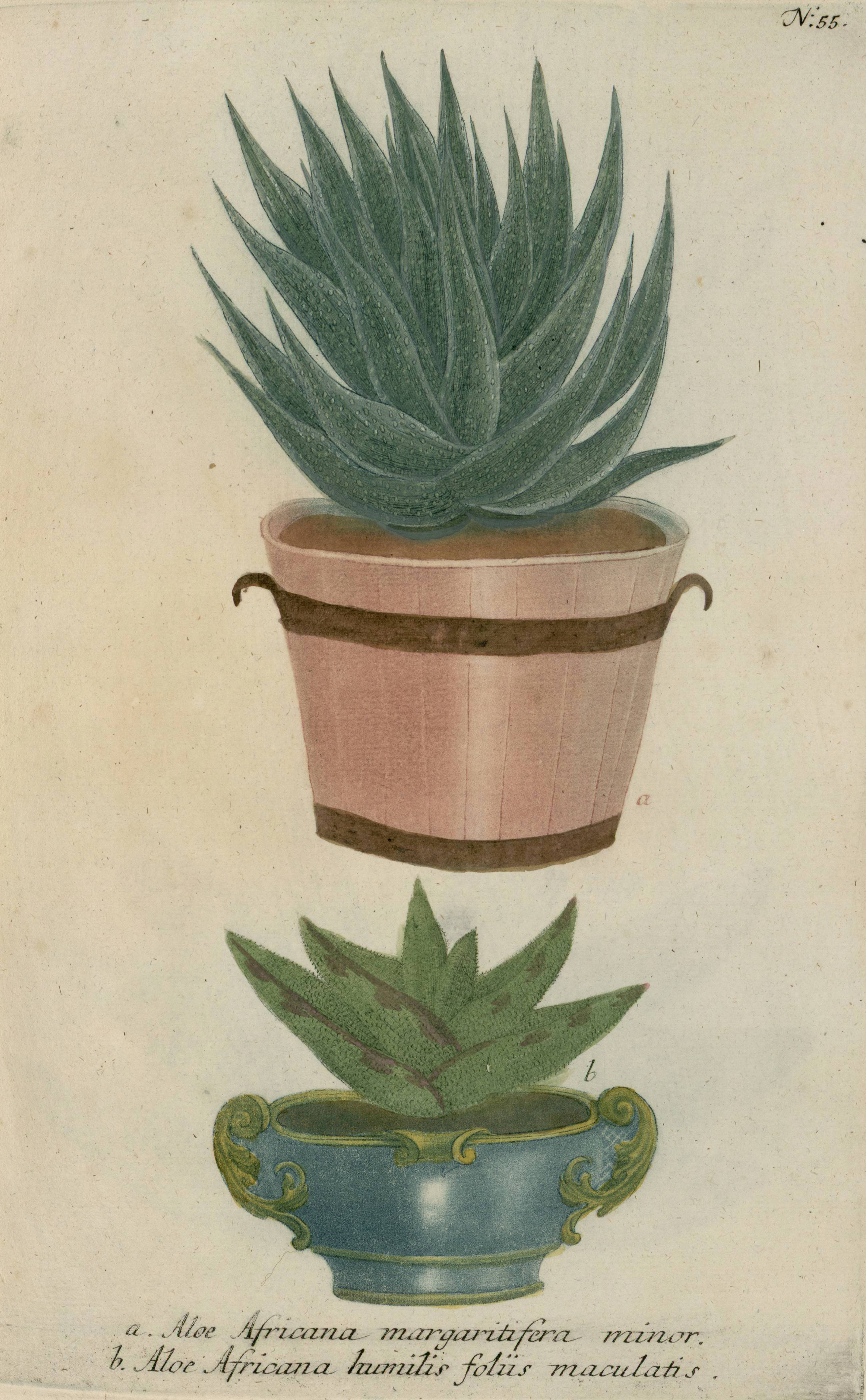
Abb. 55
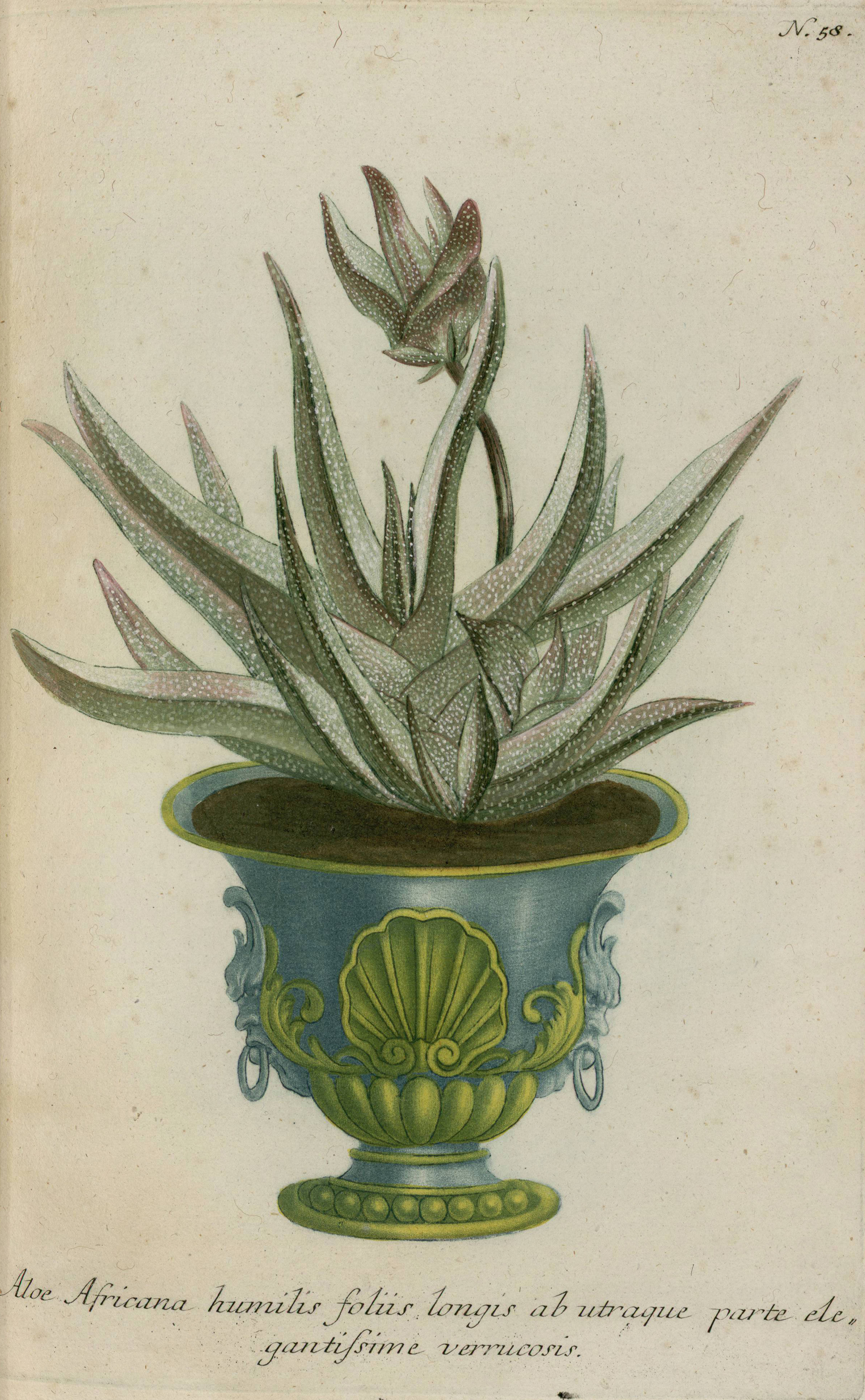
Abb. 58
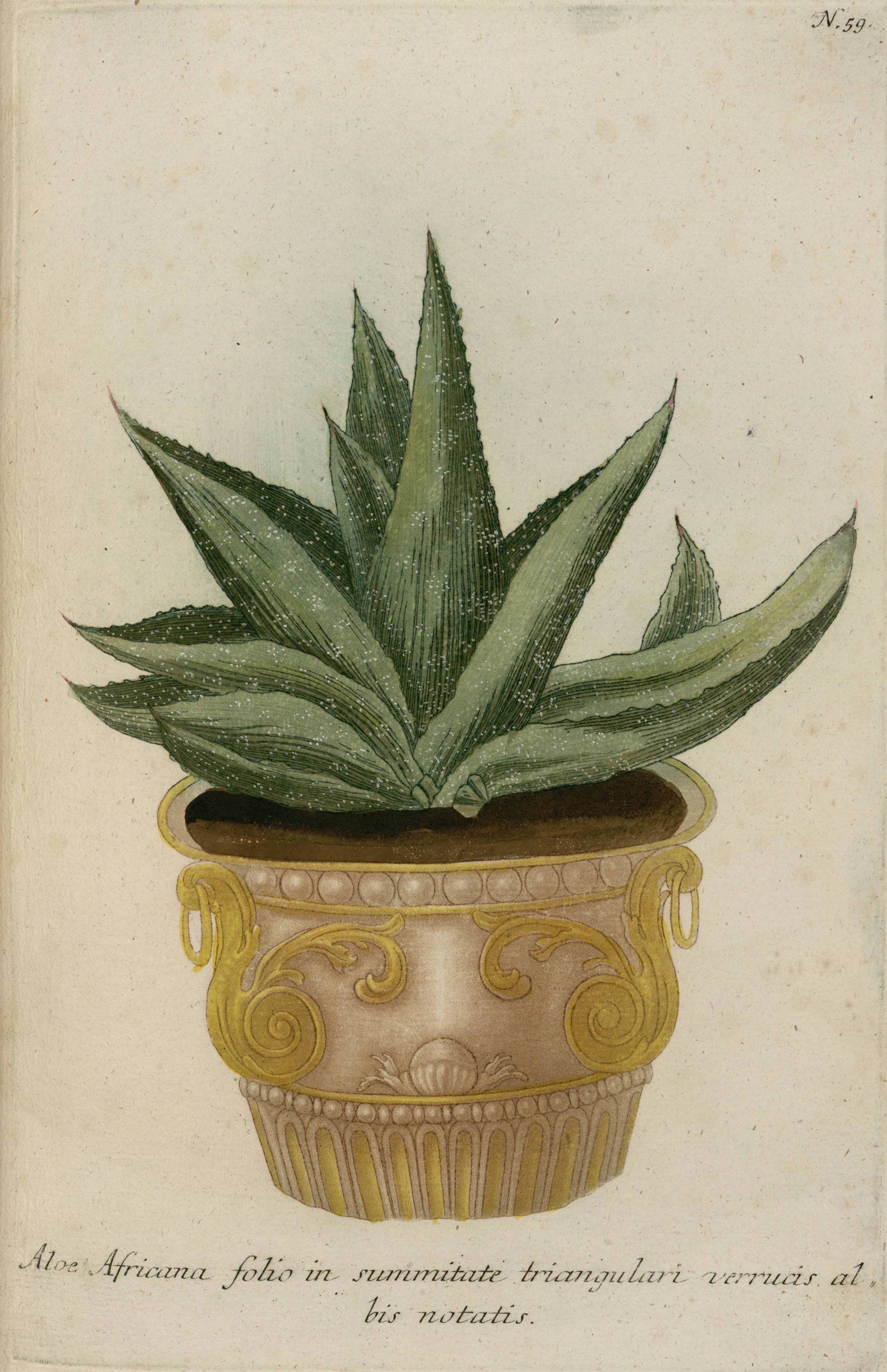
Abb. 59
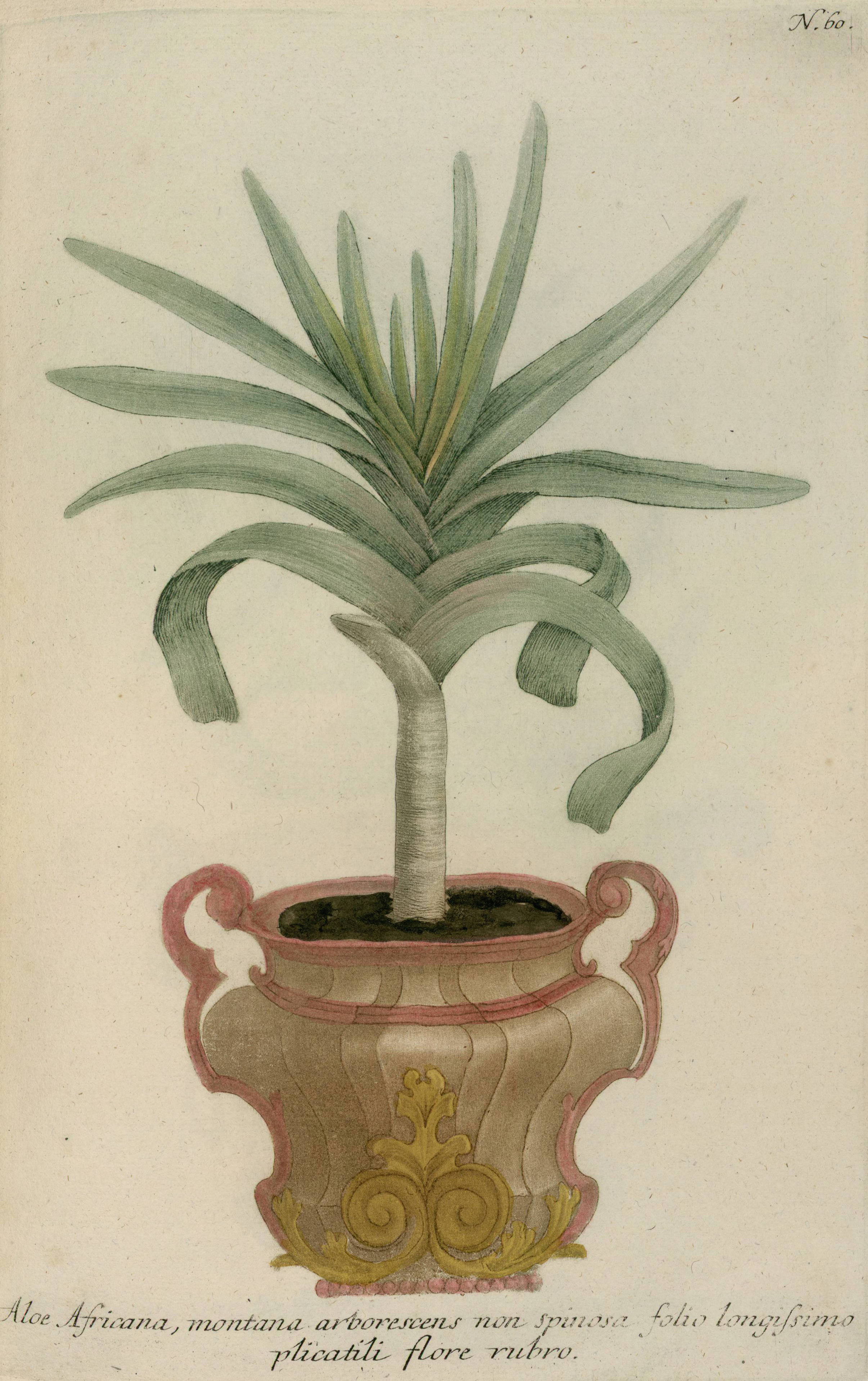
Abb. 60
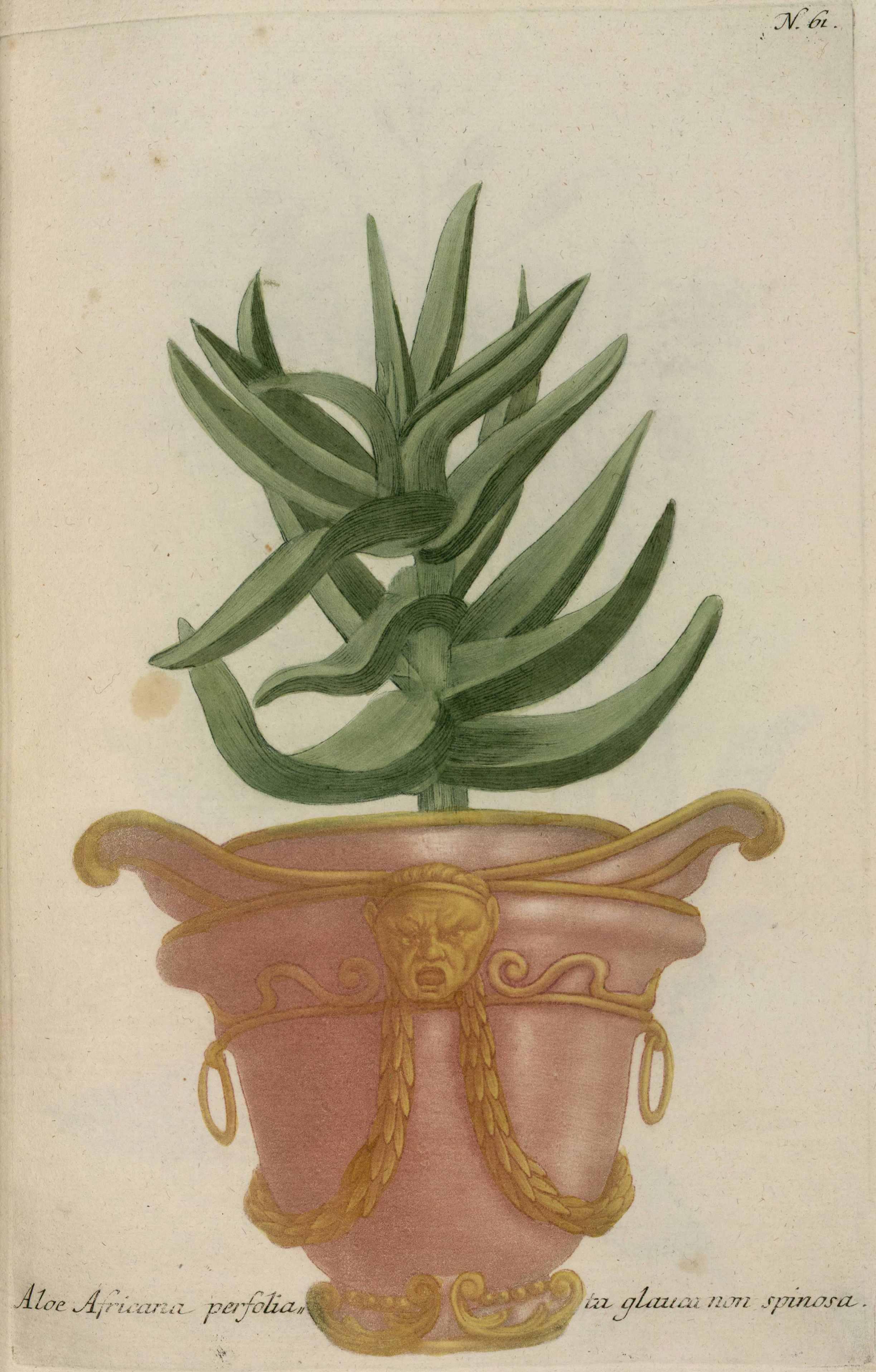
Abb. 61
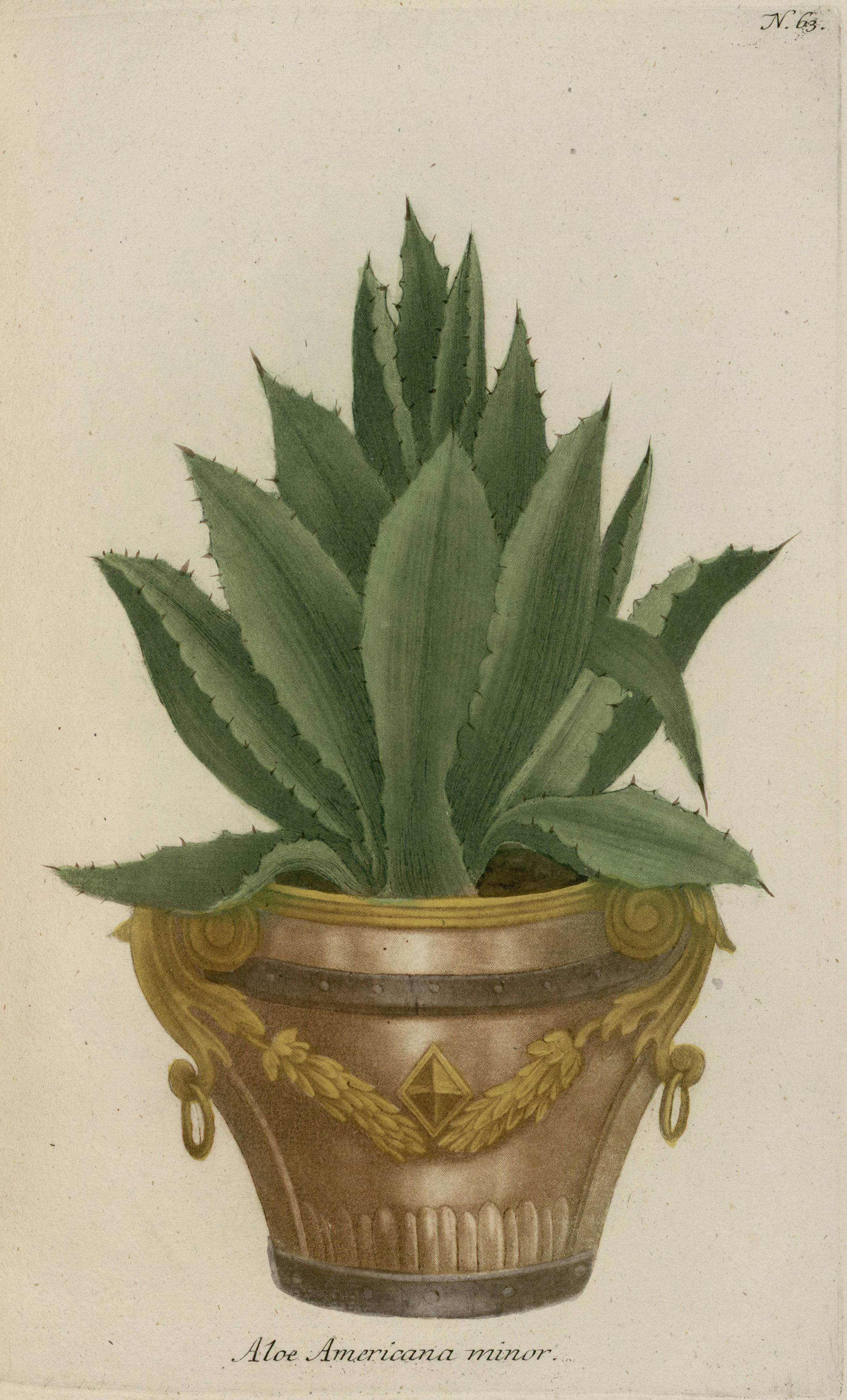
Abb. 63
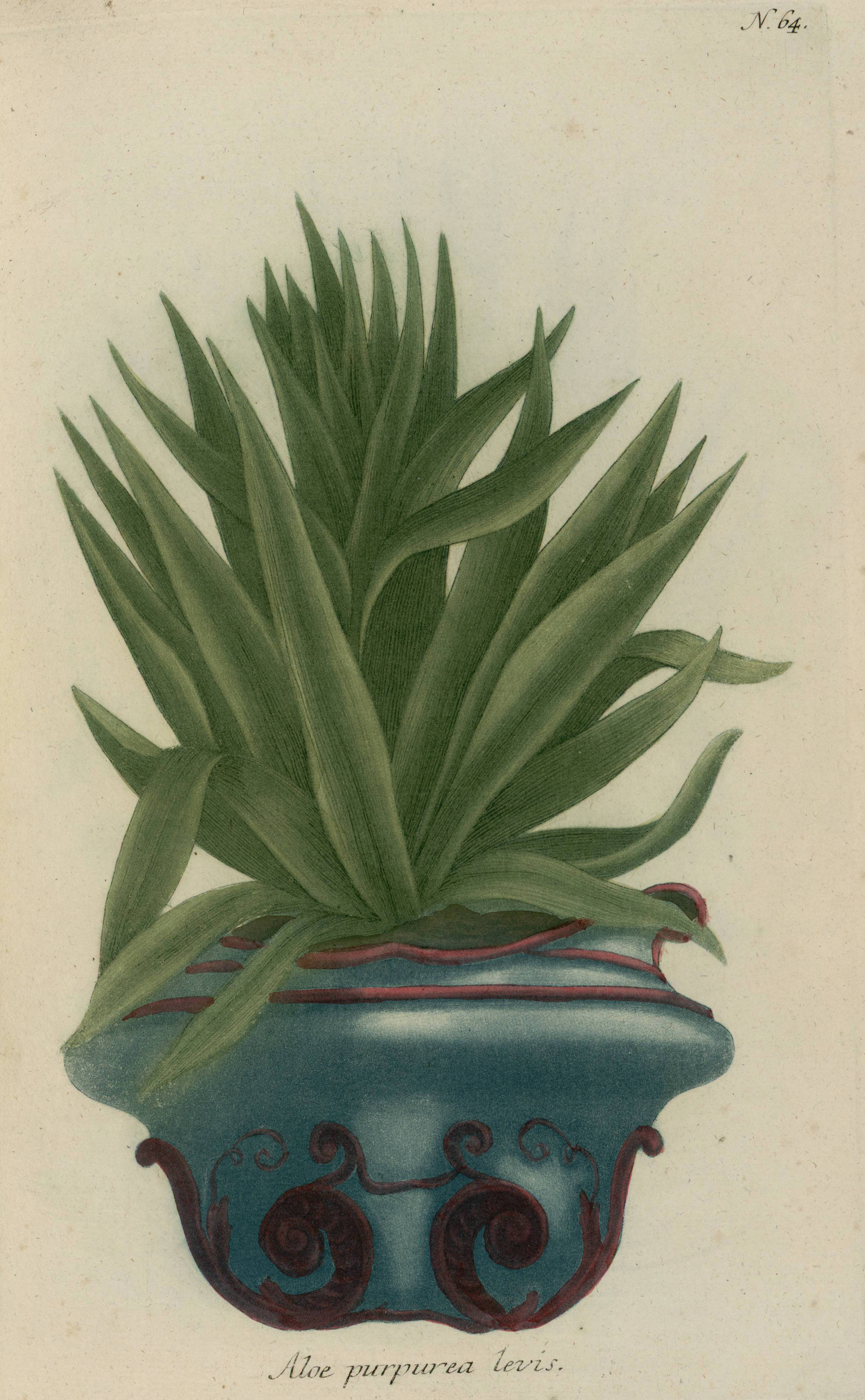
Abb. 64
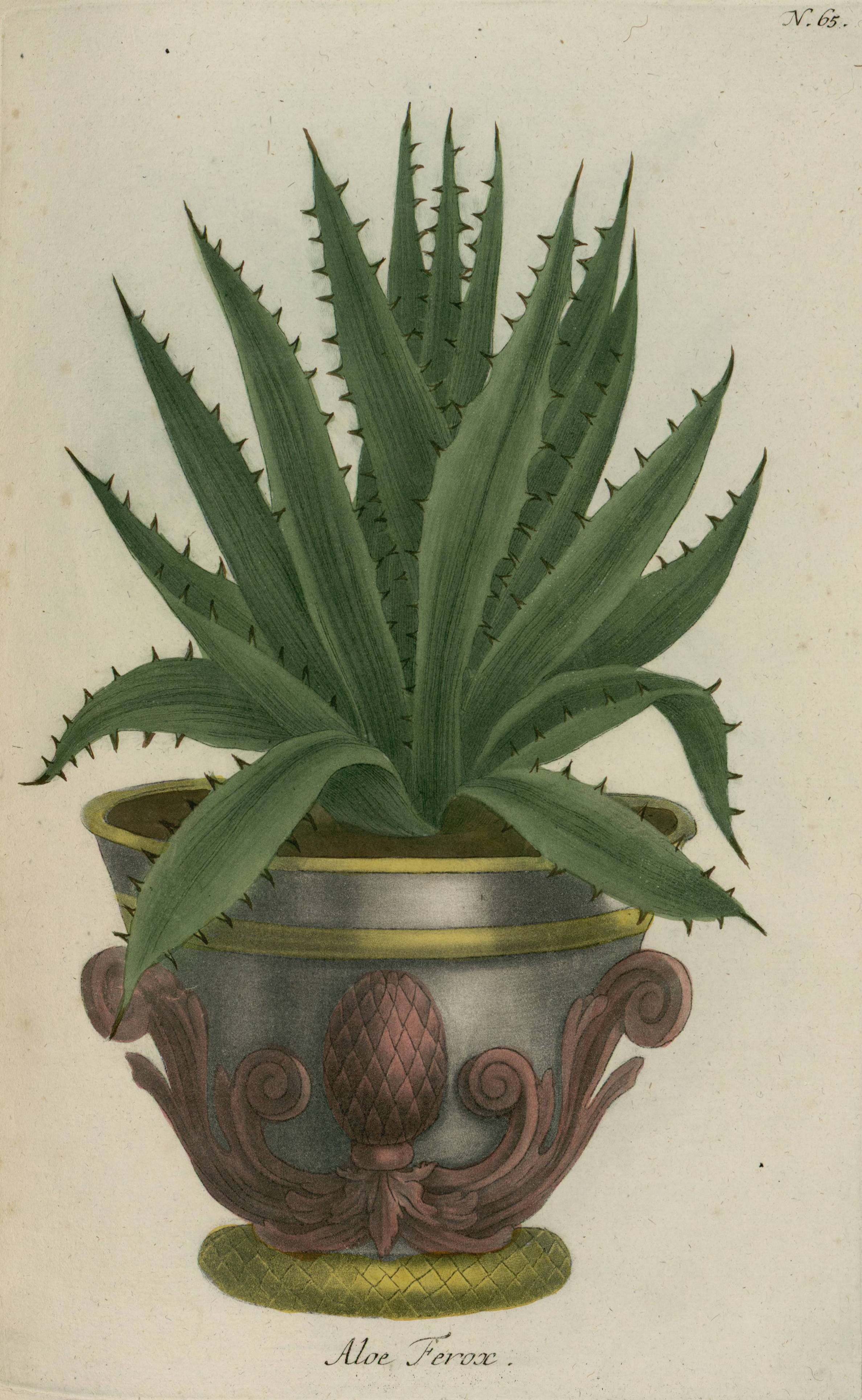
Abb. 65
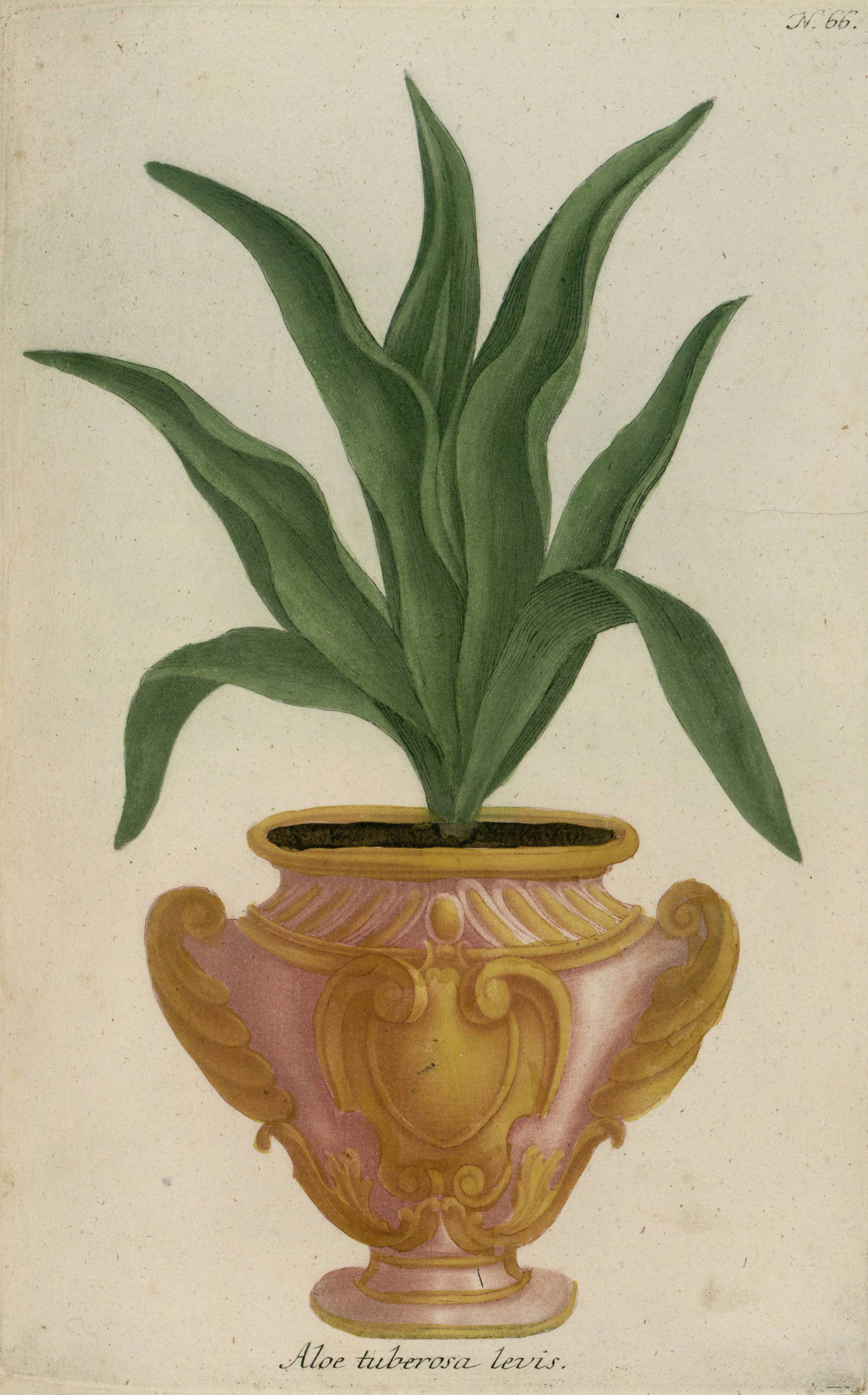
Abb. 66
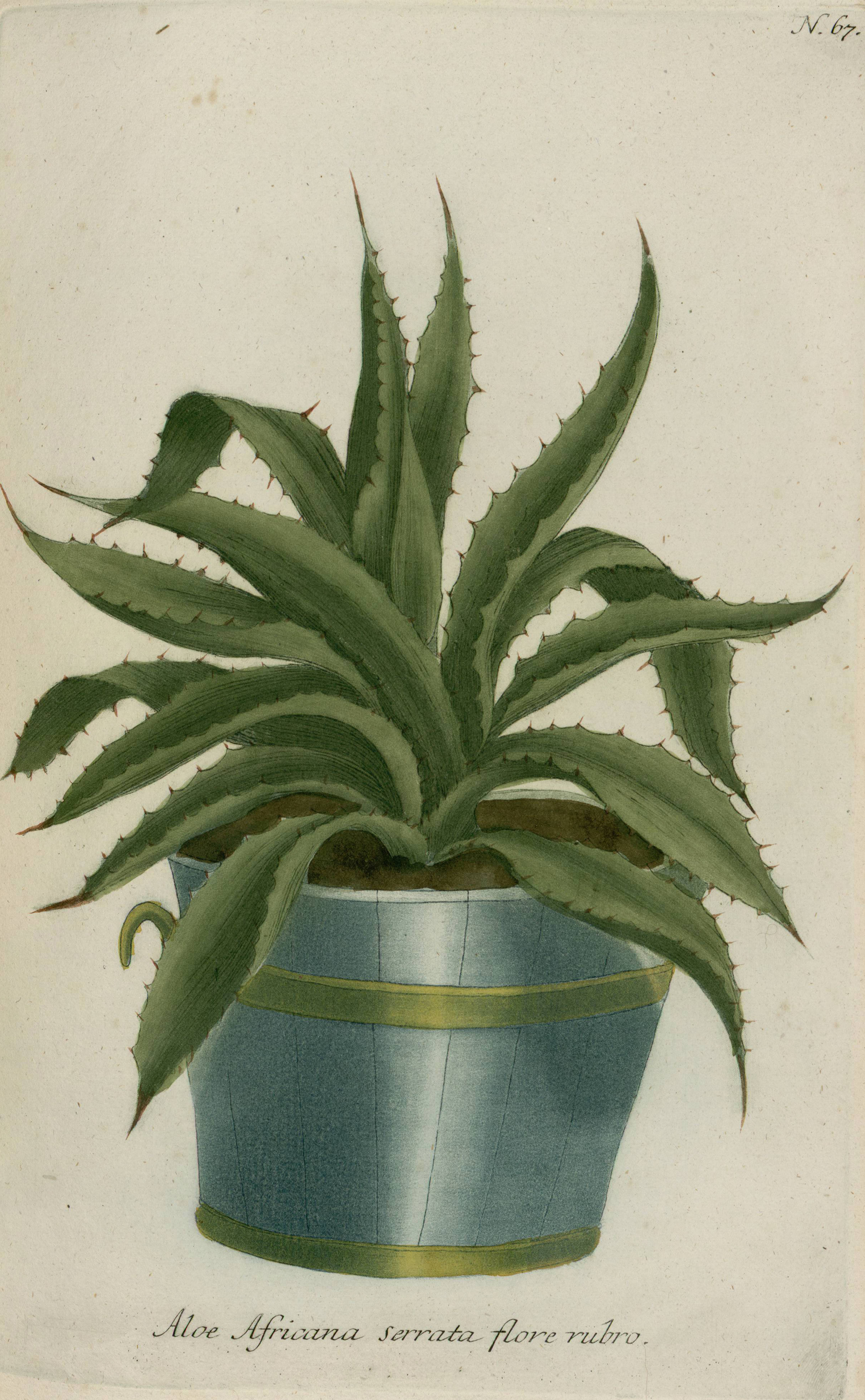
Abb. 67
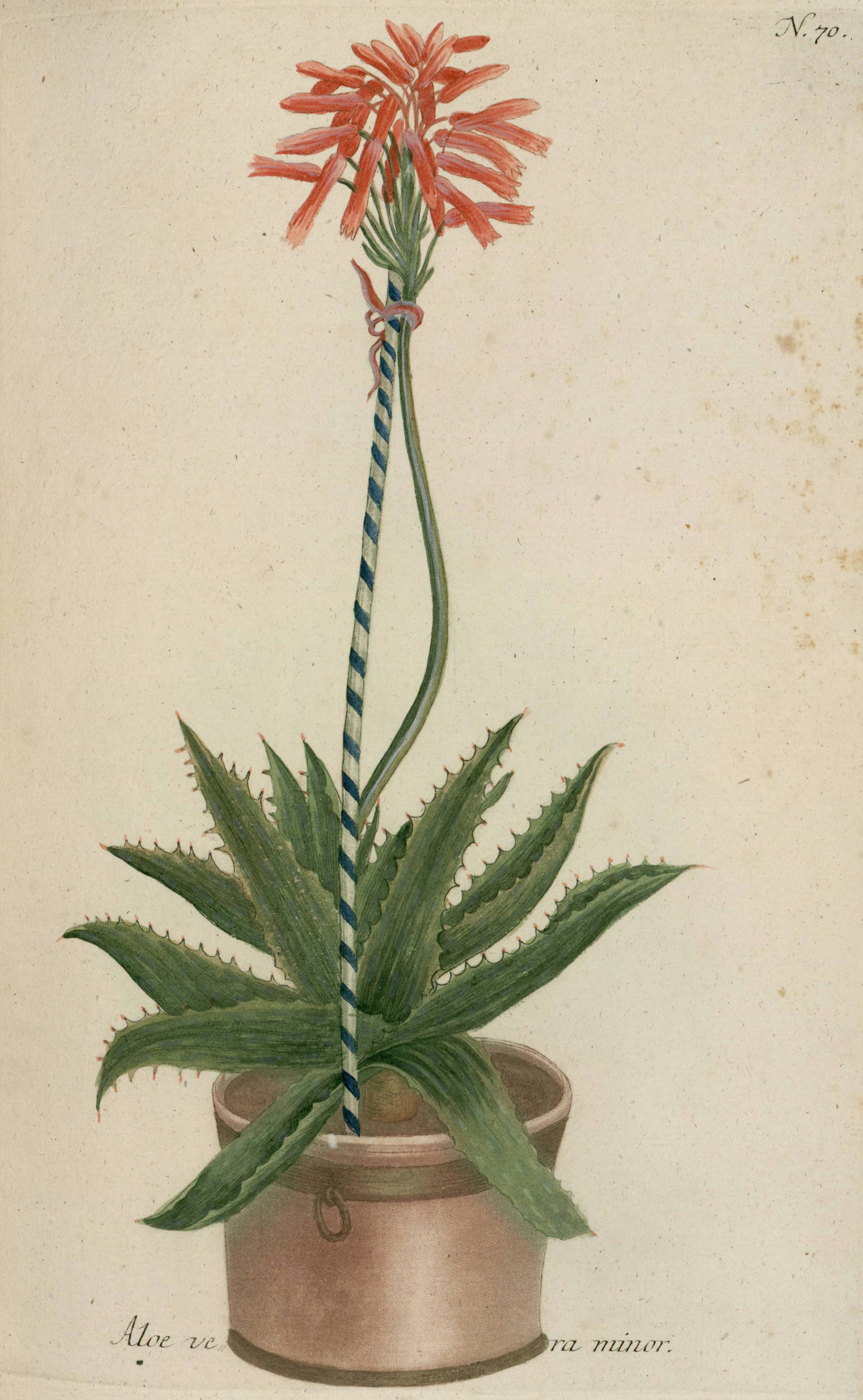
Abb. 70
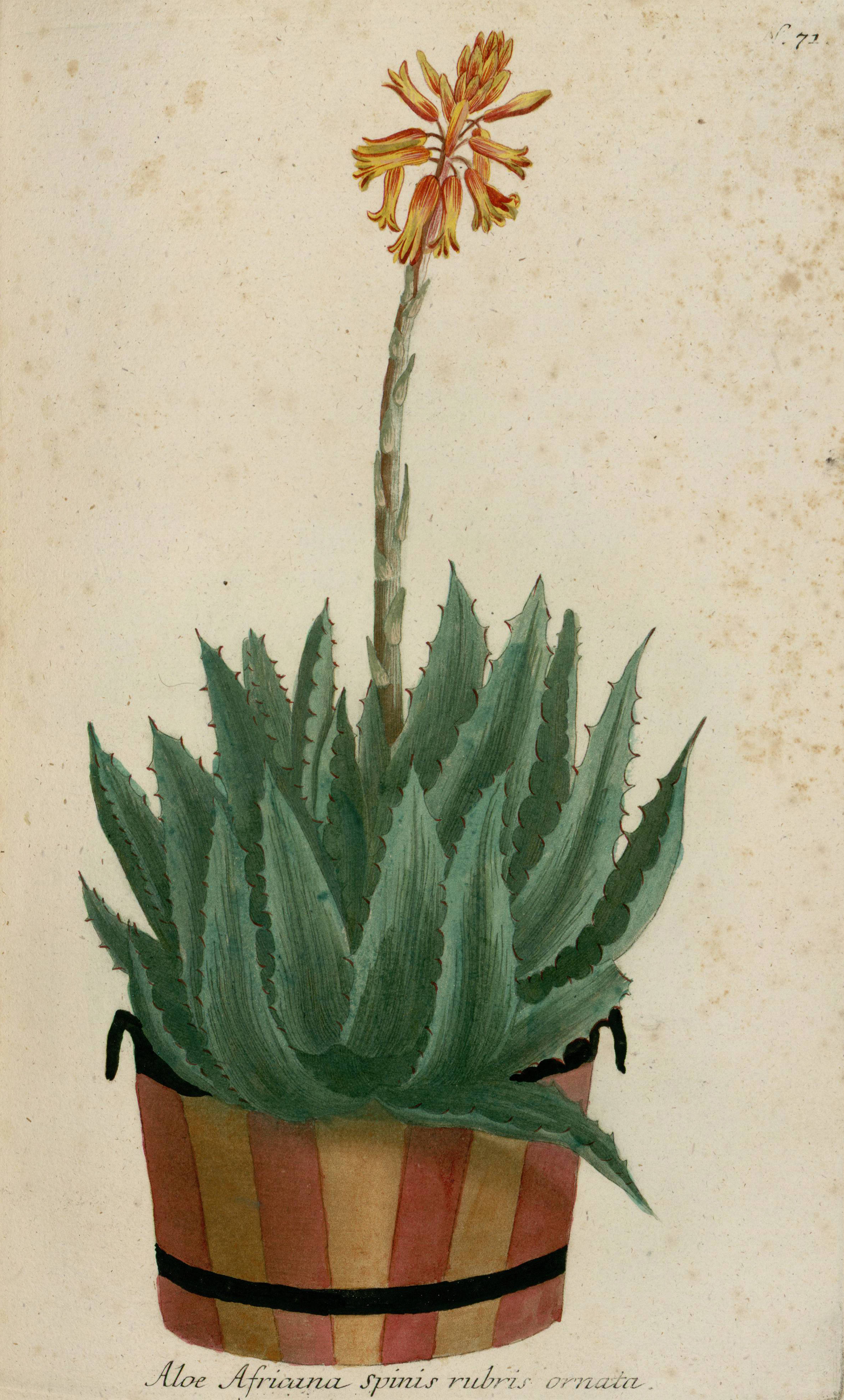
Abb. 71
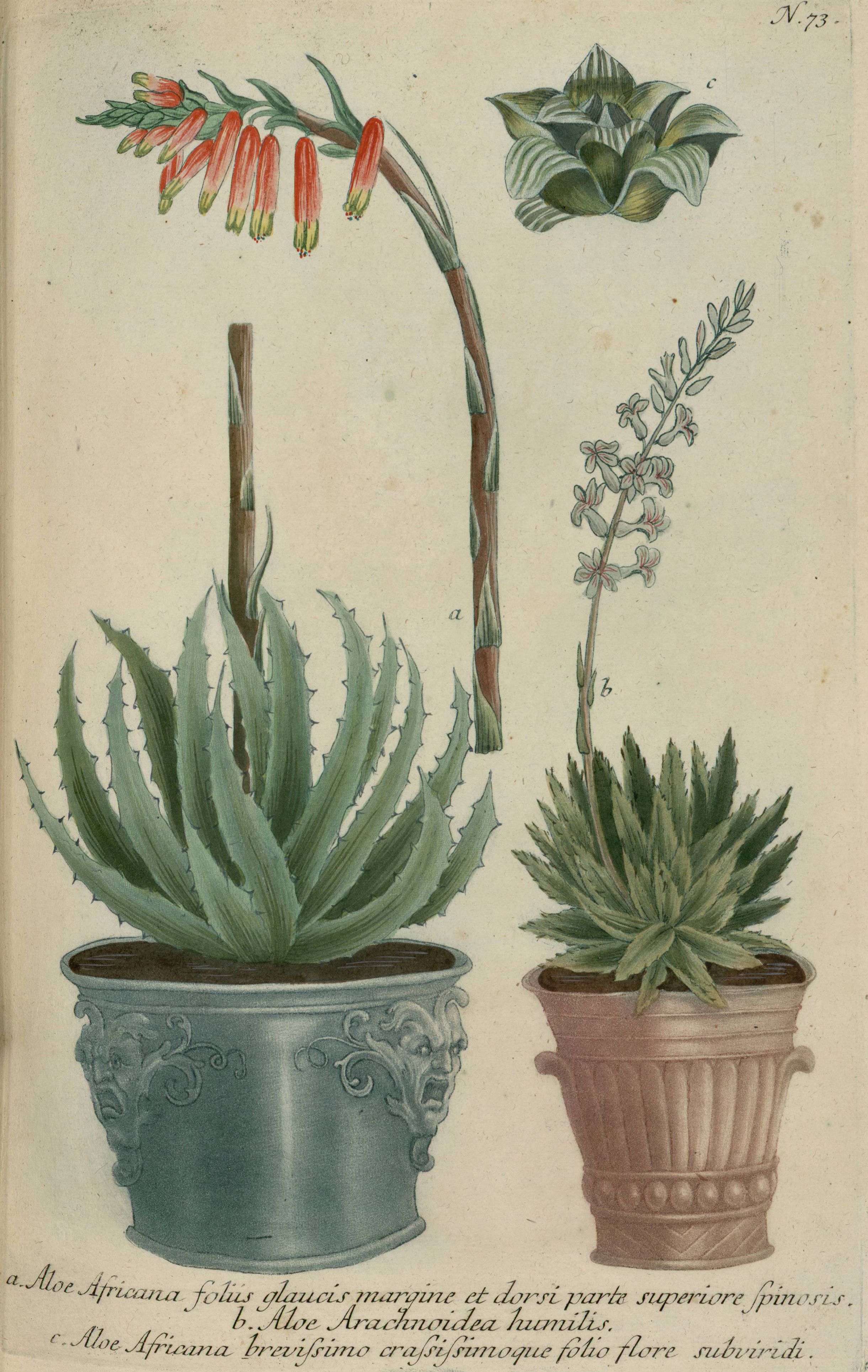
Abb. 73
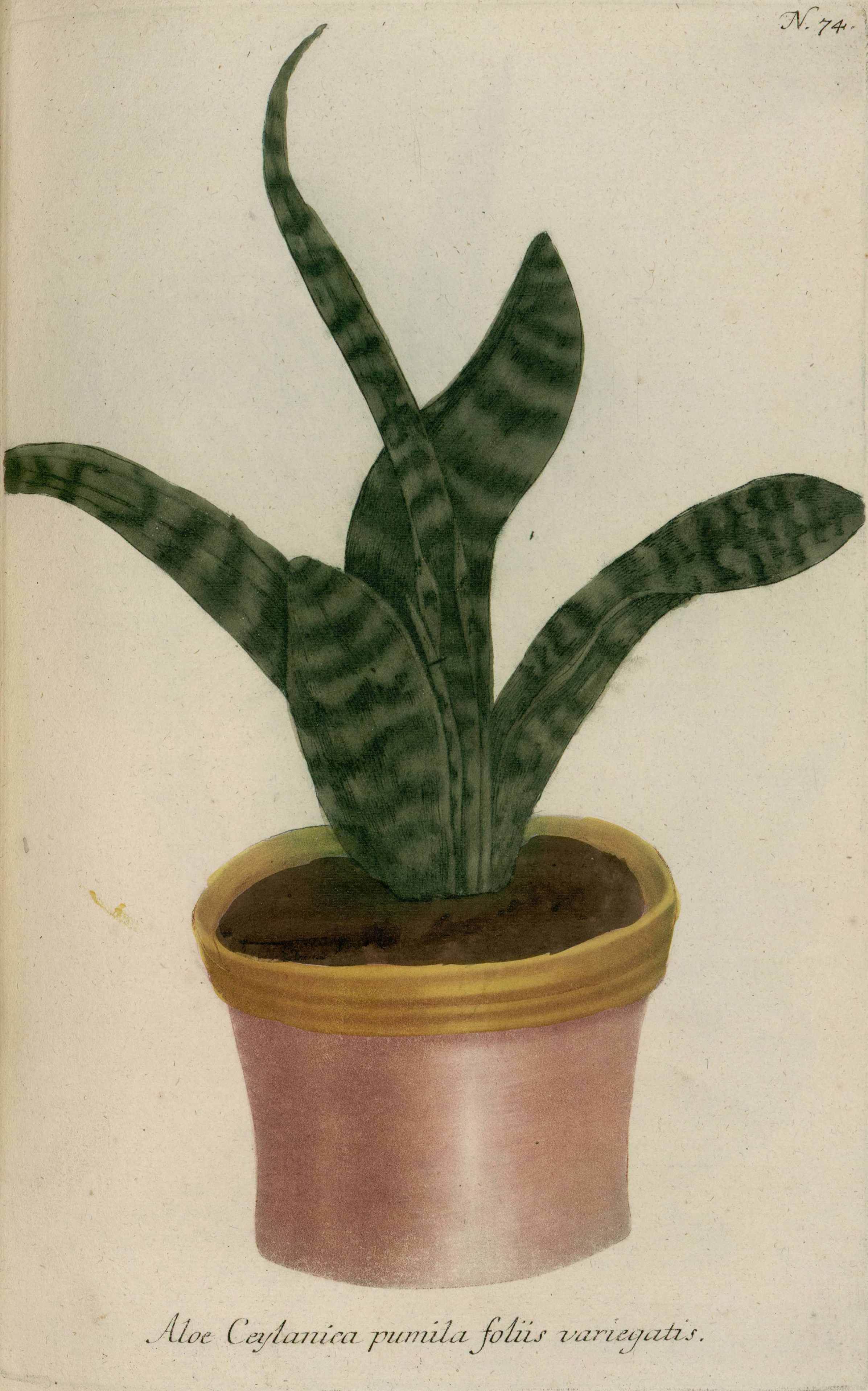
Abb. 74
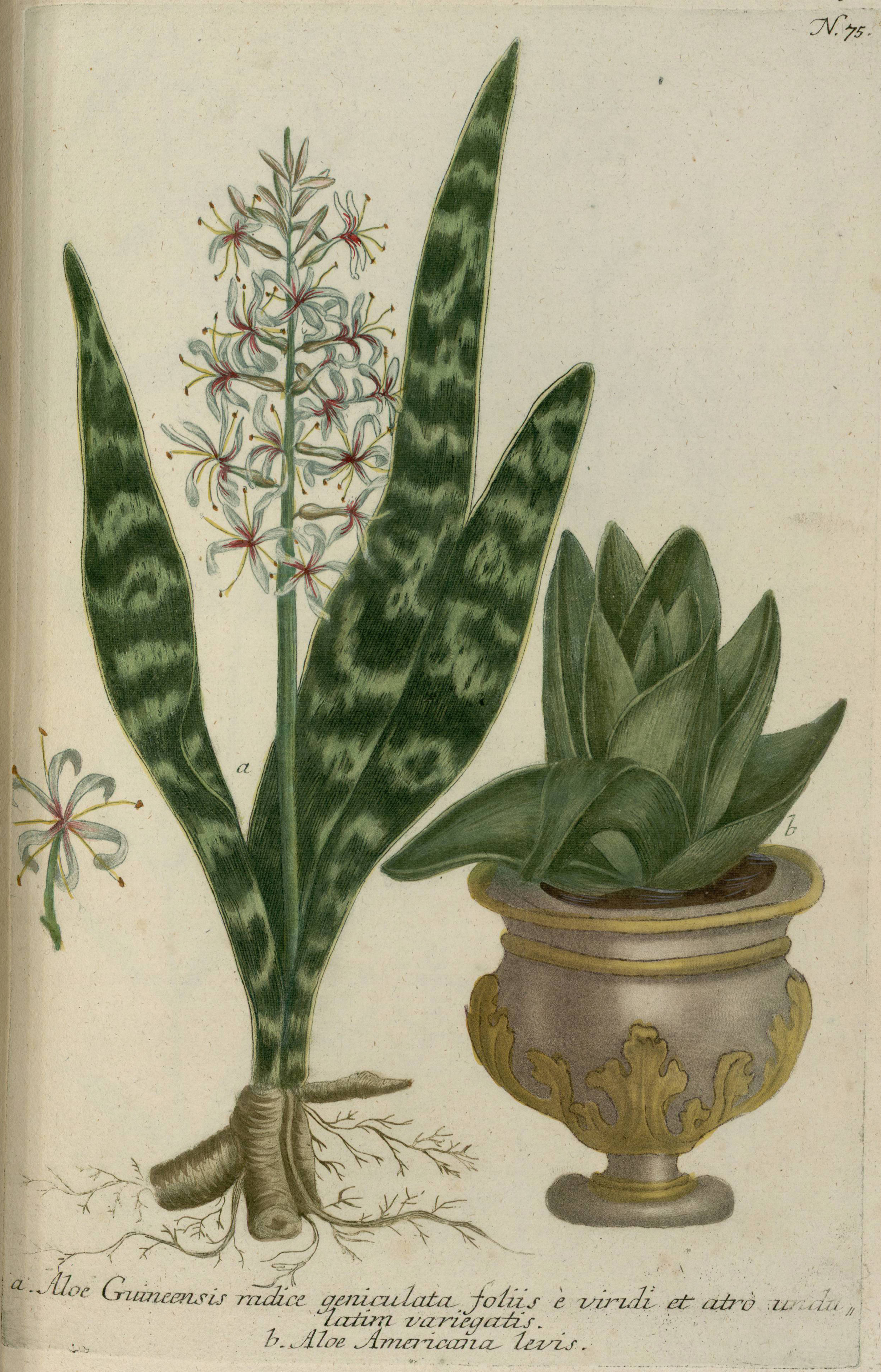
Abb. 75

Weitere Abbildungen
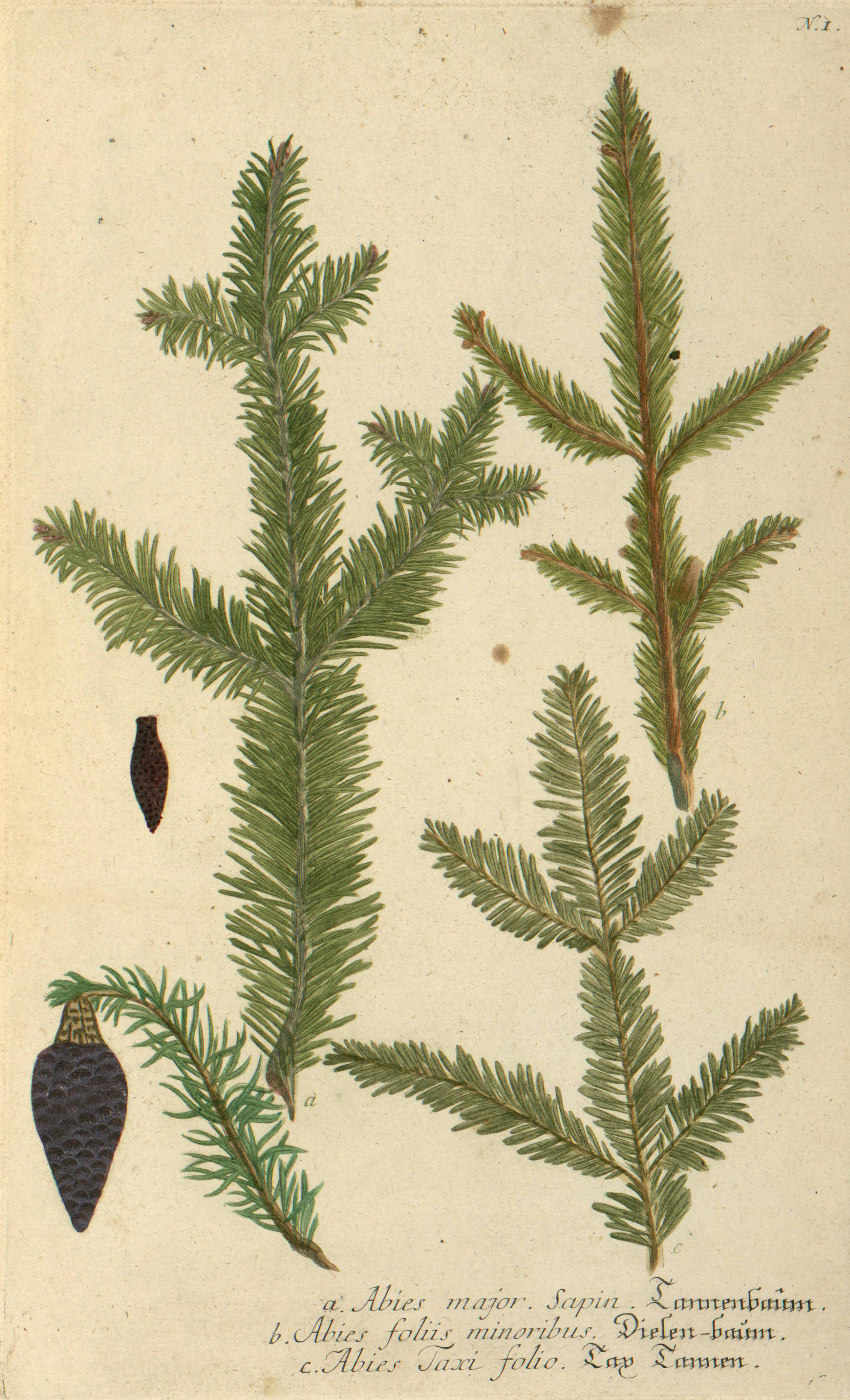
Abb. 1
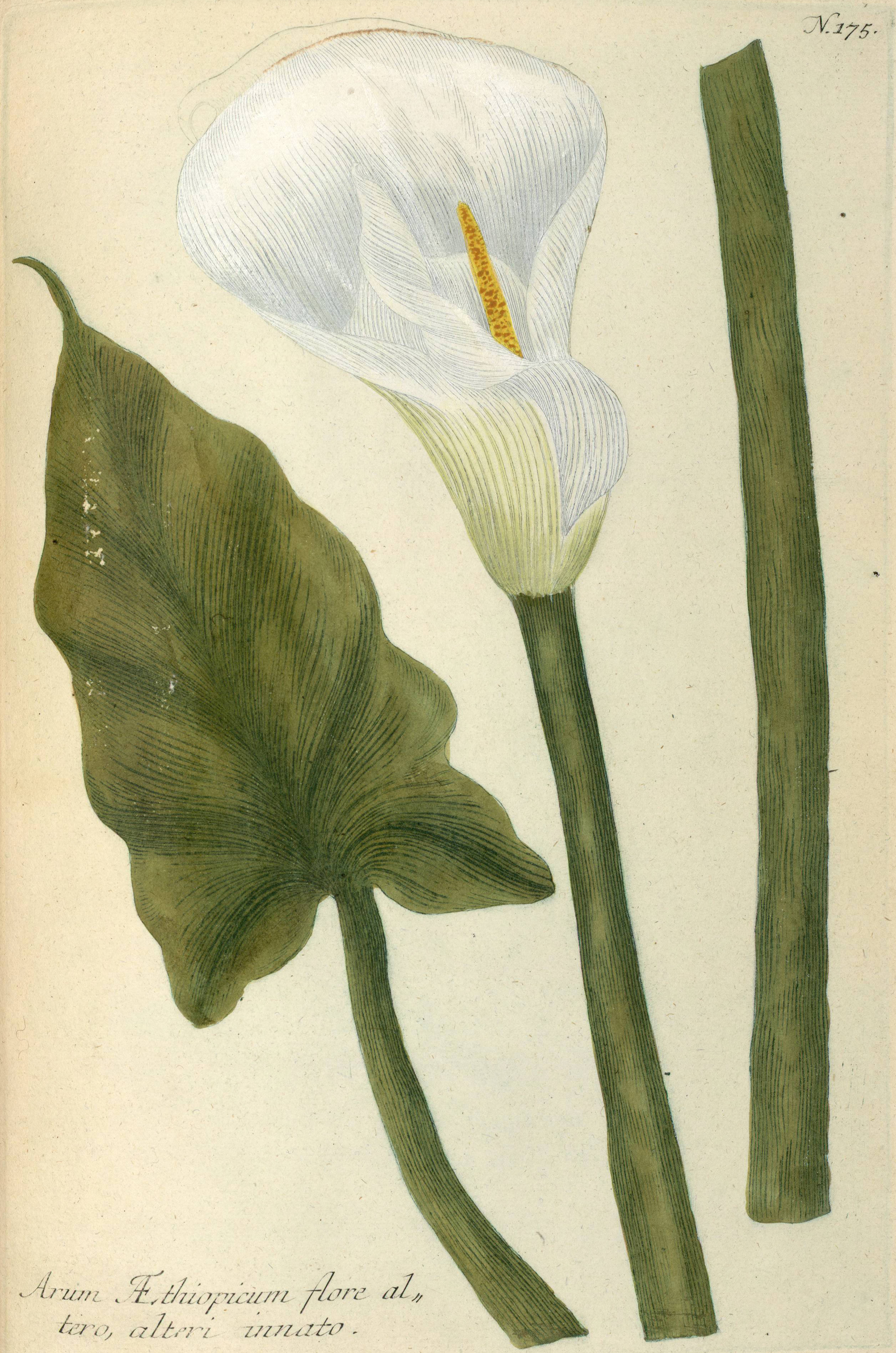
Abb. 175
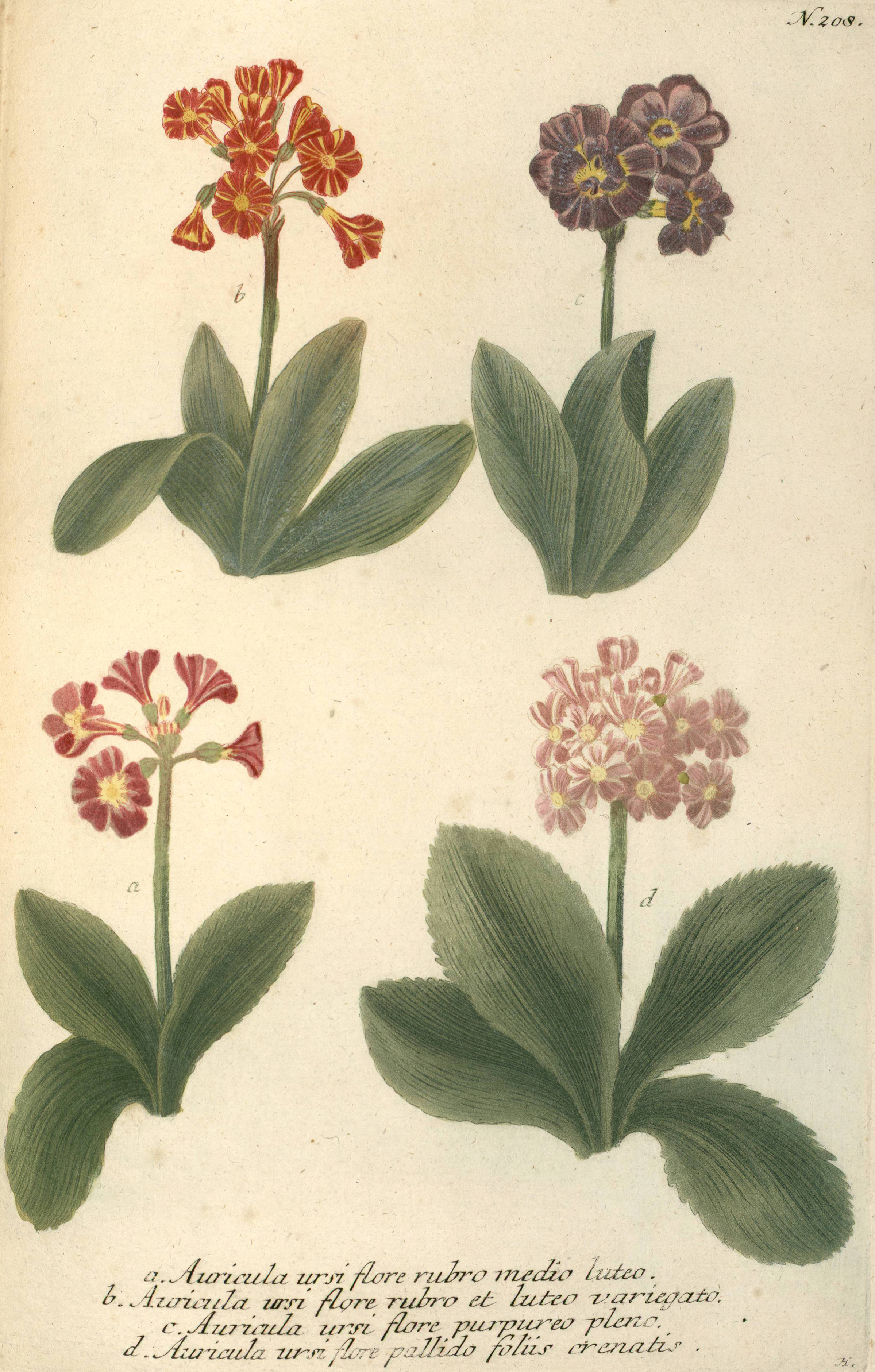
Abb. 208
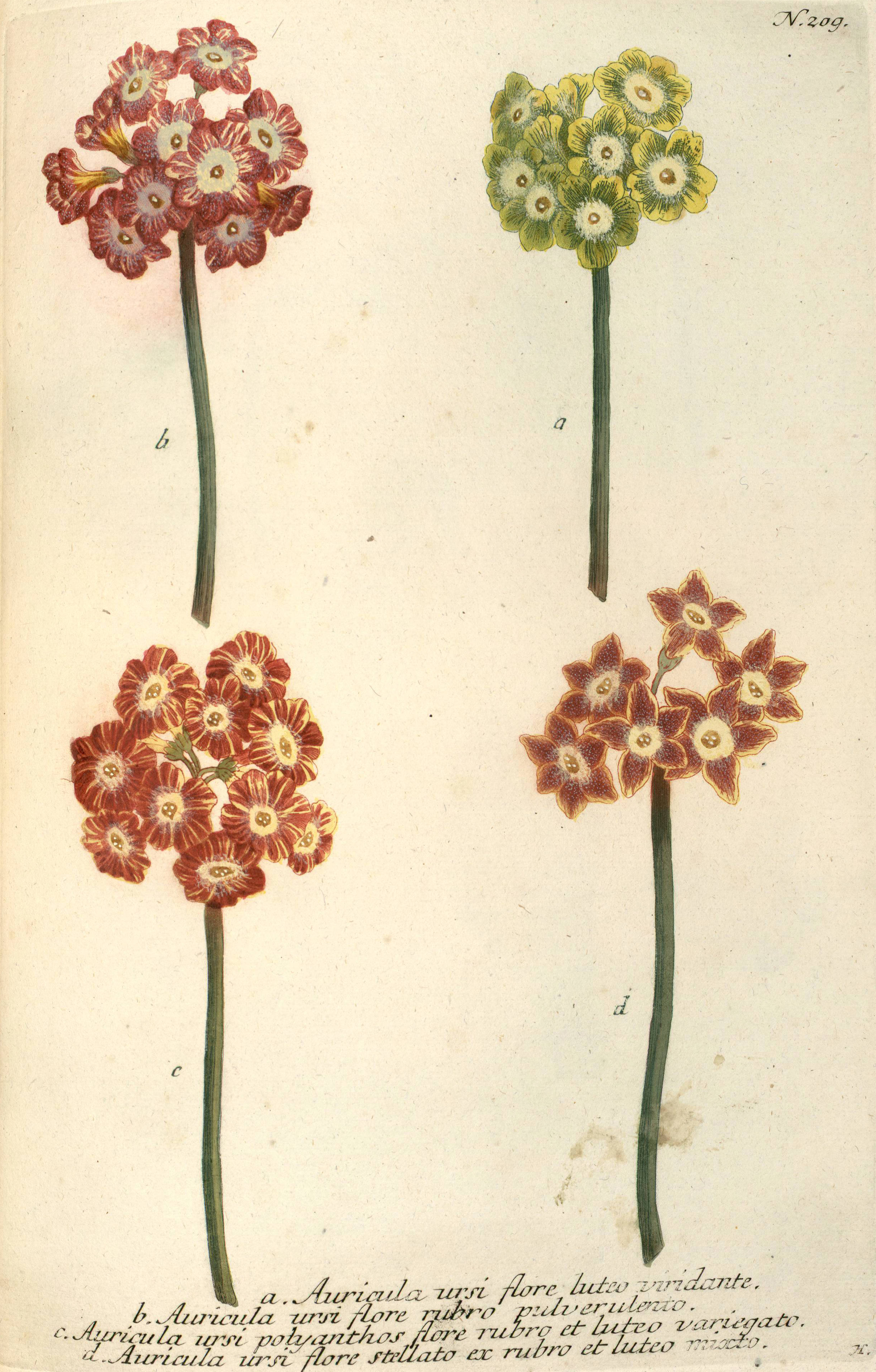
Abb. 209
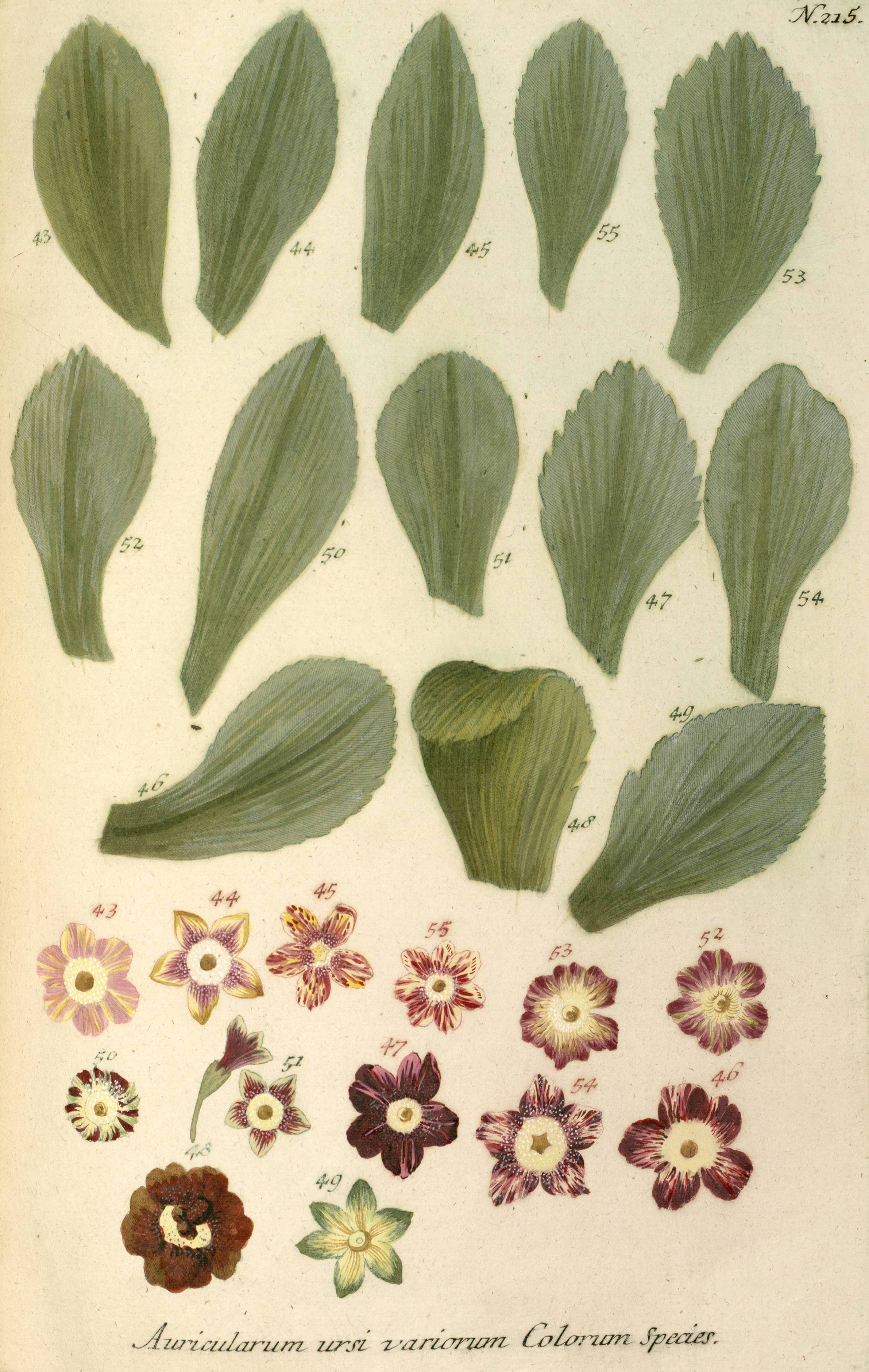
Abb. 215
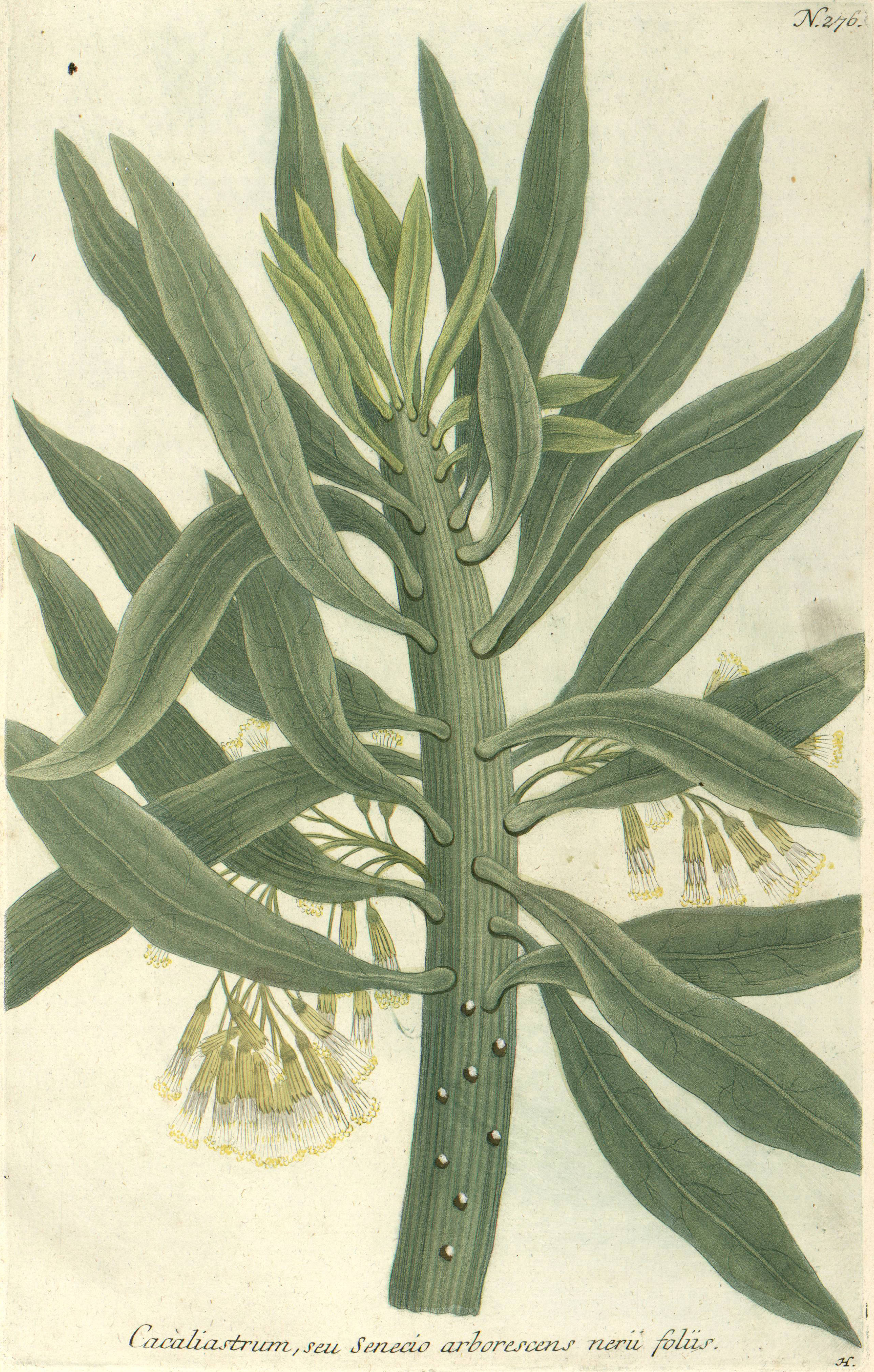
Abb. 276
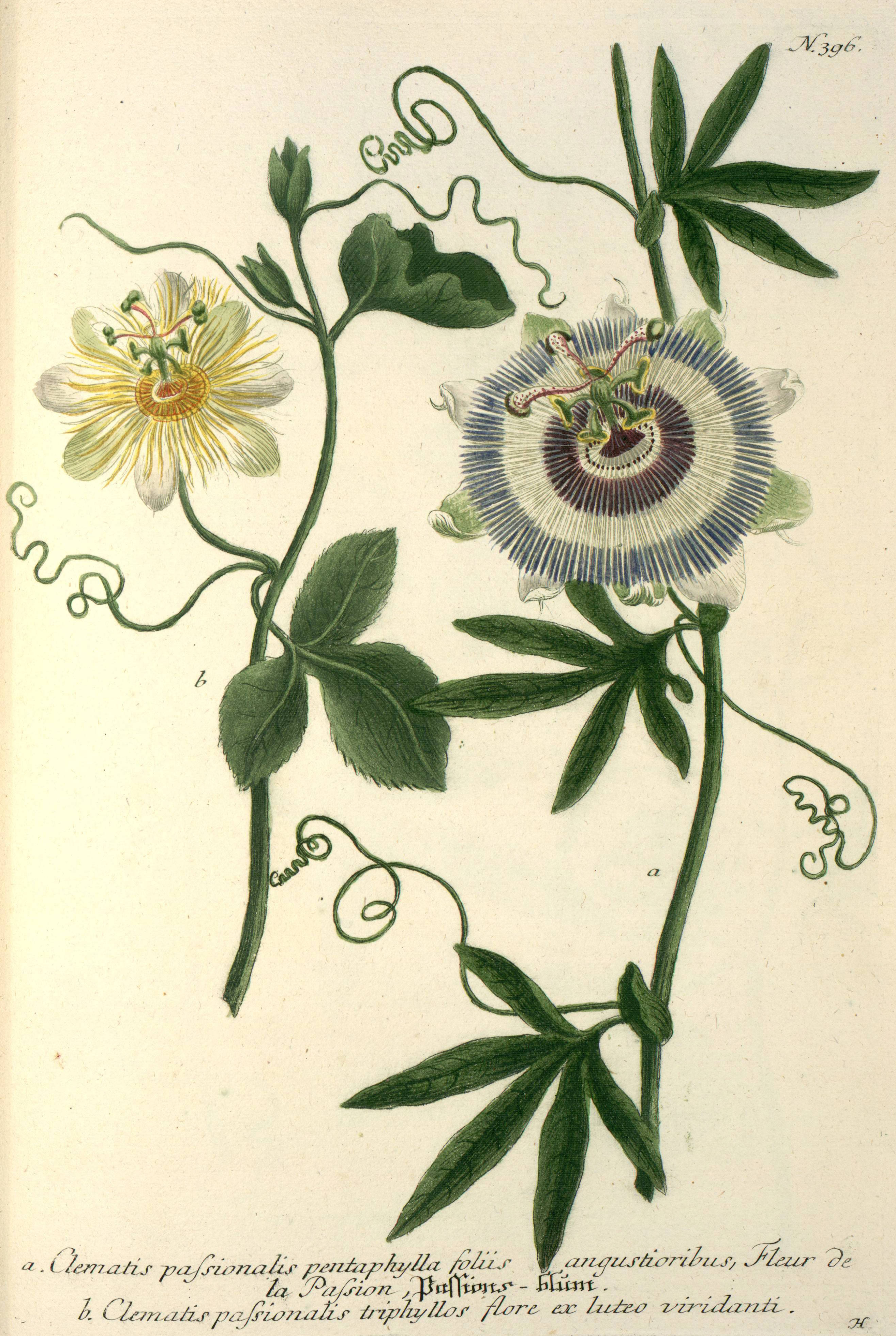
Abb. 396
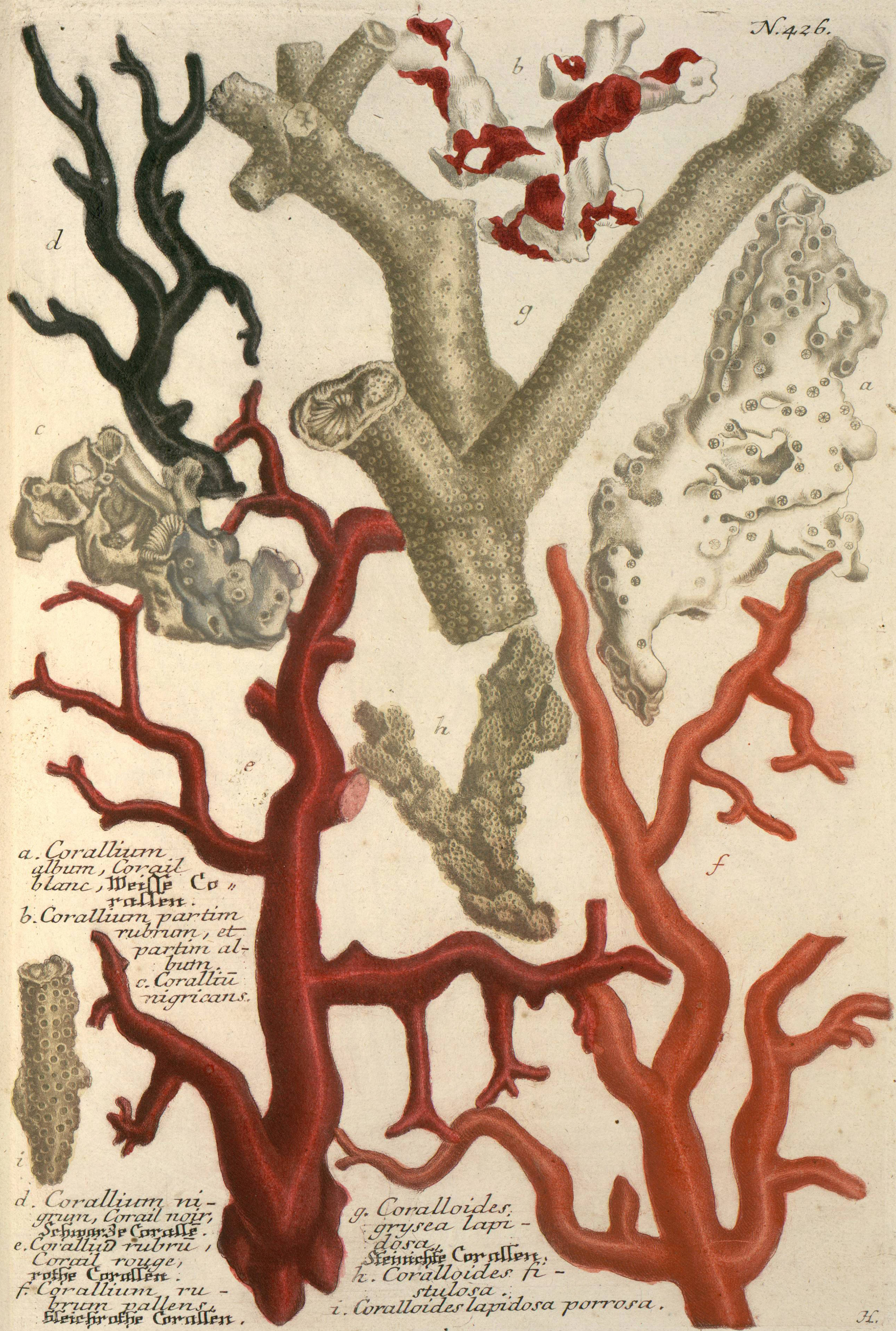
Abb. 426
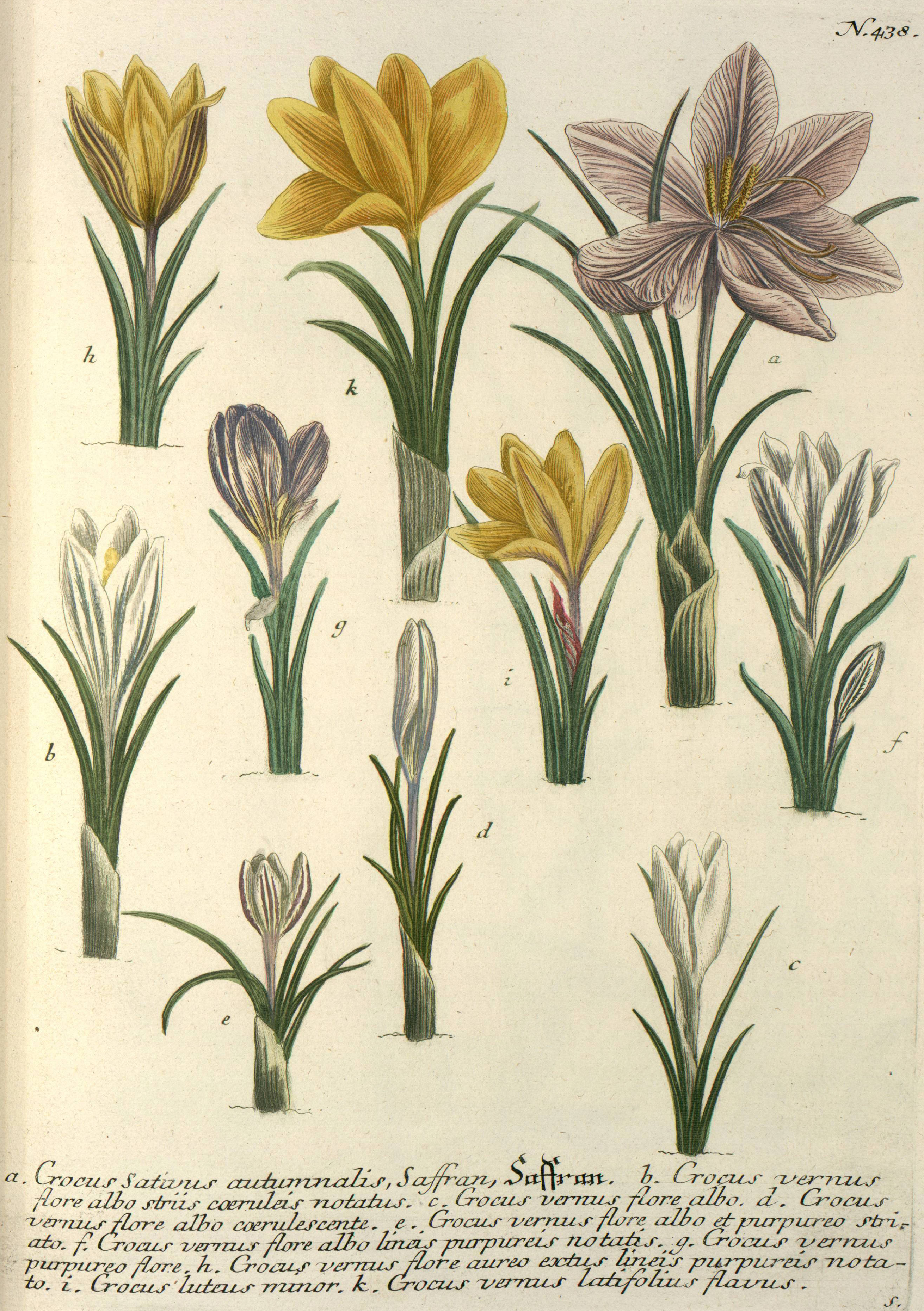
Abb. 438
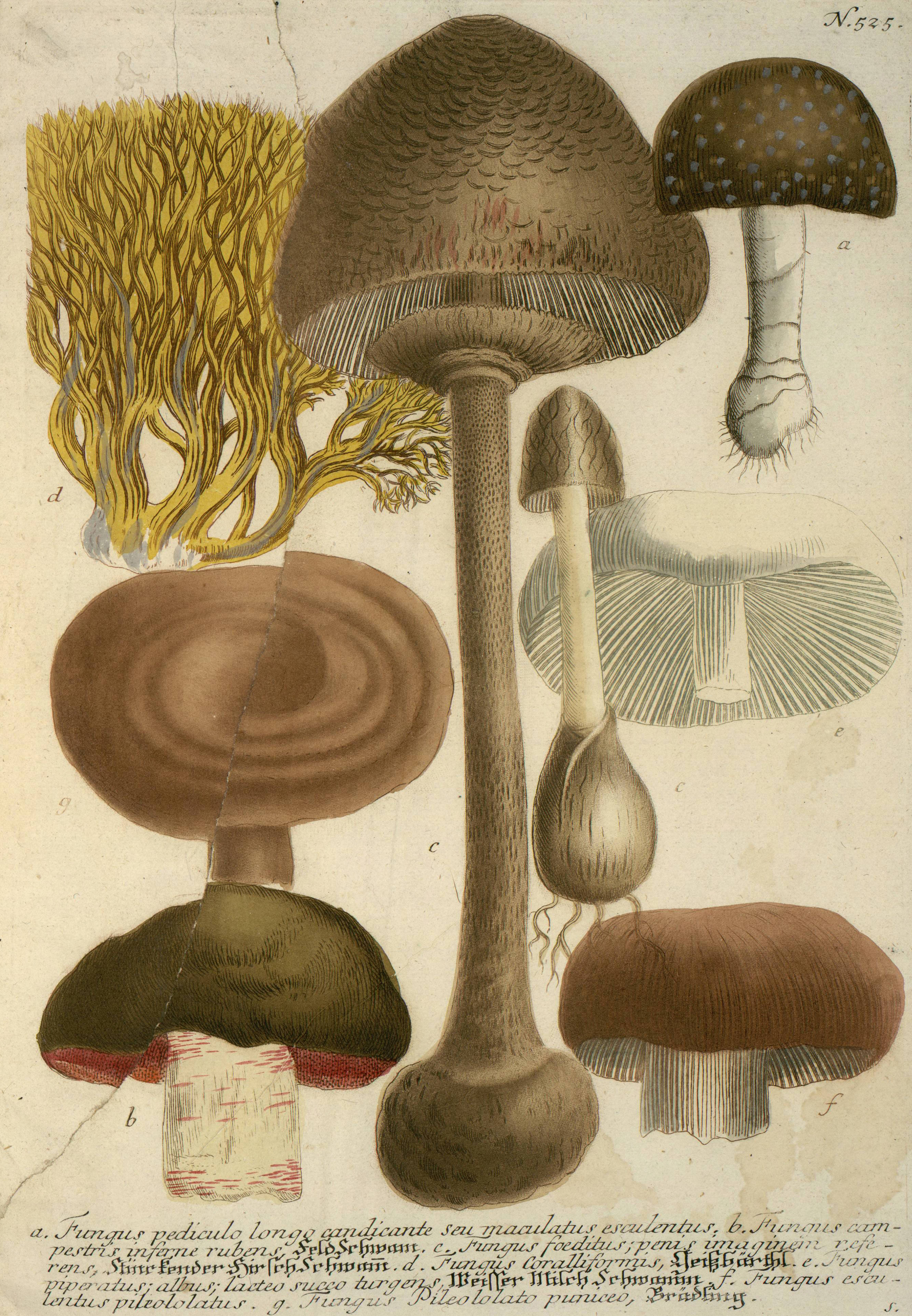
Abb. 525
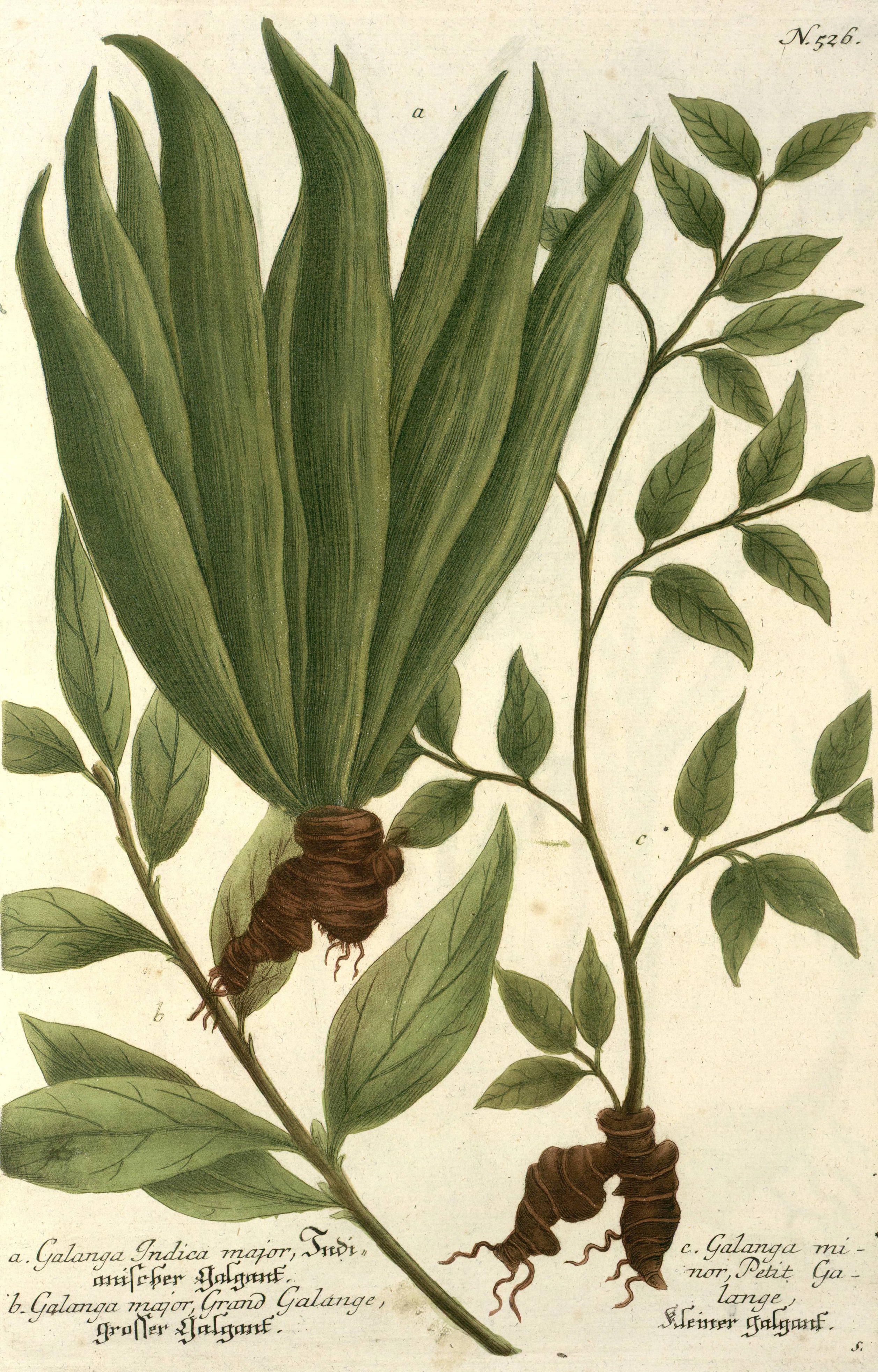
Abb. 526
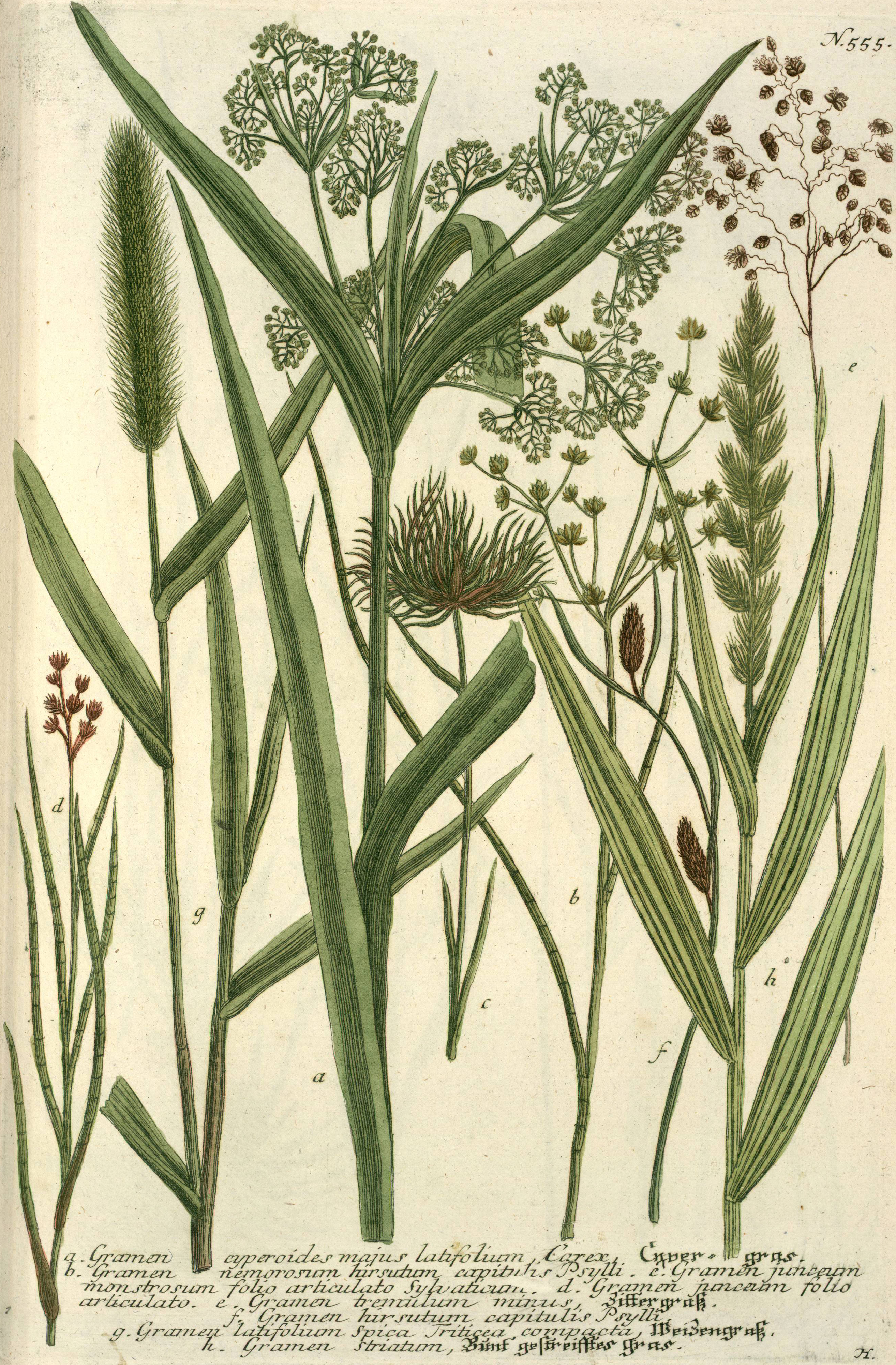
Abb. 555
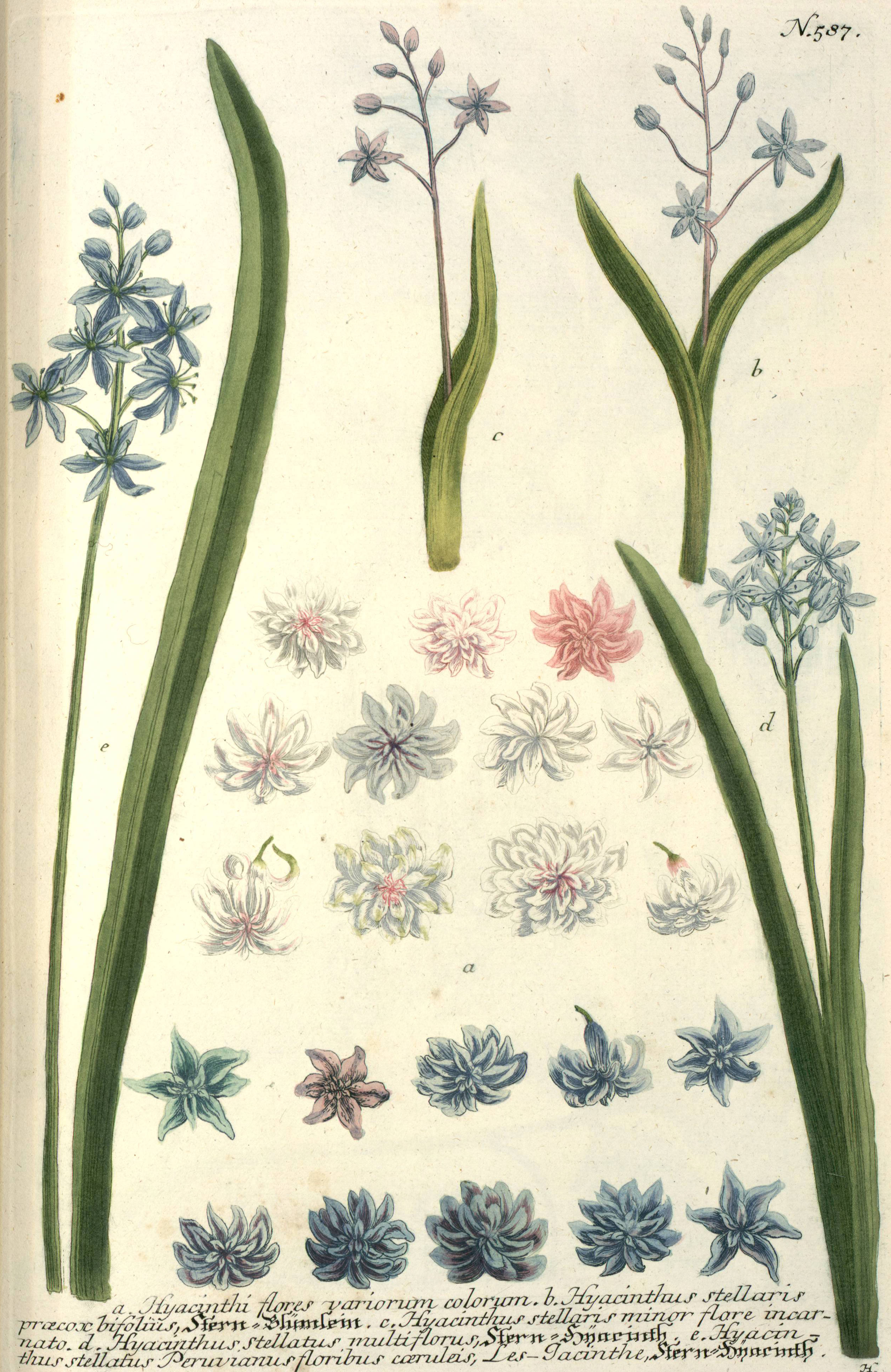
Abb. 587
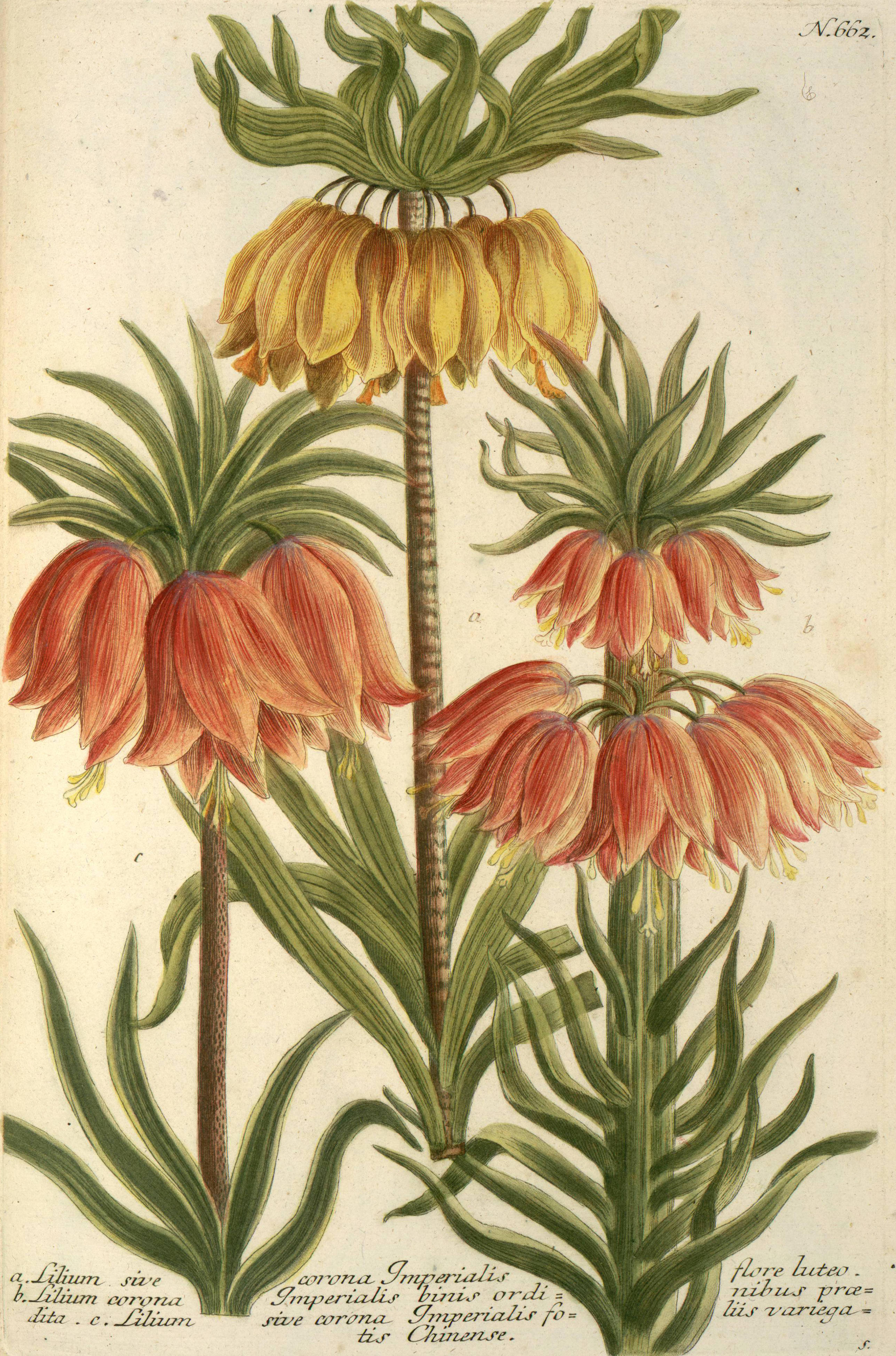
Abb. 662
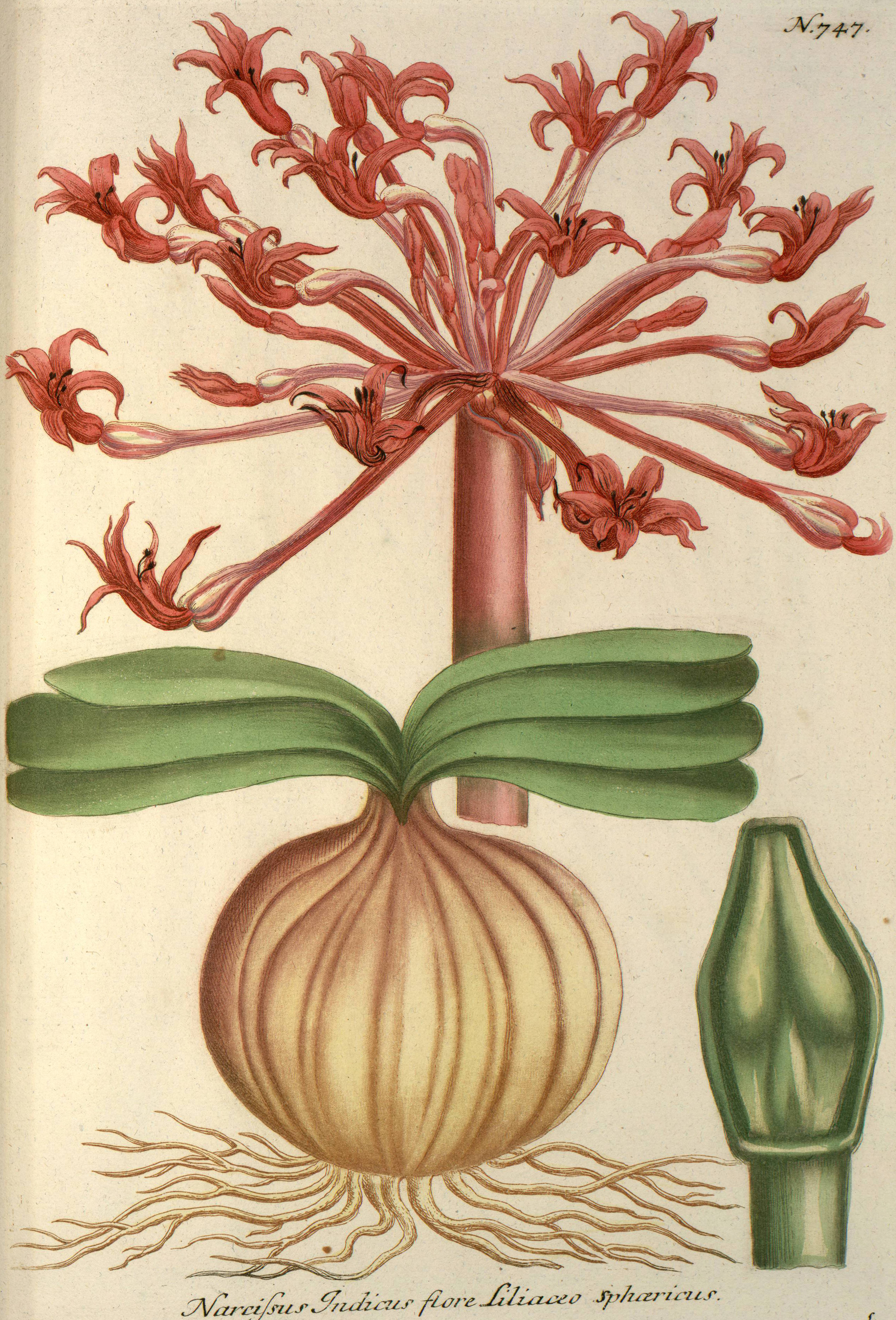
Abb. 747
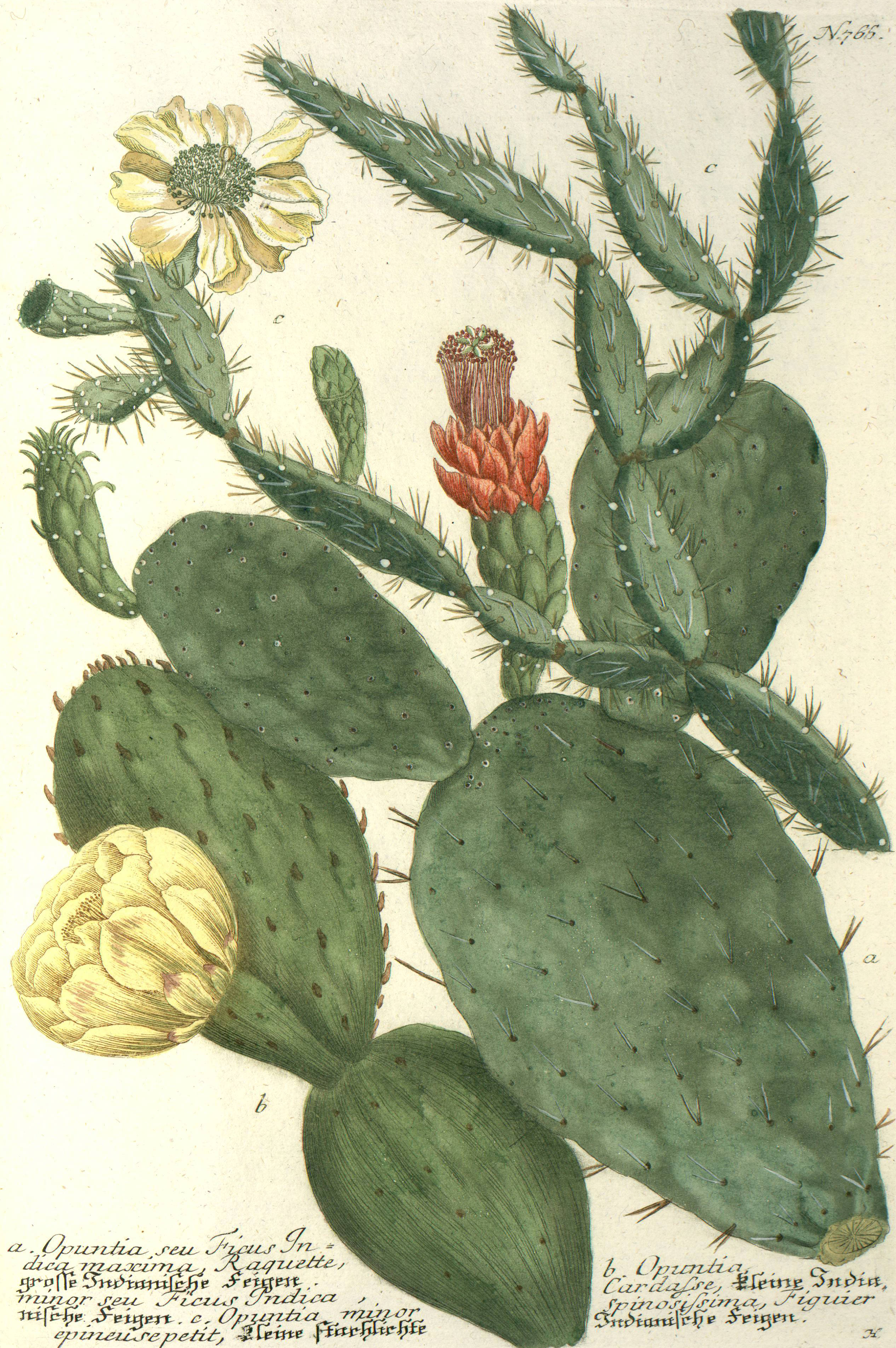
Abb. 766
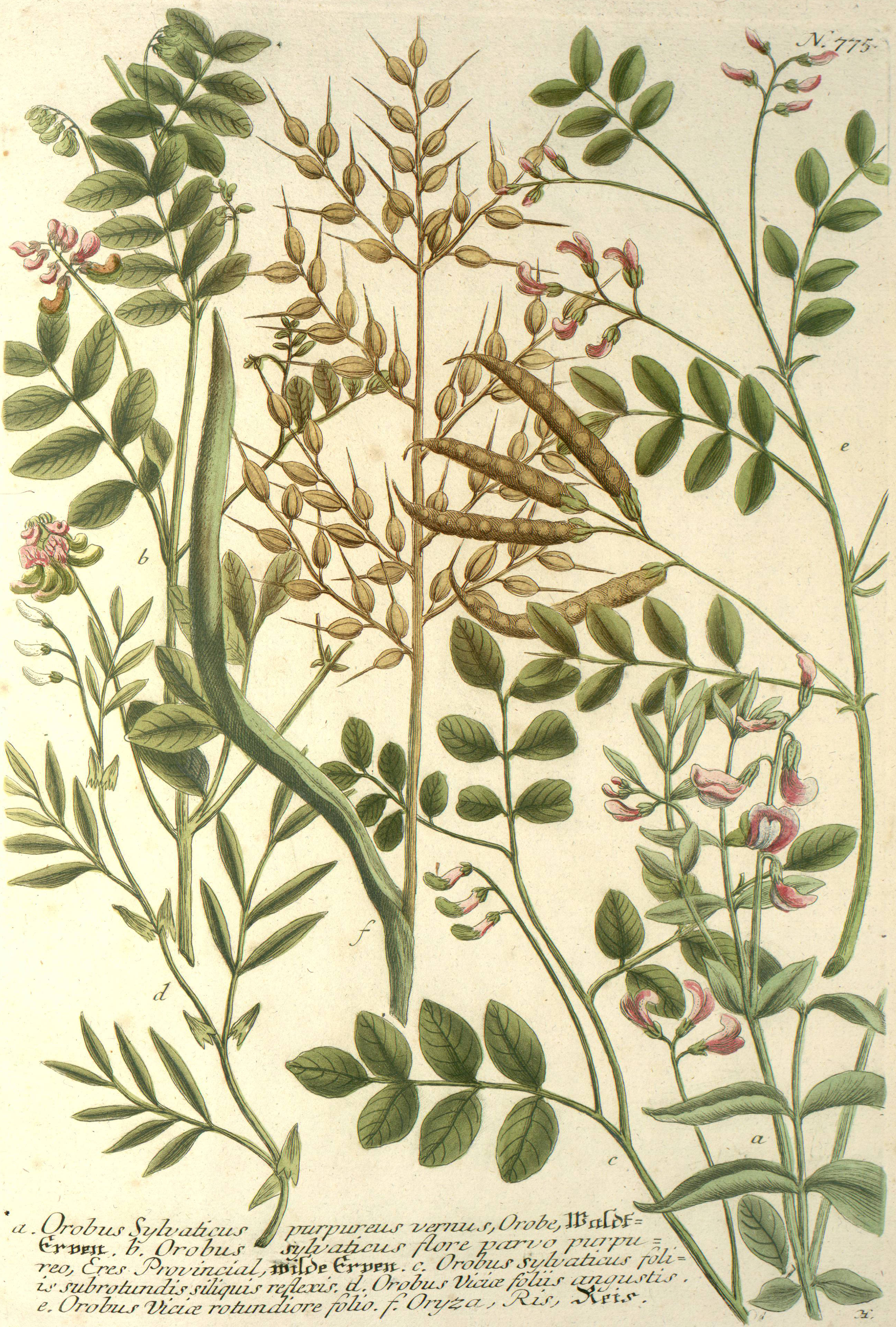
Abb. 775
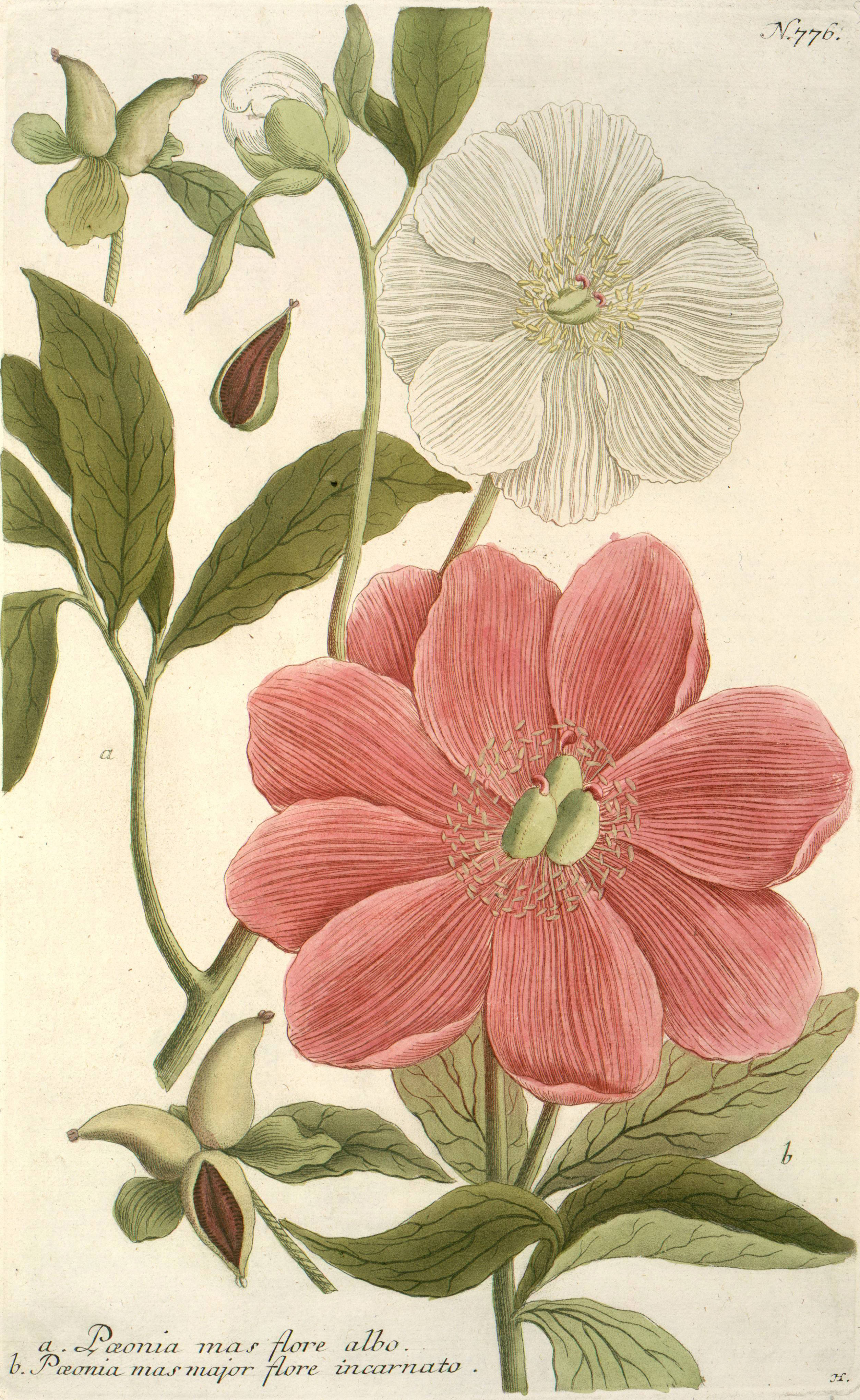
Abb. 776
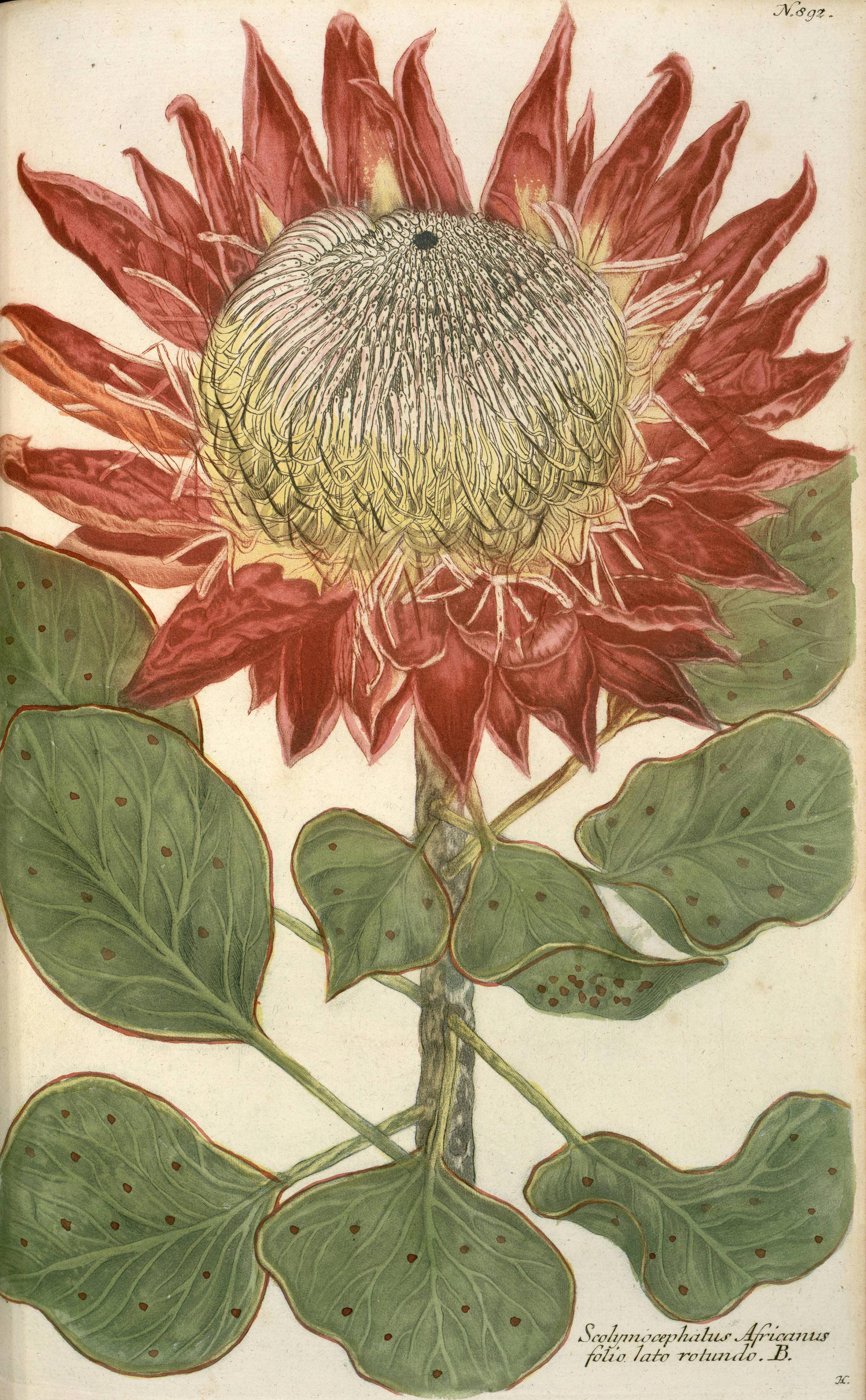
Abb. 892
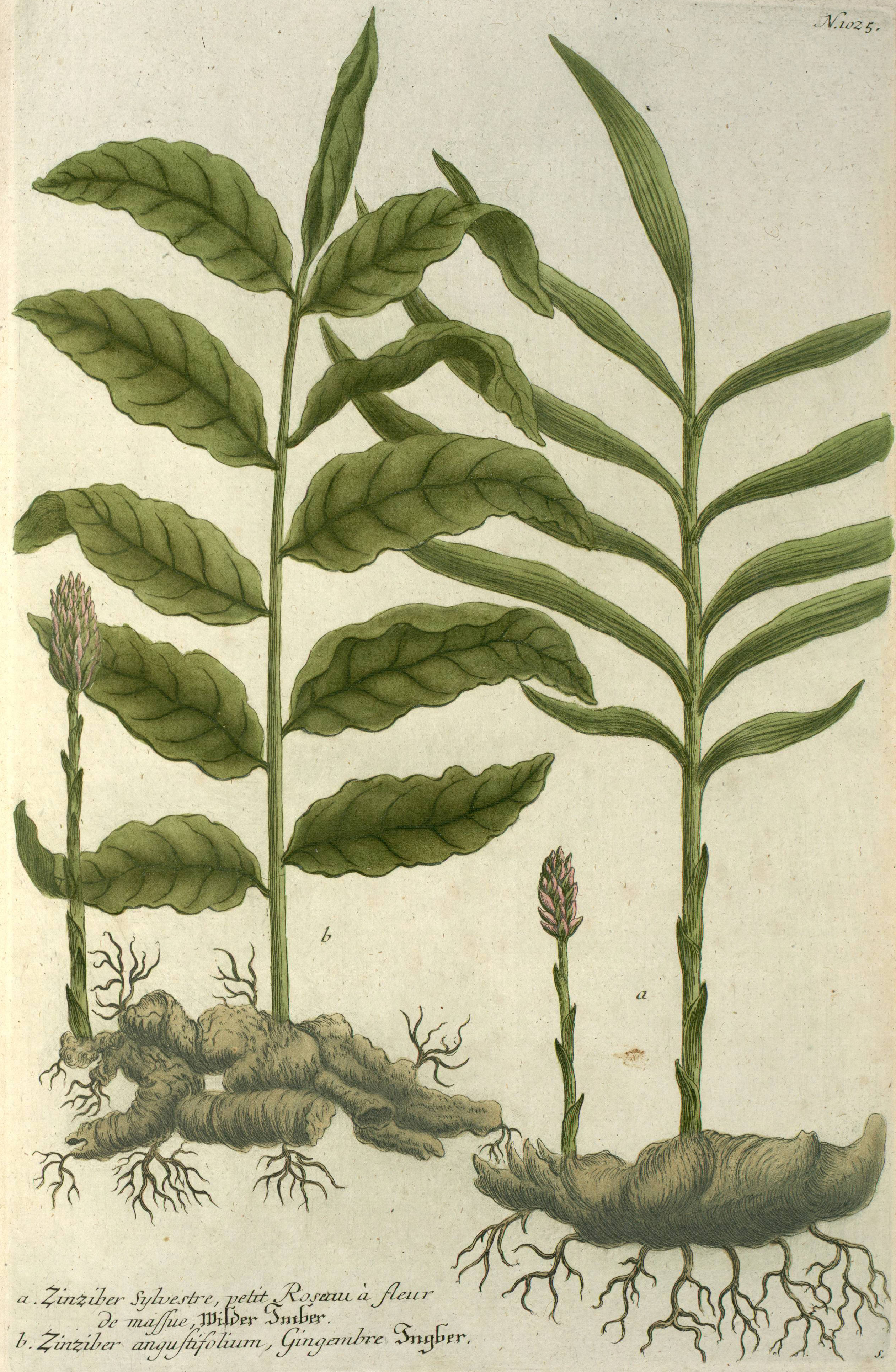
Abb. 1025

## Nachweise